# ごぶごぶの放送リスト
ごぶごぶの放送リスト（ごぶごぶのほうそうリスト）は、テレビ番組『ごぶごぶ』の放送リストの一覧。
| 暦 年 | 2000年代 | 2007 - 2008 - 2009                                                  |
| 暦 年 | 2010年代 | 2010 - 2011 - 2012 - 2013 - 2014 - 2015 - 2016 - 2017 - 2018 - 2019 |
| 暦 年 | 2020年代 | 2020 - 2021 - 2022 - 2023 - 2024                                    |

## 2007年（平成19年）
|    | 放送日   | 内容                                                                                                 | 主なロケ場所                                                                      |
| -- | -------- | --- | --------------------------------------------------------------------------------- |
| 1  | 2月23日  | 「休日の大阪をブラブラ」 浜ちゃんと東のりが五分五分の立場で街を探索                                  | 北新地・梅田〈ITOH DINING OSAKA（飲食店）・ハービスENT〉                          |
| 2  | 3月23日  | 「大阪城周辺探索」 大阪環状線のホームで電車待ってます!                                               | 大阪城公園付近                                                                    |
| 3  | 4月27日  | 「有馬温泉へ行こう!」 浜田雅功まさかの番組終了宣言                                                   | 六甲口・六甲山付近                                                                |
| 4  | 5月25日  | 「浜ちゃんが大阪に来ない!?」 「カジュアルショップへ行こう」 緊急事態発生!浜田雅功が大阪に来ない!?    | 帝塚山界隈〈大槻衣裳（吉本興業 衣裳部）〉                                         |
| 5  | 6月29日  | 「京都の街めぐり」 古都京都で浜田雅功は悠久の時を感じ、何に思いをはせるのか?                         | 鴨川、木屋町通、新京極〈京都花月劇場跡地〉                                        |
| 6  | 7月20日  | 「続・カジュアルショップへ行こう」 浜田雅功さんへ“撮影の段取り変更は極力やめてください!”スタッフより | 長居、南田辺、田辺〈Squeeze Coconuts（衣料店）〉                                  |
| 7  | 8月24日  | 「ダーツバーへ行こう」 暑くても野外のロケで勝負!皆様お元気ですか?                                    | 肥後橋、梅田〈Bee梅田店（ダイニングダーツバー）〉                                 |
| 8  | 9月28日  | 「ゴルフ対決!浜ちゃんvs東のり」 勝ったるわ!浜田に東野が挑戦でどうなる?番組!                          | 加東市〈東条ゴルフ倶楽部〉                                                        |
| 9  | 10月26日 | 「秋の味覚めぐり」 浜田が秋の味覚料理でもてなしの東野幸治に激怒                                      | 千日前、南森町〈中村屋（コロッケ屋）〉、阪神百貨店                                |
| 10 | 11月23日 | 「大阪の名所&思い出の店めぐり」 あのカジュアルショップついに訪問!衣装提供してもらおう!               | 田辺〈Squeeze Coconuts〉、新世界、道頓堀 千日前、キタ〈ITOH DINING・ハービスENT〉 |

## 2008年（平成20年）
|    | 放送日   | 内容                                                                                               | 主なロケ場所                                                                                              |
| -- | -------- | -------------------------------------------------------------------------------------------------- | --- |
| 11 | 1月4日   | 「正月ごぶごぶ〜商店街5番勝負!」 あけましておめでとう今年も大阪でブラブラします                    | 〈東淀川商店街、三津屋商店街、福島聖天通商店街、 野田新橋筋商店街、木川本町商店街〉                       |
| 12 | 1月25日  | 「年越しスペシャル」 今更ですが年越しスペシャルです!おせちは久しぶりです                           | 毎日放送本社・豊崎付近〈源光寺、豊崎神社〉                                                                |
| 13 | 2月22日  | 「いちぶきゅうぶ」 今回は前代未聞の番組になる予感です…東野がんばれ…浜田                            | キタ界隈、せんば心斎橋筋〈夢ごこち（耳かき店）、 sound in サム（音楽BAR）、スタイルラボ（酸素カプセル）〉 |
| 14 | 3月21日  | 「大阪アポ無し探索」 こんな結末になるとは誰も想像していませんでした…頑張ります                     | 天王寺、寝屋川市〈新天地「やい亭」巣本店（飲食店）〉 東京ディズニーランド                                 |
| 15 | 4月25日  | 「春の遠足!in奈良」 今日は遠足に行きました…東野とスタッフの仲の悪さが心配です                      | 斑鳩町〈スーパー万代 法隆寺店〉、奈良公園・若草山                                                         |
| 16 | 5月30日  | 「ラジオトーク」 「ごぶごぶ米を作ろう」 アホスタッフの言う事聞いてたらこんなんになってしまいました | 毎日放送本社、能勢町                                                                                      |
| 17 | 6月27日  | 「朝日放送新社屋見学」 朝日放送の新社屋はキレイです大阪の下町はエエなあ                            | 福島界隈・朝日放送新社屋                                                                                  |
| 18 | 7月18日  | 「名古屋へ行く!」 小倉トーストってムッチャうみゃーてやみつきだぎゃー                               | 中部日本放送・名駅南〈モーニング喫茶リヨン〉                                                              |
| 19 | 8月29日  | 「須磨の山を探索」 夏休みももうすぐ終わりです…楽しい思い出はできたかな?浜田                        | 月見山、須磨界隈・須磨浦山上遊園                                                                          |
| 20 | 9月26日  | 「浜ちゃんに夏を満喫してもらおう」 今回もまたうちのアホスタッフがやらかしてくれました              | 大正区〈サンクス平尾商店街、三泉商店街〉 松屋町、淀川河川公園（西中島）                                   |
| 21 | 10月31日 | 「北海道に来ちゃった!」 ロケ中にお腹が痛くなってご迷惑をおかけしました…東野幸治                    | 北海道放送、石原裕次郎記念館                                                                              |
| 22 | 11月28日 | 「ごぶごぶ米できたよ」 ウチの番組スタッフはほっぺたに渦巻きがあるって気づきました                  | 東大阪市〈マックスバリュ東鴻池店 ほか〉                                                                   |

## 2009年（平成21年）
|    | 放送日   | 内容                                                                                          | 主なロケ場所 |
| -- | -------- | --------------------------------------------------------------------------------------------- | --- |
| 23 | 1月1日   | 「元日ごぶごぶ〜ジングルベルが聞こえる白ごはんスペシャル」 今年も大阪に帰ってきてもイイですか | 天保山ハーバービレッジ、真田山公園〈大阪市立真田山プール 〉 天満界隈〈 ケンタッキーフライドチキン天満駅前店、 アンジェロベーゼ（ラブホテル）〉、千里セルシー |
| 24 | 1月30日  | 「美空ひばり座見学」 冬の京都は底冷えします…たまにはイイもんやと楽しんでます                  | 車折神社、京都嵐山美空ひばり座 |
| 25 | 2月27日  | 「ごぶごぶキャンプ」 今年1年戦うためにトレーニングしろとアホスタッフが言います                | 梅田ロフト、ボートピア梅田 |
| 26 | 3月20日  | 「カレー屋に行くはずが…?」 昔住んでた尼崎を思い出して暴走してしまい反省してます…浜田          | 尼崎市〈杭瀬市場、塚口〉 |
| 27 | 4月24日  | 「春の遠足! in五月山」 東のりとスタッフがモメるのはすべて僕の責任です                         | 池田市〈池田栄町商店街〉、池田市立五月山動物園 |
| 28 | 5月29日  | 「熱海の観光地めぐり」 温泉街で東のりとスタッフのケンカはみたくない 浜田                      | 熱海市〈熱海秘宝館〉 |
| 29 | 6月26日  | 「おいしいうどんを食べにいこう!」 浜ちゃんと東のりがミナミをブラブラしたらパニックになるかも  | ミナミ〈新橋交差点・長堀通・信濃そば〉 |
| 30 | 7月31日  | 「夏休みスペシャル」 今回のごぶごぶは夏休みスペシャル楽しいトコへ遊びに行きます               | ユニバーサル・スタジオ・ジャパン |
| 31 | 8月28日  | 「50代視聴率UP運動」 東野幸治です東野幸治です東野幸治東野幸治をよろしくお願いね               | 〈西天下茶屋商店街・今里新橋筋商店街〉 |
| 32 | 9月25日  | 「視聴率UPのご褒美は?」 浜田雅功さんは東京で売れて人が変わってしまったと今回痛切に感じました  | 毎日放送本社、梅田ロフト、茶屋町界隈 |
| 33 | 10月30日 | 「浜ちゃん歩のりちゃん歩」 みなさーん最近歩いてますか?散歩ってイイですよ                      | 生國魂神社界隈 |
| 34 | 11月27日 | 「視聴者推薦企画!かまぼこ板でレッツゴー!」 かまぼこ板でレッツゴー!あのメガネ見たことある!     | 〈桃谷本通商店街、千里山駅界隈、近鉄今里駅前通商店街〉 |

## 2010年（平成22年）
|    | 放送日   | 内容 | 主なロケ場所 |
| -- | -------- | --- | --- |
| 35 | 1月1日   | 「正月ごぶごぶ〜かまぼこ板でレッツゴー!日本全国うまいもん商店街」 国会議事堂から全国へかまぼこ板でレッツゴー! | 国会議事堂前、熊本県、鹿児島県、岡山県                                                                                 |
| 36 | 1月29日  | 「MBS60周年キャンペーン」 毎日放送60周年って俺らに関係ないし何でソレで番組すんねん!                           | 毎日放送本社 |
| 37 | 2月26日  | 「地方局ポスター撮影」 各局に番組売り込むのはMBSの仕事やろ!何で俺らがすんねん                                 | 桜島駅、大阪市天王寺動物園 堺市堺区〈山之口名店街、フェニックス通り、 海とのふれあい広場（シャープ堺液晶工場）〉       |
| 38 | 3月19日  | 「京都で浜ちゃんを探せ!」 浜ちゃんが一人で勝手に京都ウロウロするからみんな困るんや!                           | 八坂神社・円山公園付近、鴨川                                                                                           |
| 39 | 4月30日  | 「ごぶごぶガールズ探し」 AKB48みたいなアイドルグループつくって東京デビューさせる東野の野望                    | 梅田・茶屋町 |
| 40 | 5月28日  | 「飲む!打つ!買う!」 男の甲斐性は飲む打つ買うとスタッフは言うけど放送してエエの?                               | 難波、西本町、南船場                                                                                                   |
| 41 | 6月25日  | 「パワースポットへ行くはずが…?」 東のりがワガママ言うからロケの段取り狂ってしもた若手貧乏話はエエねん         | 難波、天下茶屋・岸里周辺                                                                                               |
| 42 | 7月30日  | 「生駒山上遊園地で遊ぼう」 番組アイドルの審査員は俺らがせな意味ないのに何で政二やねん                         | 生駒山上遊園地（生駒ケーブル）                                                                                         |
| 43 | 8月20日  | 「かまぼこ板でレッツゴー!大阪市内編」 ウマイ物買い食いしてたら視聴率とれるって言うのは間違いやで              | 福島区（大阪地卵（10円ジュース）） 、東淀川区（たこ焼）、 生野区（とりい（鶏肉））、新世界（肉のさかもと（ハムカツ）） |
| 44 | 9月24日  | 「秋の京都を先取り」 秋先取りて早過ぎやろ・・・ADまでもスタッフはアホばかり・・・浜田                         | 伏見区・伏見桃山城運動公園、寺田屋周辺                                                                                 |
| 45 | 10月22日 | 「師匠行きつけの喫茶店めぐり」 いくら何でも師匠に対するアノ暴言は良くないことやで浜ちゃん                     | 梅田茶屋町、天満天神繁昌亭、千日前                                                                                     |
| 46 | 11月26日 | 「2011年正月を先取り」 もういくつ寝るとお正月ってまだ11月やしウチのスタッフはダメ                             | 毎日放送本社（イベント事業部）、豊崎                                                                                   |

## 2011年（平成23年）
|    | 放送日   | 内容 | 主なロケ場所                                                                                                  |
| -- | -------- | --- | --- |
| 47 | 1月1日   | 「正月ごぶごぶ〜かまぼこ板でレッツゴー!全国B級うまいもんロケ」 東京タワーから全国へかまぼこ板でレッツゴー!                                                      | 東京タワー前、青森県（海鮮丼）、横浜市（ポテトフライ）、富山市（ラーメン、チキンライス）                      |
| 48 | 1月28日  | 「ごぶごぶガールズと仲良くなろう」 バトン世界2位 美人姉妹 韓流大好き娘 ゴルフパチンコそして缶開け娘はエエでえ                                                   | 西宮市（阪神武庫川線）、なんばグランド花月、交野市                                                            |
| 49 | 2月25日  | 「バレンタインチョコめぐり」 バレンタインから1週間もたつのに今さらこんな企画で番組するウチのスタッフはアホ!                                                     | 浪速区（南海高野線）、西成区（津守駅）、阿倍野区（昭和町・洋菓子ボストン）、北区（北新地）、福島区（551蓬莱） |
| 50 | 3月18日  | 「神戸コレクション」 1万人以上の観客の前で俺らに何さすねん!恥ずかしいやないか!神戸新開地でお土産買います!                                                       | ワールド記念ホール、新開地〈グリル一平（洋食）ほか〉                                                          |
| 51 | 4月29日  | 「お花見へ行こう」 ママチャリで走るビジネス街は楽しいなあ OLの後ろ姿が大好き オレ電動                                                                           | 毎日放送本社、北新地・梅田〈ITOH DINING（飲食店）〉、御堂筋、本町                                             |
| 52 | 5月27日  | 「東のりリクエスト企画」 東京で活躍しているスターの東野さんに今までヒドイ態度で接していました もうすぐ…                                                         | 毎日放送本社、梅田・北新地                                                                                    |
| 53 | 6月24日  | 「宮崎へ地鶏を食べに行こう」 東のりイジめてゴメンね 4年4か月ごぶごぶ月イチありがとう                                                                            | 千里中央駅（大阪モノレール）、宮崎市（宮崎空港線）                                                            |
| 54 | 7月22日  | 「月2記念 番組PR活動」 なんで浜ちゃんはこんなワガママ言うのか探偵に依頼してみたい 東のりに激怒するディレクター 悪いのは言い出した東のりか?悪ノリした浜ちゃんか? | 毎日放送本社、読売テレビ本社、朝日放送本社、関西テレビ本社                                                    |
| 55 | 7月29日  | 「かまぼこ板でレッツゴー!下町編」 浜ちゃんの暴走止めたる!スタッフ決死のかまぼこ板でレッツゴー下町グルメ                                                         | 十三駅（かき氷）、西天満（冷やし焼き芋）、福島区（ところてん）、豊中市（洗車）                                |
| 56 | 8月19日  | 「地方局用CM撮影」 地方局用のCM作るってオレらが出演せなアカンのか?それはMBSの仕事や                                                                             | 九条（長崎ちゃんぽん）、土佐堀通（コメダ珈琲店）、大阪駅（冷凍みかん）、毎日放送本社                          |
| 57 | 8月26日  | 「貴船で流しそうめん食べましょ」 涼しいからって京都の山奥に連れて来てこんなに歩かされたらやってられへん                                                         | 貴船口駅（鞍馬線）、貴船の川床（流しそうめん）                                                                |
| 58 | 9月23日  | 「北海道でサイクリング」 絶景!秋の北海道でサイクリング 旬の味覚に浜田大興奮 東野にトラブル続出!                                                                 | 北海道美瑛町（ケンメリの木、セブンスターの木、とうもろこし、じゃがバター）                                    |
| 59 | 9月30日  | 「第1回チキチキチキごぶごぶイントロドン!」 北海道老舗旅館の絶品料理食べながら懐かしの名曲でイントロドンクイズ!                                                  | 扇松園（旭川市）                                                                                              |
| 60 | 10月21日 | 「大阪下町コロッケ食べ歩き」 新企画!大阪下町コロッケ食べ歩き 絶品激安珍コロッケに浜ちゃん東のり大興奮                                                           | 毎日放送本社、天神橋筋商店街、千林商店街、上本町、駒川商店街                                                  |
| 61 | 10月28日 | 「レトロ探偵団」 古本屋巡りアイドル写真集に感激!浜ちゃん 東のりヌード本見て青春を語る!                                                                          | お初天神通り、大阪駅前第3ビル                                                                                 |
| 62 | 11月18日 | 「大阪下町コロッケ食べ歩き第2弾」 好評につきコロッケ食べつくし第2弾!あなたの町の下町コロッケに浜田感激                                                          | 西九条駅、春日出商店街、空堀商店街、玉造日之出北商店街、巽中                                                  |
| 63 | 11月25日 | 「女子大生の行きつけ店めぐり」 女子大生の行きつけの店に浜田と東のりが行くねんってまつげエクステ体験!                                                            | 摂津本山駅（マカロン、まつげエクステ、カフェ、ネイルサロン）                                                  |
| 64 | 12月23日 | 「年賀状を作ろう」 年賀状ビックリするくらい来ました!浜ちゃん東のり大感激で写真撮りました                                                                        | 毎日放送本社、生根神社、クリエイティブセンター大阪、南津守さくら公園                                          |

## 2012年（平成24年）
|     | 放送日   | 内容 | 主なロケ場所 |
| --- | -------- | --- | --- |
| 65  | 1月1日   | 「正月ごぶごぶ〜飛行機見える公園から全国へ!かまぼこ板でレッツゴー!」 恒例企画「かまぼこ板でレッツゴー!全国版」の第3弾。毎回、ハプニングだらけのこの企画、果たして今回は、どんな旅が待ち受けている!? | 東京国際空港、秋田県、ミュースカイ、 名古屋市大須（揚げまん棒）、静岡県 |
| 66  | 1月20日  | 「和歌山へ行くはずが…?」 和歌山へ行くはずが浜田がキレて絶対イヤと言い出した どうなる今夜の放送? | 毎日放送本社 |
| 67  | 1月27日  | 「大阪下町コロッケ食べ歩き第3弾」 ホンマにうまいコロッケ教えるで、浜ちゃん!!地元やからチャリで来た〇〇さん                                                                                          | 粉浜商店街、天満市場、長柄、八幡屋商店街 |
| 68  | 2月17日  | 「明日使える枚方週末情報」 新企画!明日使える枚方週末情報をお届け。アノ有名人の実家にもお邪魔。 | 枚方公園駅、喫茶コハク（川崎麻世の実家）、ひらかたパーク |
| 69  | 2月24日  | 「番組内で重大発表、東のりvsスタッフ因縁の歴史」 今夜重大発表!ごぶごぶ5年間で最大の衝撃!どうなる東のり!その時浜田は…?                                                                               | 毎日放送本社 |
| 70  | 3月16日  | 「有馬温泉に行こう!!（前編）」 有馬温泉に行こう!!六甲山頂でまさかの吹雪に浜田東野が…ポニーに(秘)カレー                                                                                              | 六甲山（六甲ケーブル）、神戸市立六甲山牧場 |
| 71  | 3月23日  | 「有馬温泉に行こう!!（後編）」 ついに有馬温泉到着!金曜日最後のごぶごぶ、東のりが最後に激怒するワケとは?                                                                                             | 有馬温泉（六甲有馬ロープウェー） |
| 72  | 4月3日   | 「東京観光しましょ!」 今日から火曜日にお引っ越し!記念に東京観光しましょ!浜田の身にまさかの事態が・・・                                                                                              | 東京タワー、原宿竹下通り、下北沢 |
| 73  | 4月10日  | 「東京観光の穴場!」 下町商店街で買い食いツアー。 | 立会川商店街、戸越銀座 |
| 74  | 4月17日  | 「東のり一人でスタート!」 浜ちゃんが来ない。 | 毎日放送 |
| 75  | 4月24日  | 「お好み焼きを持って花見に行こう!」 | 毎日放送、さくら夙川駅（JR東海道本線）、夙川 |
| 76  | 5月1日   | 「大阪のおばちゃんも喜ぶ世界一の朝食を食べよう!」 | 横浜赤レンガ倉庫 |
| 77  | 5月8日   | 「横浜ぶらり旅!」 中華街で浜ちゃん激怒?絶品北京ダック&豚まんに舌鼓。 | 横浜中華街 |
| 78  | 5月15日  | 「視聴者リクエスト!大阪・九条に来て。」 商店街で浜ちゃん大興奮!やっぱり大阪の下町はエエなぁ。 | 西九条駅（JR）、キララ九条 |
| 79  | 5月22日  | 「コロッケ企画第4弾!」 阪堺電車に乗りロケスタート、浜ちゃん大絶賛のコロッケがついに現れるか? | 阿倍野区、生野区 |
| 80  | 5月29日  | 「女子大人気学食メニューを紹介!」 女子大人気学食メニューを紹介!鳴り止まない歓声!浜ちゃん悶絶!? | 京都光華女子大学、京都市動物園 |
| 81  | 6月5日   | 「浜田に天罰!?」 初夏の京都鴨川で緊急事態が発生!! | 京都鴨川 |
| 82  | 6月12日  | 「ごぶごぶバスツアー」 浜ちゃんご満悦のバスで2人の『プライベートスポット』も!? | 代官山(T-SITE前、モンスーンカフェ前)、渋谷、赤坂(赤坂プリンスホテル跡地前)、永田町(首相官邸前、国会議事堂前、自民党本部前、民主党本部前)                                                                            |
| 83  | 6月19日  | 「眺望抜群の東京バスツアーでお台場某テレビ局に出没!?」 浜ちゃん初めての銀座人気グルメ感触大満足! | お台場(フジテレビ本社前、船の科学館前、ガンダムフロント東京前)、銀座(油そば) |
| 84  | 6月26日  | 「かまぼこ板でレッツゴー!」 大阪24区のウマイもん買い食い!マル秘ゲストも参戦! | 毎日放送本社、淀川区新北野(十三焼き)、北新地(おはぎ)、心斎橋(スパゲッティ) |
| 85  | 7月3日   | 「男の手料理企画!」 今回はギョーザに挑戦。浜田奇跡の包丁さばきに一同唖然! | 天神橋筋商店街、オフィス西川(西川きよしの個人事務所) |
| 86  | 7月10日  | 「広島食べ歩きロケ…のはずが浜ちゃんが!?」 広島のお好み焼きに浜ちゃんビックリ!? | かるが浜駅(JR呉線)、呉市海事歴史科学館(大和ミュージアム)、中通商店街(アイスモナカ、フライケーキ、お好み焼き) |
| 87  | 7月17日  | 「全国の行ってないトコを制覇しよう企画!!」 広島編 | 広島駅南口愛友市場、中国放送本社 |
| 88  | 7月24日  | 「大阪歴史散歩」 今回は四天王寺周辺をブラブラ! | 難波宮跡公園、愛染堂勝鬘院 |
| 89  | 8月14日  | 「師匠にゴチになろ!」 西川きよし編 | 福島聖天通商店街 |
| 90  | 8月21日  | 「大阪名物たこ焼き屋巡り!」 醤油味から創作たこ焼きまで色んなたこ焼きに浜ちゃん東のりは!? | 中津、本町、福島、十三 |
| 91  | 8月28日  | 「大阪下町商店街巡りのハズが!」 あまりの暑さに急遽ロケ断念! | 中津、梅田 |
| 92  | 9月4日   | 「水陸両用バスで大阪名所巡り! 」 前編 | 毎日放送本社、大阪市庁舎前、大阪城・NHK大阪放送局・大阪府庁舎前、テレビ大阪本社前、大川 |
| 93  | 9月11日  | 「大阪名所巡り!」 後編 | ミナミ<信濃そば>、千代崎港京セラドーム前、道頓堀川 |
| 94  | 9月18日  | 「NGKで聞きました!吉本芸人夏のスイーツめぐり!」 吉本芸人おすすめ夏のスイーツ巡り!ごぶごぶ恒例のかまぼこ板で行き先決定!絶品スイーツに浜ちゃん大満足!                                                 | 毎日放送本社、空堀商店街（エクチュアからほり「蔵」本店）、難波（英國屋）、日本橋黒門市場（三都屋）、 |
| 95  | 9月25日  | 「男の手料理企画 浜ちゃんのダイナマイトクッキング!?」 浜ちゃん手料理企画!浜ちゃんがカツ丼作り初挑戦!果たしてその味は?                                                                               | 新福島駅、天神橋筋（グルメシティ南森町店）、オフィス西川 |
| 96  | 10月2日  | 「北海道でゴルフしよう! 前編」 北海道でゴルフするハズが…秋の味覚求めて札幌・二条市場へ!絶品ホワイトコーンに浜ちゃん大満足!                                                                          | 札幌市 |
| 97  | 10月9日  | 「北海道でゴルフしよう! 後編」 札幌の老舗ラーメンに浜ちゃん『うまい!』。前代未聞のゴルフ対決!東野ブチ切れ!?こんな番組見たことない!                                                                  | 札幌市（だるま軒）、苫小牧市（NIDOM CLASSIC COURSE（ゴルフ場）） |
| 98  | 10月16日 | 「大阪歴史散歩 淀屋橋編」 大阪歴史散歩の淀屋橋編。歴史の難読漢字に東野イライラ…ついに浜田がロケ中断!                                                                                                | 毎日放送本社、大江橋、淀屋橋、大阪府立中之島図書館、栴檀木橋、緒方洪庵の適塾、（Cafe&BAR KEN WEST） |
| 99  | 10月23日 | 「一青窈 浜ちゃん大好きコロッケ第5弾」 浜ちゃん大好きコロッケ第5弾!今回はゲストに一青窈!視聴者イチ押しコロッケ続々登場!浜ちゃん好みの味は?                                                          | 南海汐見橋駅、西天下茶屋駅（コロッケ&フライドフーズ光食品）、南船場（とん平南船場店、ワッフル専門店WAFFLY） |
| 100 | 10月30日 | 「祝100回! 生放送」 祝100回!記念すべき100回目は生放送!今夜こそ何があるかわからない!皆さま広いお心で見守って下さい!                                                                                  | 吉本興業東京本社 |
| 101 | 11月6日  | 「浜ちゃん東のり1万円ちょうだい!一攫千金スクラッチ宝くじ」 スクラッチくじで目指せ!一攫千金!大阪の有名売り場めぐり。浜ちゃんまさかの大当たり!?                                                       | 毎日放送本社、北区芝田（ギャザ阪急チャンスセンター、新梅田ビルチャンスセンター）、天神橋筋商店街（天六チャンスセンター）、南海難波駅（駅構内1階宝くじ売り場）、東大阪市布施（布施ポッポアベニューチャンスセンター） |
| 102 | 11月13日 | 「CAさんオススメの大阪のイイトコ教えます!」 情報通CAさんオススメ店巡り!中津・南船場!絶品フレンチに浜ちゃん東のり大満足!隠れた名店を紹介します!                                                      | 毎日放送本社、中津（ガニュ・パン、ヌーベルキムラヤ）、南船場（写真スタジオプラザアイ） |
| 103 | 11月20日 | 「日本一生徒数が多い女子大を探索」 学生数日本一の女子大探検!黄色い歓声に浜ちゃんノリノリ!女子大食堂ランチ・デザート、女子部活に潜入!?                                                               | 阪神尼崎センタープール前駅、鳴尾駅、武庫川女子大学 |
| 104 | 11月27日 | 「コーナンでテープ棚を買おう!」 放送が100回を超えたのにテープ収納棚がない!浜田&東野が日曜大工で時間内に完成できる!?                                                                                 | 此花区（ホームセンターコーナン）、MBSスタジオ in USJ（大道具庫） |
| 105 | 12月4日  | 「ごぶごぶ名言カレンダーを作ろう!（前編）」 | 毎日放送本社、淀川河川敷、中津（ヌーベルキムラヤ、中華料理蘇州）、中津商店街、天神橋筋商店街 |
| 106 | 12月11日 | 「ごぶごぶ名言カレンダーを作ろう!（後編）」 | 天神橋筋商店街（中村屋）、毎日放送本社 |
| 107 | 12月18日 | 「ごぶごぶ生放送の裏側SP」 ごぶごぶ裏側スペシャル!100回目生放送裏側やCM中などを一挙公開!きよし師匠から電話…まさかの展開が!?                                                                         | 吉本興業東京本社 |

## 2013年（平成25年）
|     | 放送日   | 内容 | 主なロケ場所 |
| --- | -------- | --- | --- |
| 108 | 1月1日   | 「ごぶごぶ正月スペシャル〜芸人おすすめスイーツかまぼこ板でレッツゴー!」 拡大版!芸人おすすめスイーツかまぼこ板名店巡り!浜ちゃん大満足スイーツが今夜続々登場!  | なんばグランド花月、北堀江、福島、中央区道修町、難波周辺 |
| 109 | 1月9日   | 「犬とお散歩しよう!」 緊急事態発生!?新年早々大事件!絶体絶命ピンチ東のりは果たして…!?                                                                         | 毎日放送本社、中央区城見松下IMPビル（犬々房DOGMIND）、靱公園 |
| 110 | 1月15日  | 「ダイナマイトクッキング”本格カレー”」 大好評!ダイナマイトクッキング!今回は、海上自衛隊のカレー!お肉をフランベし、隠し味も!?                                 | 阪神大物駅、オフィス西川 |
| 111 | 1月22日  | 「中崎町のおすすめ巡りましょ!」 いま最もアツい町・中崎町を探検!浜ちゃんスイーツに大満足!東のりは古着に挑戦!?                                                 | 毎日放送本社、中崎町 |
| 112 | 1月29日  | 「ホンマにうまいコロッケ 東大阪編」 好評!コロッケ企画第6弾〜東大阪編〜八戸ノ里や長瀬などの名店続々登場!                                                      | 近鉄布施駅、八戸ノ里駅周辺、河内小阪駅周辺 |
| 113 | 2月5日   | 「大阪の一番エエとこ巡り」 今年の正月SPが番組過去最高視聴率!ということで『1番』にちなんだお店巡ります。                                                      | 毎日放送本社、ホテルニューオータニ大阪（叙々苑）、日本橋オタロード（CCOちゃ日本橋店（メイドカフェ））、北新地（BELEGA（エステ））                                                                        |
| 114 | 2月12日  | 「がんばれ!信濃そば 全メニュー制覇」 ごぶごぶ御用達のアノ店が閉店の危機!?伝統の味を守るため2人が立ち上がる！                                                 | 難波（信濃そば） |
| 115 | 2月19日  | 「実験!大阪のテレビ都市伝説 京阪沿線は数字もってる?」 京阪沿線は視聴率がとれる!?森小路から千林へ!名物マスターに東野幸治完敗!?                                | 京阪京橋駅、森小路駅周辺、京かい道商店街（キタノコーヒー）、千林商店街、旭区今市（海金卓球教室） |
| 116 | 2月26日  | 「ダイナマイトクッキング”カレーラーメン”」 西川きよし師匠が思い出の料理を披露!浜ちゃんもビックリ!?男の料理!                                                  | 毎日放送本社、北区東天満（グルメシティ南森町店）、オフィス西川 |
| 117 | 3月5日   | 「テレビ高知さんに番組売り込みに行こう!（前編）」 波乱の高知旅!?日本最古級の路面電車に高知名物パン!またもや地元テレビ局で浜田東野暴走!スタッフヒヤ汗!?       | 毎日放送本社、JR高知駅、蓮池町通停留場、魚の棚商店街（ドナルドダック（パン屋）、青果のまるたか）、はりまや橋、テレビ高知                                                                                 |
| 118 | 3月12日  | 「テレビ高知さんに番組売り込みに行こう!（後編）」 高知旅!龍馬生誕の地にカツオわら焼きに浜ちゃん大満足!!地元テレビ番組突撃にアナウンサー大混乱!?              | テレビ高知、高知市上町一丁目（坂本龍馬生誕地）、上町三丁目（宇田味噌製造所（甘酒））、上町四丁目（池澤本店（鰹の藁焼き））                                                                               |
| 119 | 3月19日  | 「売れた若手に大人気 おしゃれタウン堀江」 売れた芸人が集まるおしゃれタウン堀江!小籔・ブラマヨ小杉などのおすすめ店へ!浜田暴走にスタッフ大混乱!?               | 毎日放送本社、南堀江（HUMOR SHOP by A-net 南堀江店（洋服店）、67mission（洋服店）、堀江やぶ（蕎麦屋）、muse osaka（カフェレストラン））、北堀江（三木果物店）                                            |
| 120 | 3月26日  | 「街リクエスト ビジネス街・肥後橋歩こう」 日本一短い肥後橋商店街へ!映画『嗚呼!!花の応援団』の青田赤道と遭遇!?東のり激安スーツで街歩き!?                      | 京阪なにわ橋駅、渡辺橋駅、肥後橋周辺（麺処きよし（うどん・丼物）、しらたき（お好み）、だい富（うなぎ）、AOKI 肥後橋駅前店（紳士服）、愛媛県大阪事務所（アンテナショップ）、アンエイ 肥後橋店（文房具）） |
| 121 | 4月2日   | 「おかんビンビン企画 おかんが喜ぶアレを紹介」 おかん必見!おかんがビンビンくるスポットへ!あの御三家がくる喫茶店!?激安人気商品に昆布の試食し放題へ!            | なんばグランド花月、心斎橋（カステラ長崎本舗）、難波（カフェ・ド・ラペ）、南本町（舞昆のこうはら 船場店）、高麗橋（淀屋橋センタービル内 神宗 淀屋橋店）                                                  |
| 122 | 4月16日  | 「おとんビチャビチャ企画 おとんが喜ぶアレを紹介」 おとん必見!おとんが涙でビチャビチャ!?おしゃれ下着に元気の出る漢方!?珍しい缶詰めに浜ちゃん大興奮!?          | 高麗橋（淀屋橋センタービル内 神宗 淀屋橋店）、梅田（阪急メンズ大阪）、道修町（道修町漢方薬局）、堀江（缶詰バー mr.kanso本店）                                                                            |
| 123 | 4月23日  | 「春だ! 奈良へ行こう!（前編）」 笑い飯・哲夫の案内で奈良の古代歴史スポットを巡る!珍お守りの登場に浜ちゃん興味津々!                                           | 奈良県・JR三輪駅周辺、明日香村（飛鳥寺、飛鳥坐神社） |
| 124 | 4月30日  | 「春だ! 奈良へ行こう!（後編）」 笑い飯・哲夫と奈良・飛鳥を自転車で巡る!のんびり田園風景に浜ちゃん上機嫌!                                                     | 奈良県・明日香村（あすか野ログハウス、石舞台古墳、岡寺、飛鳥京跡・飛鳥板蓋宮、橘寺周辺） |
| 125 | 5月7日   | 「かまぼこ板でレッツゴー!」 かまぼこ板企画!視聴者ハガキで大阪の美味しい店で買い食い                                                                          | 毎日放送本社、阿倍野区・美章園〜東住吉区・桑津（いうえ商店（ポテト・いか焼き））、淀川区・十三（印度屋（カレーパン））、福島（パンド（アップルパイ））                                                   |
| 126 | 5月14日  | 「東のりのうまれ故郷・宝塚へ凱旋!」 浜ちゃん&東のり、華麗なタカラジェンヌへ大変身!?                                                                          | 宝塚市（宝来橋、宝塚駅、ソリオ宝塚、アンジェリーナ（雑貨店）、サンドウィッチルマン（たまごサンド）、宝塚大劇場、プチミュージアム）                                                                       |
| 127 | 5月21日  | 「ホンマにうまいコロッケ 神戸編」 神戸のコロッケ!老舗の美味浜ちゃん好み発見か!?事件発生!浜田が…!                                                             | 毎日放送本社、神戸市灘区 水道筋商店街・灘中央市場（神戸水野家、浜田屋精肉店）、中央区 春日野道商店街（神戸肉ユタカ）、元町（神戸リッコロッケ、森谷商店）                                                 |
| 128 | 5月28日  | 「浜田&東野みなと神戸ぶらり旅」 神戸発祥!みなと神戸グルメ・絶景・歴史を浜ちゃん東のりがぶらり旅                                                              | 神戸市中央区（メリケンパーク周辺、神戸海軍操練所跡地、ヴィーナスブリッジ）、長田区（新長田駅周辺、若松公園・鉄人２８号モニュメント、お好み焼き青森）、中央区（牛肉料理神戸大井（すき焼き））             |
| 129 | 6月4日   | 「芸人おすすめタウン”がもよん”蒲生四丁目」 芸人の間で秘かにアツい蒲生四丁目を巡ります。絶品イカ焼きのお店で、上機嫌の浜ちゃんアノ名曲を熱唱!?                | 毎日放送本社、城東区・蒲生四丁目〜三丁目（ケーキ屋さん こいまり）、中央一丁目（ホットライン（喫茶店））、城東商店街（白泉堂（駄菓子屋））                                                                |
| 130 | 6月11日  | 「ダイナマイトクッキング”ハンバーグ”」 恒例ダイナマイトクッキング!浜ちゃん&東のりが超高級ハンバーグ作りに挑戦!アイツはいらん                                 | 放出（スーパーマーケット コノミヤ本部店）、オフィス西川 |
| 131 | 6月18日  | 「京都の有名お嬢様大学を訪問!」 客室乗務員を目指す授業で、浜ちゃん全開スマイル!                                                                              | 叡山電車茶山駅、京都ノートルダム女子大学 |
| 132 | 6月25日  | 「浜ちゃん肉離れ事件から1年!鴨川リベンジ」 「伝説の浜ちゃん負傷事件」から早や1年。今回は事件が起こった京都・鴨川をブラブラします。                           | 京都市・鴨川河川敷（北山大橋〜北大路橋〜出雲路橋）、左京区（鯖街道花折（鯖寿司）） |
| 133 | 7月2日   | 「中崎町のおすすめ巡り」 梅田のすぐ横、中崎町のおしゃれなお店めぐり!東のりのお財布チェックで、衝撃の事件が勃発!!                                             | 毎日放送本社、中崎町（藍着堂（衣料雑貨店）、JOHNNY ANGEL COLLECTION（衣料雑貨店）、NOON+CAFE（カフェ）、porty（スポーツ用品店）、うさぎ堂（カフェ））                                                    |
| 134 | 7月9日   | 「信濃そば 全メニュー制覇!」 難波の名店・信濃そば!目指せ全メニュー制覇!浜田軍団から秘助っ人も登場し、波乱の展開に・・・!?                                    | 難波周辺（日本橋、千日前（信濃そば）） |
| 135 | 7月16日  | 「夏休みに見たい 東京の銅像ベスト5（前編）」 スカイバスで東京の人気銅像ベスト5めぐり。大迫力!上野の西郷隆盛像に浜ちゃん大興奮!                               | 国会議事堂周辺<伊藤博文>、上野（上野公園<西郷隆盛>）〜秋葉原 |
| 136 | 7月23日  | 「夏休みに見たい 東京の銅像ベスト5（後編）」 AKBの聖地・秋葉原から両国にある徳川家康像へ。「あれは何や!?」家康像の台座に謎の巨大亀の姿が!                    | 秋葉原〜両国（江戸東京博物館<徳川家康>）、本所（能勢妙見山別院<勝海舟>）、太平（蝶谷本店（どら焼き））                                                                                                   |
| 137 | 7月30日  | 「大阪で高いもんが売れてる ホンマか見に行こう!」 大阪の高級店めぐり!驚きの極上ハンバーガー、高級外車、高級腕時計の登場に浜ちゃん超ハイテンション!            | 梅田（ザ・リッツ・カールトン大阪）、中央区本町周辺 スーパーカー通り（ランボルギーニ大阪ショールーム）、南船場（FRANCK MULLER WATCHLAND大阪）                                                             |
| 138 | 8月6日   | 「最高のかき氷作って食べましょ!」 かき氷をイチから作ろう!梅田ロフトで買い物中、浜ちゃんのワガママ炸裂!?「俺は〇ンコ味がええねん!」                           | 難波（千日前道具屋筋商店街）、梅田（大淀中、梅田ロフト）、毎日放送本社 新社屋 |
| 139 | 8月20日  | 「かまぼこ板でレッツゴー! NGKで聞きました!夏のおすすめスイーツめぐり」 夏の美味スイーツ特集!大阪市内にある芸人が通う店へ。かまぼこ板でレッツゴー!誰の店出る? | 毎日放送本社、梅田（グランフロント大阪内 ザ・シティ・ベーカリー）、堀江（Miss Dolce（洋菓子店））、難波（サンモリッツ（喫茶・軽食））、心斎橋（餃子の王将 心斎橋店）                                     |
| 140 | 8月27日  | 「下町でたこ焼きめぐり!!」 西川きよしと下町情緒あふれる町へ。たこ焼き激戦区!アツアツうまい!今夜、数々の“きよし伝説”の真相が!!                                | 阿倍野区・明浄通商店街（ポルポ）、昭和町（ハワイ、たこの木） |
| 141 | 9月3日   | 「OLさんに教えます!上司と仲良くなれる大阪駅前ビル講座」 美味あり!大阪駅前ビル!浜ちゃんもビックリなお店が!?                                                   | 毎日放送本社、梅田・大阪駅前ビル（第1ビル：喫茶マヅラ、第3ビル：ゴルフショップジャンボパルム梅田、居酒屋1969、フランス料理ネスパ、大人のコンビニToy's倶楽部）                                            |
| 142 | 9月10日  | 「ダイナマイトクッキング 夏野菜カレーを作ろう!」 旬の夏野菜カレーに挑戦!浜ちゃん、料理の腕前上がった?                                                        | 北区東天満（グルメシティ南森町店）、オフィス西川 |
| 143 | 9月17日  | 「GLAYとさぶちゃん 函館ゆかりの地めぐり（前編）」 函館の有名芸能人ゆかりの地へ!雄大な景色・函館山の頂上で、東のりに衝撃の事実!?                              | 函館市（函館山、函館公園こどものくに、元町ソフトクリーム通り〜八幡坂〜CALIFORNIA BABY（カフェ・レストラン）〜ラッキーピエロ（ハンバーガーショップ）〜ハセガワストア（やきとり弁当）、函館港）            |
| 144 | 9月24日  | 「GLAYとさぶちゃん 函館ゆかりの地めぐり（後編）」 GLAY・北島先生の函館ゆかりの地めぐり後編!函館の名所・北島三郎記念館で、東のり大興奮!                       | 函館市（函館港、弁慶力餅三晃堂（和菓子店）〜G4 Space（GLAYオフィシャルショップ）、北島三郎記念館） |
| 145 | 10月1日  | 「スタッフが行きたい! 東京最先端オシャレスポット（前編）」 代官山の大人気・川越シェフのレストランで、(秘)バーニャカウダに浜ちゃん感動!                       | 代官山（TATSUYA KAWAGOE 代官山本店（イタリアンレストラン））、原宿（Dog（衣料雑貨）） |
| 146 | 10月8日  | 「スタッフが行きたい! 東京最先端オシャレスポット（後編）」 原宿のオシャレ雑貨屋で、浜ちゃんがきゃりーぱみゅぱみゅに変身!?                                    | 原宿（yaki（お好み焼きバーガー）〜6%DOKIDOKI（衣料雑貨店））、青山（コンパーテス ショコラティエ青山店（スイーツ店）、キューポットカフェ本店（スイーツカフェ）、ピエールエルメパリ青山（スイーツ店））    |
| 147 | 10月15日 | 「祝! 坂田師匠72歳 エエとこ行きましょう」 アホの坂田師匠の誕生日をお祝いしよう!現役モデルが選ぶ服屋、ミシュラン星寿司屋へ!ラスト心斎橋大混乱!?               | 毎日放送本社、梅田（グランフロント大阪）、南森町（寿し芳）、心斎橋（プリシラ心斎橋店（ウィッグ専門店））〜心斎橋筋商店街                                                                                 |
| 148 | 10月22日 | 「半沢直樹からあべのハルカスまで大阪ドライブ!!」 半沢直樹ロケ地へドライブ!浜ちゃん大興奮!?大阪市内の最新スポットからディープスポットまで!                    | 堀江（日産大阪 堀江店）、日本橋（国名小劇）、天王寺（あべのハルカス）、新今宮（ドラマ『半沢直樹』ロケ地 町工場）、飛田遊廓                                                                               |
| 149 | 10月29日 | 「ごぶごぶカレンダーの写真を撮ろう!（前編）」 えっ、松ちゃん登場!?名言カレンダー作り。全身赤タイツにマスク姿の浜ちゃん!その正体は!?                          | 毎日放送本社、中津、福島（聖天通り商店街） |
| 150 | 11月5日  | 「ごぶごぶカレンダーの写真を撮ろう!（後編）」 名言カレンダー・ごぶごぶ出たい若手来て! 5up劇場に何人来るか?廃墟で浜ちゃん東のり名演!                          | 福島（聖天通り商店街）、谷町（en★kul（レンタルスペース））、住之江区（クリエイティブセンター大阪）、難波（5upよしもと）                                                                                  |
| 151 | 11月12日 | 「京都絶品! パンめぐり」 秋の京都でおいしいパン屋めぐり!下町老舗の絶品ハムロールに大喜びの浜ちゃん!                                                          | 京都市・下京区（まるき製パン所）、中京区（キートス、カナリヤ、パンスケープ、ベイクハウスデンデン）、東山区（ゲベッケン泉涌寺店）                                                                         |
| 152 | 11月19日 | 「着ぐるみを着て学園祭に潜入! バレずに見られるか!?」 京都の学園祭に変装して潜入! 1万人の学生にバレずに見れるか!? エンドで衝撃の結末!                         | 京都市（龍谷大学） |
| 153 | 11月26日 | 「笑い飯 哲夫 オススメ奈良めぐり（前編）」 笑い飯哲夫と奈良・三輪めぐり!本場・三輪そうめんの味に浜ちゃん大喜び!                                              | 奈良県・桜井市 三輪（箸墓古墳周辺、大神神社） |
| 154 | 12月3日  | 「笑い飯 哲夫 オススメ奈良めぐり（後編）」 笑い飯哲夫と三輪・飛鳥めぐり!続々登場!飛鳥のミステリアスな石とは!?                                                | 奈良県・桜井市 三輪（狭井神社）、明日香村（飛鳥寺、国営飛鳥歴史公園、吉備姫王墓、鬼の雪隠、川原寺跡） |
| 155 | 12月10日 | 「ホンマに美味いコロッケ探し 京阪沿線スペシャル」 浜ちゃん大好き大阪コロッケめぐりに、好みが真逆の一青窈登場!!衝撃コメントが!?                               | 毎日放送本社、守口市 土居商店街（肉は大一、藤沢食品）、旭区 森小路（肉の三田屋）、城東区 野江（ミート辻富）                                                                                              |
| 156 | 12月17日 | 「一青窈と美味いコロッケ探し 大阪市内の名店スペシャル」 浜ちゃん大好き大阪コロッケめぐり!名店続々!北新地180円の(秘)コロッケに浜ちゃん仰天!サプライズゲスト!  | 京阪守口市駅、城東区 関目（肉の萬田）、天満（ミートショップ丸福）、北新地（堂島精肉店） |

## 2014年（平成26年）
|     | 放送日   | 内容 | 主なロケ場所 |
| --- | -------- | --- | --- |
| 157 | 1月1日   | 「正月ごぶごぶ〜関西のテレビに出てる有名人におすすめスイーツ聞きました! かまぼこ板でレッツゴー!!」 大阪の絶品スイーツめぐり!関西のテレビに出てる有名人おすすめ(秘)美味が続々登場!小川菜摘に浜田激怒!? | なんばグランド花月、北浜（GOKAN）、船場（ランボルギーニ大阪〜源吉兆庵）、西区 新町（餅匠しづく〜廣井堂）、堀江（黒船 南堀江店）、アメリカ村（三角公園〜Eggs 'n Things心斎橋店）、太融寺町（雪ノ下工房）                |
| 158 | 1月7日   | 「新春! 喫茶店めぐり!」 大阪市内レトロな喫茶店めぐり!今までテレビで語られることのなかった浜ちゃんの衝撃告白!                                                                                          | 西天満（ティールーム和泉、珈琲館えれがんす、コーヒーハウスリッチ） |
| 159 | 1月14日  | 「浜ちゃん真剣料理! 絶品のすき焼き作ろう!」 寒い冬にピッタリ!絶品すき焼き作りに挑戦! 東のりの厳しい指導に浜ちゃんが逆ギレ!?台所は修羅場に!                                                            | 空堀商店街（空堀くらし館ニューエール）、谷町（en★kul <レンタルスペース>） |
| 160 | 1月21日  | 「オリックス・バファローズを応援しよう!」 絶対見て!!神戸オリックスの球場でごぶごぶに奇跡が起こるよ。パンチ佐藤のなつかし名選手爆笑エピソード話                                                        | ほっともっとフィールド神戸 |
| 161 | 1月28日  | 「西宮・苦楽園グルメ!」 プロ野球選手行きつけ西宮隠れた絶品グルメ!案内人たむけんに浜ちゃんが伝家の宝刀・〇〇を連発!一体何が!?                                                                          | 西宮市・苦楽園周辺（そば処丸万、浅井<お好み焼き屋>、舌々<牛たん地鶏専門店>、亀すし） |
| 162 | 2月4日   | 「MBS若手アナウンサーおすすめ茶屋町めぐり」 MBS若手アナウンサーが梅田茶屋町おすすめスポットを一挙紹介!浜ちゃん興奮の(秘)グルメ(秘)本屋(秘)娯楽が続々!                                                 | 毎日放送本社、茶屋町周辺（たこやきTAKE、阪急古書のまち、アミュージアム茶屋町店） |
| 163 | 2月18日  | 「見ないとソンする大阪ラブホ事情」 カップル必見!大阪爆笑ラブホめぐり!ベッドの横に外車!電車まるごと部屋!?仰天ホテルの数々に浜ちゃん大爆笑                                                              | 毎日放送本社、上本町、難波、都島区 中野町 |
| 164 | 2月25日  | 「浜ちゃん東のりが大喜びするあったかいモン食べよう」 あったかいモンを食べに行こう!体が芯まで冷えた時こそ一番ウマい!極寒のなんばを歩いてたどりついたお店は?                                            | 今宮戎神社、難波（なんばパークス）、千日前（信濃そば） |
| 165 | 3月4日   | 「第一回 もう一度見たい衝撃映像ランキング」 浜ちゃんもビックリ!ごぶごぶ衝撃映像ランキング!浜ちゃん&東のりがこれまでの衝撃映像を見て何を語る!?                                                         | なんばグランド花月 |
| 166 | 3月11日  | 「ごぶごぶ 東京以外全国ネット計画 長崎エエとこめぐり（前編）」 坂本龍馬が歩いた街・長崎へ!福山雅治が絶賛する長崎ちゃんぽんに浜ちゃん大絶賛!                                                           | 長崎市（長崎電気軌道、若宮稲荷神社、亀山社中資料展示場、龍馬のぶーつ像、オランダ坂、思案橋ラーメン） |
| 167 | 3月18日  | 「ごぶごぶ 東京以外全国ネット計画 長崎エエとこめぐり（後編）」 長崎第2弾!伝説のプロレスラーおススメ絶品豚まん、「まさかの超有名人」おすすめトルコライスに浜田大感激!                                  | 長崎市（思案橋ラーメン、ノア思案橋本店、長崎ぶたまん桃太呂、文明堂、ツル茶ん<トルコライス>、長崎放送） |
| 168 | 3月25日  | 「東のり いったんお休み 85分スペシャル」 4月からリニューアル!東のり卒業!?記念〜春の85分拡大永久保存版SP浜ちゃんが東のりとやりたい30のコト                                                             | 毎日放送本社 |
| 169 | 4月1日   | 「買い食いしよう! かまぼこ板でレッツゴー（前編）」 浜ちゃんの相方は誰? 新生ごぶごぶ始動! JR大阪駅・福島駅・天満駅周辺の絶品グルメめぐり。                                                             | 弁天町駅、福島 聖天通商店街（二葉本店<和菓子店>）、福島駅高架下（アニバーサリー2001<洋菓子店>）、出入橋（出入橋きんつば屋）                                                                                            |
| 170 | 4月8日   | 「買い食いしよう! かまぼこ板でレッツゴー（後編）」 淳に食べて欲しい大阪絶品グルメめぐり!当たり前のようにロケ脱線する浜ちゃんに、淳ア然!?                                                              | 梅田（山口県大阪事務所、Amelie<洋菓子店>、喜八洲総本舗<和菓子店>、大阪駅周辺） |
| 171 | 4月15日  | 「カレーが苦手な淳 大阪の名物カレーを食べよう!」 大阪が誇る絶品カレー屋めぐり!創業95年、高級すき焼き屋の(秘)カレーに浜ちゃん大興奮!                                                                   | 毎日放送本社、梅田 阪急かっぱ横丁（ピッコロ かっぱ横丁店）、天保山ハーバービレッジ（自由軒 天保山店）、道頓堀（はり重カレーショップ）、大国町（元祖とんかつカレー カツヤ）                                             |
| 172 | 4月22日  | 「大阪歴史さんぽ 武将の銅像めぐり」 玉造から大阪銅像めぐり!真田幸村、真田十勇士、豊臣秀吉登場!淳が語る日本一の名城とは!?                                                                              | JR玉造駅周辺（幸村ロード、三光神社<真田幸村像>、玉造稲荷神社<豊臣秀頼像>、喫茶&レストAmerican<カレー>）、大阪城公園（豊国神社<豊臣秀吉像>）                                                                            |
| 173 | 4月29日  | 「最高級のミックスジュースを作ろう（前編）」 メチャうまミックスジュースを作ろう!浜ちゃん衝撃の包丁さばきに淳ア然!淳の作る絶妙の味!                                                                    | 毎日放送本社、梅田（ヨドバシカメラ梅田店、大丸梅田店）、※中津（アイリッシュカレー中津店）※ライセンスによるロケ |
| 174 | 5月6日   | 「最高級のミックスジュースを作ろう（後編）／淳に教えよう 浜ちゃんが大阪で好きなモン」 ミックスジュース完成&浜ちゃん大好き中村屋からあのラブホへ!桜ノ宮で激ウマカレー発見!                             | 毎日放送本社、天神橋（大阪天満宮、中村屋<コロッケ>）、天満（やさしい時間<カレー>）、桜ノ宮（タワーズホテル） |
| 175 | 5月13日  | 「今年は優勝だ! オリックスを激励しよう」 絶好調オリックスを激励に行こう!試合直前の京セラドームのグラウンドへ!背後から浜田に襲いかかる大男は一体?                                                      | 京セラドーム大阪 |
| 176 | 5月20日  | 「セレブの街 帝塚山でおいしいスイーツめぐり」 セレブの街・帝塚山で美味スイーツめぐり!1個1000円の高級アイス、濃厚チーズケーキにかき氷わらびもち!                                                       | 帝塚山（ポアール帝塚山本店、フォルマ帝塚山本店、福壽堂秀信帝塚山本店、森森舎<カレー>） |
| 177 | 5月27日  | 「京橋エリアで浜ちゃん好みのコロッケ探そう!」 浜ちゃん大好きコロッケめぐり!激戦区・京橋エリアで激ウマコロッケ連発!50円コロッケ登場。                                                                  | 毎日放送本社、京橋（レストランかめや、フジ精肉店）、野江（肉のなかみね、繁田総本店、レストハウスパートナー<カレー>）                                                                                                   |
| 178 | 6月3日   | 「浜ちゃん、淳 運試し! 宝くじで300万円当てよう!」 大阪で宝くじ当てて!浜ちゃん淳がスクラッチ相手に大奮闘!大阪駅前ビルの女神は浜ちゃんに微笑むか!?                                                      | 梅田（みずほ銀行梅田支店宝くじ売り場、大阪駅前第4ビル地下チャンスセンター）、天神橋（カルダモン<カレー>、天六チャンスセンター）                                                                                        |
| 179 | 6月10日  | 「女子にモテモテ!? 動物と遊んでイメージアップ作戦!」 動物にビビる淳、笑う浜ちゃん!池田市五月山動物園へ!奇想天外な動物達に浜ちゃん、淳が悪戦苦闘!                                                      | 池田市（五月山動物園） |
| 180 | 6月17日  | 「ごぶごぶラーメンを作ろう!」 浜ちゃん&淳がインスタントラーメン作りに挑戦!小麦粉こねて、イチから麺作り!                                                                                               | 池田市（インスタントラーメン発明記念館、※みやぎ屋<カレー>)※ライセンスによるロケ |
| 181 | 6月24日  | 「浜ちゃん・淳にイキのいい大阪芸人紹介します! 第1弾」 第1回 浜ちゃん・淳の大阪芸人大発見! イキのいい大阪芸人大集合!浜田が語る芸歴4年目の頃の自分。淳がNSC首席の女芸人を口説く!?                       | 毎日放送本社、※梅田（カレーショップミンガス）※ライセンスによるロケ |
| 182 | 7月1日   | 「浜ちゃん・淳にイキのいい大阪芸人紹介します! 第2弾」 第2回 浜ちゃん・淳の大阪芸人大発見! 浜ちゃん感激!?『4時ですよーだ』仲間との再会!淳がコンビ論を熱く語る!第2回イキのいい大阪芸人大集合!           | 毎日放送本社、MBS社員食堂<カレー> |
| 183 | 7月8日   | 「レトロな街 平野でゆっくりしょ」 平野・摩訶不思議なお寺の“地獄堂”でエンマ大王が浜ちゃんに地獄行き宣告!?名物こんにゃく店で淳まさかの告白!                                                             | 平野（かたなの博物館<真澄庵>、えぷろん亭<平野こんにゃく>、新聞屋さん博物館<朝日新聞販売所>、全興寺地獄堂、小さな駄菓子屋さん博物館<全興寺境内>、門前茶屋おもろ庵<冷やしあめ>、珈琲屋さん博物館<珈琲苑茶坊主<カレー>>） |
| 184 | 7月15日  | 「中崎町でカフェめぐり! おハガキ読みましょ!」 中崎町・浜田絶賛ティラミス&淳認めるカルボナーラ登場!え!ハガキ!?浜田、淳タジタジ新兵器・おハガキ箱とは                                                   | 中崎町（サロンカフェ零、モノカフェワヲン、Cafe Clico!、Cafe delideli<カレー>） |
| 185 | 7月22日  | 「暑い夏 精のつくもん食べよ」 徳川吉宗の愛した鰻登場!?超高級うな重5030円に浜田感激!大阪の元気の出るモン食べに行こう!                                                                                  | 毎日放送本社、高麗橋（本家柴藤）、旭区高殿（魚伊本店）、福島（菱東、トタンにライスカレー） |
| 186 | 7月29日  | 「タダで楽しめる ええトコめぐりましょ!」 え!タダ!?金塊&体力測定&充実の試食!大阪のタダで楽しめるスポットめぐり!                                                                                        | 長柄（りくろーおじさんの店）、天満（造幣局・造幣博物館）、肥後橋〜靱本町（大阪科学技術館、オリエンタルカフェ肥後橋店<カレー>）                                                                                         |
| 187 | 8月5日   | 「NGKで聞きました! おすすめスイーツかまぼこ板2014サマー（前編）」 かまぼこ板でレッツゴー!! 人気芸人おすすめ夏のスイーツめぐり!ハイヒールモモコ、小籔千豊、月亭八光ほか人気芸人のおすすめがノミネート  | 毎日放送本社、中崎町（Hug Frenchtoast cafe 梅田）、桜川（カヌレ堂 CANELÉ du JAPON）、難波（クレープリー・アルション）、心斎橋（焼きたてチーズタルト専門店PABLO心斎橋店）                                               |
| 188 | 8月12日  | 「NGKで聞きました! おすすめスイーツかまぼこ板2014サマー（後編）」 かまぼこ板でレッツゴー!! 人気芸人おすすめ夏のスイーツめぐり!<後編>ハイヒールリンゴ、月亭八光ほか、人気芸人のオススメがノミネート    | 新町（FUN SPACE CAFE）、心斎橋（パンケーキ専門店&カフェ HOKUHOKU）、新町（カフェ メリメロ<カレー>）、難波（サンモリッツ<カレー>）                                                                                      |
| 189 | 8月19日  | 「真夏にアツアツ 大阪名物たこ焼きめぐり」 大阪名物たこ焼きめぐり!たこ焼きの原型から、とろ〜りチーズたっぷりの超進化型たこ焼きまで!                                                                    | 毎日放送本社、梅田（会津屋梅田店）、天六（玉屋）、難波（道頓堀赤鬼、俺たちのカレー家） |
| 190 | 8月26日  | 「流しそうめんしよう!」 夏だ!流しそうめんをしよう!竹を買いに行き、汗水垂らして、イチから流しそうめん作ります。                                                                                        | 毎日放送本社、毛馬（丸尾竹材店）、※梅田（カレーショップマサラ）※ライセンスによるロケ |
| 191 | 9月2日   | 「ごぶごぶ 大阪で世界一周ツアー」 大阪で世界一周ツアー!大阪にいて海外旅行以上の気分が味わえます。強烈キャラ店主に浜田、淳、完全敗北!?                                                                 | 毎日放送本社、日本橋（パソコンショップフレンズ2号店、喫茶オランダ）、阿倍野（中華料理南極）、大国町（珈琲館サモア<カレー>）                                                                                            |
| 192 | 9月9日   | 「花火が見えるええトコめぐり」 大阪の花火が見えるええトコ行きます!タダで楽しめる絶景特等席や大阪城を見ながら楽しめる超人気スポットへ                                                                  | 阪神福島駅〜淀川駅、中津（淀川河川敷）、十三（mt.cafe<カレー>）、大阪城公園周辺（KKRホテル大阪）、天満橋（八軒家浜船着場〜ぽんぽん船）                                                                                 |
| 193 | 9月16日  | 「八幡で歴史グルメ散歩しよ（前編）」 エジソンの街のソウルフードとは!?京都・八幡で歴史グルメ散歩!浜ちゃん絶賛のたい焼き登場!                                                                           | 京阪樟葉駅〜八幡市駅周辺（スーパーツジトミ<クロワッサンたい焼き>、やわた走井餅老舗、小谷食堂、朝日屋<カレー>） |
| 194 | 9月30日  | 「八幡で歴史グルメ散歩しよ（後編）」 創業150年ういろうに浜田感動!京都・八幡で歴史グルメ散歩!『松花堂弁当』由来は!?視聴者宅へアポなし訪問                                                              | 八幡市（志゛ばん宗、松花堂庭園、ミュージアムショップ「おみなえし」<カレー>、おさぜん農園） |
| 195 | 10月7日  | 「オリックス日本一祈願! 千羽鶴を作ろう」 オリックス日本一祈願!千羽鶴を折ろう!浜ちゃん&淳がMBS楽屋フロアで色んなタレントを巻き込み千羽鶴作り!                                                          | 毎日放送本社、京セラドーム大阪 |
| 196 | 10月14日 | 「大阪が誇る日本一! あべのハルカスに行こう」 浜ちゃん淳が、ついにあべのハルカスへ!ハルカス限定スイーツが登場!以前紹介したスイーツ達とも感動の再会!?                                                   | 阿倍野（あべのハルカス、あべの食糧店 明るい農村<カレー>） |
| 197 | 10月21日 | 「淳が来ない! 緊急企画・信濃そば全メニュー制覇（前編）」 淳が来ない非常事態!緊急企画変更に、関西の大物落語家“T”と大物芸人“H”登場!大波乱の展開!                                                        | 毎日放送本社、難波（信濃そば） |
| 198 | 10月28日 | 「淳今週こそ間に合う? 緊急企画・信濃そば全メニュー制覇（後編）」 淳どうなる!?NGK楽屋で相方探し!なかなかテレビでは見られない浜ちゃんの姿がご覧いただけると思います。                                   | 難波（信濃そば、なんばグランド花月） |
| 199 | 11月4日  | 「淳が作る! 辛くない美味しいカレー」 淳の手作りカレー!辛いの苦手な淳が作る美味しいカレーのレシピとは!?人参の皮むきもできない浜ちゃんに、淳が…!?                                                       | 西区新町（ビッグビーンズウエスト本店）、オフィス西川 |
| 200 | 11月11日 | 「おかげさまで200回ありがとう! 商店街3本勝負」 おかげさまで200回!内緒で西川きよし師匠に来てもらい、浜ちゃん淳ビックリ!お世話になった商店街3本勝負!                                                    | 毎日放送本社、福島 聖天通商店街（二葉本店、お好み焼きはっちゃん、大市精肉店、珈琲館タマイチ） |
| 201 | 11月18日 | 「通好みの裏町シリーズ 裏・古川橋をめぐろう」 通好みの裏!?京阪古川橋の昔懐かしい裏町ぶらり。M-1芸人が愛した食堂▽浜ちゃんおばちゃん集団に・・・                                                        | 門真市・古川橋駅周辺（力餅食堂ようこそようこそ）、幸福本通商店街（篠矢茶舗、とんぼ製菓、うまい堂） |
| 202 | 11月25日 | 「学園祭に潜入しよう!」 バレたら終わり!学園祭潜入!浜ちゃん&淳が着ぐるみに変装!浜田頭叩かれる!ラストにある芸人にドッキリ作戦決行!                                                                      | 枚方市（大阪工業大学） |
| 203 | 12月2日  | 「隠れすぎた名店に行こう」 大阪の『隠れすぎた』名店に行こう!浜ちゃん&淳が細い道や路地裏でお店を探し回る!えっ、こんなふつうの民家が!?                                                                  | 毎日放送本社、中崎町（雅楽茶）、野田（お好み焼き田丸）、都島（うどん隠れ家） |
| 204 | 12月9日  | 「三国でコロッケ探し! 最後にききコロッケも!」 淀川区三国商店街で浜ちゃん好みのコロッケ探し!必見!浜田のバカ舌『ききコロッケ』決行。一青窈もビックリの結末!?                                            | 淀川区三国（天佑食品、コロッケのいろは、BIGミート松本、サーカスカーカス） |
| 205 | 12月16日 | 「スタッフとライセンスの逆襲 2014年ごぶごぶ大反省会」 今夜、大反省会!浜田が自らの暴言映像を見て反省!?浜田「ド天然」映像にア然。淳が告白!浜田のイメージ                                                | 毎日放送本社 |

## 2015年（平成27年）
|     | 放送日   | 内容 | 主なロケ場所 |
| --- | -------- | --- | --- |
| 206 | 1月1日   | 「正月ごぶごぶ〜関西のテレビで活躍する有名人から年賀状をもらいました おすすめスイーツかまぼこ板でレッツゴー」 大阪の絶品スイーツめぐり!関西のテレビに出てる有名人おすすめ(秘)美味が続々登場!小川菜摘から年賀状!? | なんばグランド花月、堀江（シンフォニーシフォン）、堂島（堂島スウィーツ）、梅田（SOFTCREAM LANDスウェーデン）、都島（ジャンルプラン）、天満（MARUTOME）     |
| 207 | 1月6日   | 「新年会しよう!」 新年会!2人の顔面が墨汁で滅茶苦茶!?一体何が?日本酒に酔った浜ちゃん&淳、『魔の質問コーナー』の餌食に!?                                                                                           | 毎日放送本社、谷町（en☆kul エンクル貸しスペース） |
| 208 | 1月13日  | 「お城とお酒の街 伊丹で歴史さんぽ!」 『お城』と『お酒』の街・伊丹!軍師・黒田官兵衛がゆかりの城に、室町時代創業の小西酒造の酒蔵博物館へ!                                                                          | 伊丹市（有岡城、白雪ブルワリービレッジ長寿蔵） |
| 209 | 1月20日  | 「寿司屋さんで通が頼むメニュー食べよ」 寿司屋の“通”が頼む、絶品裏メニュー食べよ!「寿司屋なのに!?」ホンマに上手い!と2人を唸らせた一品とは?                                                                        | 毎日放送本社、難波（鳴門寿司）、本町（大吉寿司）、心斎橋（すし処大しめ）                                                                                   |
| 210 | 1月27日  | 「街リクエスト 岡町を歩こう」 阪急・岡町!手塚治虫に山田洋次が生まれた街へ!焼きそば、カレーつけ麺、肉うどんなど!浜ちゃん&淳の好みは?                                                                              | 豊中市・阪急岡町駅周辺（マイブックス<手塚治虫生誕資料館>、恋髪、山田洋次生家）、千里セルシー                                                               |
| 211 | 2月3日   | 「祝! ノーパンチカレー発売 凧あげて宣伝しよ」 凧あげてカレーの宣伝しよう!浜ちゃん淳自作!ボンドで骨組を付けたり、ひもで縛ったり…。淳の走り方に浜田あ然                                                            | 毎日放送本社、淀川河川公園西中島地区 |
| 212 | 2月10日  | 「中崎町の喫茶店でおハガキ祭り!」 『子育ての秘訣は!?』『好きなテレビ番組は!?』浜ちゃん&淳が中崎町カフェで皆さんから頂いたおハガキ読みます                                                                        | 中崎町（cafe muni） |
| 213 | 2月17日  | 「友近おすすめスイーツを食べに富田林へ行こう」 富田林の友近おすすめスイーツ店へ!近鉄阿部野橋駅から、電車とバスの乗り継ぎ!お店でまさかの事件!?                                                                    | 毎日放送本社、近鉄（大阪阿部野橋駅〜富田林駅）、近鉄バス（富田林駅前〜藤沢台六丁目）、富田林市・藤沢台（菓子工房yamao）                                    |
| 214 | 2月24日  | 「富田林で体動かして遊びましょ!」 総工費約2万円!?富田林の手作りアスレチック!えっ!淳の姿に大爆笑!恐怖ブランコで事件!?                                                                                             | 富田林市（城山オレンヂ園） |
| 215 | 3月3日   | 「オリックスの応援に宮崎へ行こう（前編）」 宮崎にオリックスを応援に行こう!浜田暴走!地元宮崎のテレビ局で、お偉いさんにごぶごぶ放送直談判!                                                                         | 毎日放送本社、伊丹空港、宮崎空港、宮崎市清武総合運動公園、宮崎放送                                                                                         |
| 216 | 3月10日  | 「オリックスの応援に宮崎へ行こう（後編）」 優勝だ!オリックスを宮崎で応援▽地元TV番組へ乱入!現場パニック!Tー岡田ら選手と浜田&淳が衝撃の約束!?                                                                      | 宮崎放送、宮崎市・中央通（ぐんけい隠蔵） |
| 217 | 3月17日  | 「大なわとびしましょ」 「大縄跳び」に挑戦!夢のグアム旅行を目指して、浜ちゃん淳とスタッフが気持ち一つに!エンドで奇跡が起こる!?                                                                                    | 毎日放送本社 |
| 218 | 3月31日  | 「大阪のウマい焼きそばめぐり」 浜ちゃん大好き絶品『焼きそば』めぐり!定番から創作まで大阪の名店の焼きそばが続々登場します!                                                                                        | 毎日放送本社、天満（お好み焼千草）、北新地（京ちゃばな北新地店）、福島（鉄板焼きホルモン鍋なす）                                                           |
| 219 | 4月7日   | 「お面かぶって浜ちゃん淳が神戸の行列コロッケ名店へ」 神戸の『行列ができるコロッケ名店』へ!浜ちゃんをうならせる路地裏絶品スイーツ登場!                                                                            | 毎日放送本社、神戸旧居留地周辺（ヒステリックジャム<クレープ店>、森谷商店<コロッケ>）、南京町（松風堂<スイーツ>）                                           |
| 220 | 4月14日  | 「神戸元町高架下にはお宝いっぱい!浜田閉じこもり事件!?」 おっさんが愛すディープ神戸。懐かしいレコードから最新の癒しまで。一味違った『神戸』の街をぶらぶらします。                                                 | モトコータウン、三宮（さんプラザ、センタープラザ） |
| 221 | 4月21日  | 「一見さんお断り! 美人ホステスさんおススメ 意外と知らない北新地SP（前編）」 浜ちゃん・淳絶賛!グルメ『エリアの達人・北新地編』一見さんお断り超高級クラブ美人ホステスさんオススメ名店へ                            | 毎日放送本社、北新地（万ん卵<親子丼>、planage<花屋>、鮨処寛龍<いなりずし>、バーノンズバー）                                                                |
| 222 | 4月28日  | 「一見さんお断り! 美人ホステスさんおススメ 意外と知らない北新地SP（後編）」 ウマいもん続々登場!北新地ホステスさんのオススメ名店へ…浜ちゃん興味津々!月収?プレゼント?嫌な有名人客!                                 | 北新地（グリーンピース<かつサンド>、湯木<明太子>、北新地とり甚<焼鳥唐揚>、I&club岩崎）                                                                     |
| 223 | 5月5日   | 「高槻出身大物有名人ゆかりの地めぐり」 高槻出身の有名人ゆかりの地めぐり。絶品ナポリタンから和菓子まで!今夜ついに「あの相方」が(秘)ドッキリ登場!                                                                  | JR千里丘駅〜高槻駅、高槻市（熱帯食堂<海老バーガー>、井づつ<和菓子>、雅苑<ナポリタン>）                                                                     |
| 224 | 5月12日  | 「ロンブー亮が案内! 地元・高槻ええトコめぐり」 高槻出身ロンブー田村亮おすすめ地元めぐり!赤字覚悟の激安生ジュース。激レア!浜田とロンブー二人の爆笑トーク                                                          | 高槻市（高槻センター街、WALD<カー用品店>、STERA<フレンチトースト>、フルーツガーデンオオサキ<パイナップルジュース>）                                        |
| 225 | 5月19日  | 「浜ちゃん52歳の誕生祝い 大好物スーラータンメンを作る」 浜ちゃん誕生日企画!大好物スーラータンメンを作ろう!キッチン借りに「ちちんぷいぷい」のスタジオに潜入!                                                      | 毎日放送本社、サボイ中津味道館 |
| 226 | 5月26日  | 「隠れすぎた名店に行こう」 「隠れすぎた名店に行こう!」1日1組限定ラーメン店やお寺の高級パン工房を探す!あの芸人が浜ちゃん過去暴露!                                                                                 | 毎日放送本社、東大阪市（ら道本店） |
| 227 | 6月2日   | 「哲夫が案内 ならまちの穴場（前編）」 笑い飯哲夫のこだわり古都・奈良めぐり。テレビ初登場ラーメンの味は?浜田無茶ぶり!?地元ＦＭラジオ生放送に乱入                                                                  | 奈良市（ひがしむき商店街、もちいどの商店街、椿井市場、大廣<中華料理>、ならどっとFM）                                                                       |
| 228 | 6月9日   | 「哲夫が案内 ならまちの穴場（後編）」 笑い飯哲夫のこだわり奈良めぐり後編。新名物になる!?こだわりスイーツ店や創建当時の瓦が残る世界遺産のお寺へ!                                                                  | 奈良市（プティマルシェ<洋菓子>、菊岡漢方薬局、元興寺、奈良国立博物館）                                                                                     |
| 229 | 6月16日  | 「ごぶごぶだけにロケ解禁 おしゃれ女子が集まる甲南女子大学に潜入」 交渉の末解禁!名門「甲南女子大」へ!授業体験で淳の肉体年齢測定。女子だけの禁断の花園!?にテンションUP!                                            | 阪急岡本駅周辺、甲南女子大学 |
| 230 | 6月23日  | 「浜ちゃんも見たかったセレブの街 芦屋をドライブ」 セレブな街・芦屋をドライブ!浜ちゃんがため息!?六麓荘町の大豪邸へ!あの有名女優が通った定食屋の美味丼。                                                           | 芦屋市（六麓荘町、三栄<定食屋>） |
| 231 | 6月30日  | 「浜ちゃん&淳が暴走! 完全ドキュメント どうしても食べたいみそラーメン大捜索」 北海道で浜ちゃんまさかの企画拒否!急遽浜ちゃんが3年前に食べたおいしいみそラーメン店大捜索!衝撃の結末が!?                             | 札幌市、小樽市 |
| 232 | 7月7日   | 「誰が打つかわからない! ゴルフ対決」 北海道で浜ちゃん淳のゴルフ勝負!打つ人はくじ引き次第!?浜ちゃんついにあの男にキレる!淳ショットはロボット…                                                                     | 苫小牧市（アイランドゴルフリゾート御前水） |
| 233 | 7月14日  | 「おネエさまおすすめ北新地の安くてウマい店めぐり（前編）」 安くて美味い北新地グルメ!ゲイバーのオネエ様オススメの店めぐり。過激トークに浜ちゃんと淳もKO!?                                                         | 毎日放送本社、北新地（一軒目、RABBIT FARM、さくら堂） |
| 234 | 7月21日  | 「おネエさまおすすめ北新地の安くてウマい店めぐり（後編）」 北新地オネエ様おすすめグルメ後編。絶品たまごサンドや昔ながらの焼きそば登場!過激トークに浜ちゃん思わず赤面                                             | 北新地（北新地サンド、ペペラーメン、尾道むらかみ、LUXOおだまり）                                                                                           |
| 235 | 7月28日  | 「関西で活躍する有名人 おすすめランチめぐり」 激ウマ中華そば・老舗のシチュー!有名人おすすめランチと直筆暑中見舞                                                                                                  | 毎日放送本社、旭区（ついてる中山）、北浜（NORTHSHORE）、天六周辺（かね又）                                                                                 |
| 236 | 8月4日   | 「オリックスを応援しよう! 淳にドッキリ! 人生初の始球式」 淳にドッキリ!いきなりオリックス始球式に挑戦。投げ方に球場爆笑!?                                                                                         | 港区（磯路中央運動場）、京セラドーム大阪 |
| 237 | 8月11日  | 「関西のOLに人気! 穴をスッキリできる店めぐり／第一回 浜ちゃんおなら総選挙」 浜田も穴刺激して抜いたよ。OLに人気のお店って!?▽浜田オナラ総選挙                                                                      | 毎日放送本社、心斎橋（ポップスウィートアメリカ村店<ソフトクリーム>、HANASAKURA<脱毛サロン>、天満（アンベリール<脱毛サロン>）、ホテル阪急インターナショナル |
| 238 | 8月18日  | 「浜ちゃん大暴走! 他局に突撃」 ごぶごぶ祭り宣伝!さんまさんの楽屋へも行くよ。えっ、他局へ行く!?浜田大暴走!! | 毎日放送本社、朝日放送、読売テレビ |
| 239 | 8月25日  | 「意外と知らない天王寺七名水めぐり」 大阪市内の名水めぐり!明治天皇へ献上した名水とは!?▽浜ちゃんの変顔 | 天王寺（安居神社、四天王寺、愛染堂勝鬘院、泰聖寺） |
| 240 | 9月1日   | 「スターのパワー炸裂するか!? 目指せ! スクラッチで100万円」 緊急事態!予算が足りない!?スクラッチで軍資金稼ぎ!占いで買う!出るか高額当選                                                                             | 毎日放送本社、梅田（ヨドバシ梅田チャンスセンター、toto取扱チャンススポット東梅田、ディアモールチャンスセンター、ディアモールC・C北店）                     |
| 241 | 9月8日   | 「真夏のごぶごぶ祭り in NGK 浜ちゃん淳にやってほしい20のコト」 番組初の公開収録!浜ちゃんと淳がNGKの舞台で大暴れ!ゴムパッチンで浜ちゃん淳が客席へ!?                                                               | なんばグランド花月 |
| 242 | 9月15日  | 「今、話題のウラなんば新喜劇女優SP（前編）」 「裏なんば」グルメ!吉本新喜劇人気女優が紹介。島田珠代が2丁目時代の浜ちゃん仰天秘話暴露!                                                                             | 毎日放送本社、難波（ガフーリオ、バルバラ） |
| 243 | 9月22日  | 「今、話題のウラなんば新喜劇女優SP（後編）」 吉本新喜劇女優が通う「裏なんば」グルメ。浜ちゃん結婚式引き出物のテレカ!桑原師匠に浜ちゃんのツッコミが…                                                              | 難波（勇吉、福華酒家、DININGあじと） |
| 244 | 9月29日  | 「最強ファミリー誕生? モデル志望 虎紫志織さんとは?」 ごぶごぶ祭りに現れた奇跡のニューヒロインに密着!連休中のなんばパークス・アメリカ村で衝撃の1時間                                                              | 毎日放送本社、難波（なんばパークス）、アメリカ村（BABY,THE STARS SHINE BRIGHT大阪店）、西区（餅匠しづく）、心斎橋（マムたろう）                            |
| 245 | 10月6日  | 「浜ちゃん淳が何でも答える㊙トーク祭り」 ラジオでハガキ祭り!ラーメン作りに来てくれる神座ブラックカードって本当?大師匠からの電話に浜ちゃんが…                                                                     | 毎日放送本社 |
| 246 | 10月13日 | 「巨人師匠40週年のお祝い! 自宅で餃子を作る」 オール巨人師匠の40周年をお祝い!えっ!自宅で餃子…?やりたい放題の浜ちゃんと巨人師匠が一触即発!?                                                                        | 毎日放送本社、豊中市（阪急百貨店 千里阪急）、オール巨人宅                                                                                                  |
| 247 | 10月20日 | 「話題の千里をドライブ」 今話題の千里をドライブ!万博太陽の塔の内部へ!浜ちゃん淳のなつかしの超お宝映像公開 | 千里周辺（万博記念公園、ラーメン熊きち、毎日放送千里丘ミリカセンター）                                                                                     |
| 248 | 10月27日 | 「バラエティ番組初! 奈良県警本部の裏側」 奈良県警へ潜入!浜ちゃん、ついにパトカーに乗る!110番はここにつながる『通信指令課』へ!鑑識課で指紋採取                                                                    | 毎日放送本社、奈良県警察本部、第二庁舎 |
| 249 | 11月3日  | 「奈良ドリームランド跡地の今は? 特別許可で潜入ロケ」 奈良へ!今、どうなってる?奈良ドリームランドの跡地に潜入!創業110年、老舗の美味い買い食いグルメって?                                                           | 奈良市役所、奈良ドリームランド跡地、ひがしむき商店街、もちいどの商店街（魚万もちいどの本店）                                                               |
| 250 | 11月10日 | 「近大ミスコンに潜入 ミサイルマンにドッキリ!」 近大のミスコンでドッキリ作戦!浜ちゃんの毒牙にかかる芸人は?超大物助っ人登場で前代未聞の2回ドッキリ!                                                                | 近畿大学 |
| 251 | 11月17日 | 「淳にオススメ おしゃれタウン堀江 最新情報!」 オシャレタウン!堀江へ。淳が浜ちゃんの服をコーディネート!?オシャレ美味しいパン屋さん。                                                                              | 堀江（HUMOR SHOP南堀江、pesä、西田整骨院、VFTQ） |
| 252 | 11月24日 | 「これで運気が上がる!? ごぶごぶ開運年賀状を作ろう」 開運年賀状を作ろう。運気上がるスポットへ!浜ちゃんがまさかのダンソン披露!!抽選で2016人の方に年賀状送ります                                                    | 梅田（歯神社）、天神橋（中村屋、星合池、喫茶ケルン）、立売堀（宮崎郷土料理どぎゃん）                                                                       |
| 253 | 12月1日  | 「52歳浜ちゃん大はしゃぎ! 初体験淳も興奮USJスペシャル」 USJで浜ちゃん淳が人気アトラクションを遊び尽くす!浜ちゃん直談判で超プレミア視聴者プレゼント!                                                              | ユニバーサル・スタジオ・ジャパン |
| 254 | 12月8日  | 「淳42歳の誕生日に1つだけプレゼントするよ」 淳にひとつだけ!誕生日プレゼント。最新人気家電に浜ちゃん大興奮!さらには淳のために新幹線で大移動…結末は!?                                                              | 梅田（ヨドバシカメラマルチメディア梅田、ヴィクトリアゴルフヨドバシ梅田店）、京都市（東山堂 聖護院店、よしもと祇園花月）                                    |
| 255 | 12月15日 | 「超大物が愛した京都のお店かまぼこ板SP」 浜ちゃん絶賛の焼きそば登場!トムクルーズやスティーブジョブズなど超有名人が行く京都の名店かまぼこ板!                                                                      | 京都市（よしもと祇園花月、お好み焼き夢屋、ステーキハウス芦屋、すし岩）                                                                                     |
| 256 | 12月22日 | 「浜ちゃん 淳 岩橋のダイナマイトクッキング」 簡単おあげピザ!淳のレシピでダイナマイトクッキング。初登場!大物助っ人と岩橋サンタに浜ちゃんギブアップ!                                                               | 天神橋（KOHYO南森町店）、オフィス西川 |

## 2016年（平成28年）
|     | 放送日  | 内容 | 主なロケ場所 |
| --- | ------- | --- | --- |
| 257 | 1月1日  | 「正月ごぶごぶ〜有名人から年賀状もらったよ おすすめスイーツかまぼこ板90分スペシャル」 美味しい(秘)デザート続々登場!東野幸治、ハイヒールモモコ、YOU、松本伊代、勝俣州和、桂文枝…総勢17人がノミネート!東のりの年賀状も公開! | なんばグランド花月、北浜（五感<豆乳プリン>）、心斎橋（サロン・ド・モンシェール<堂島ロール>）、堀江（村嶋<ごま大福>）、難波（北極<回転焼き>、カフェ英國屋）、黒門市場（ダイワ果園<黒門ロール>）、道頓堀（韓日館<かぼちゃのおかゆ>） |
| 258 | 1月5日  | 「有名人から年賀状もらったよ おすすめスイーツかまぼこ板SP続き」 大阪の絶品スイーツめぐり!関西のテレビに出てる有名人おすすめ(秘)美味が続々登場!小川菜摘から年賀状!?                                                        | 堂島、（まるしげ<呼吸チョコ北新地>）、芝田（Route271<クロワッサンアラクレーム>）、大深町（URGE<パンケーキ>）、中崎西（ULTRA JAM<動物のケーキ>）                                                                                    |
| 259 | 1月12日 | 「ファミリーと一緒にごぶごぶ大阪ツアー」 19人の芸人とロケ!こんな大人数で大丈夫!?喫茶店のマスターに浜ちゃんタジタジ。ニーブラ炸裂。                                                                                        | 南海 汐見橋駅〜西天下茶屋駅、天下茶屋（コーヒーショップ マル屋、たこやきDAUN TAUN）、心斎橋（ランボルギーニ大阪） |
| 260 | 1月19日 | 「今週もファミリーと一緒にごぶごぶ大阪ツアー&新年会」 ロンブー淳が船を操縦!どて鍋の老舗へ。浜ちゃん淳の操縦に…。難波グリコ前で記念撮影!?                                                                                  | 御堂筋（心斎橋〜道頓堀、グリコネオン）、福島(ぽんぽん船船着場 福島港〜淀屋橋港)、淀屋橋（かき広） |
| 261 | 1月26日 | 「ごぶごぶ10年目突入! 西宮に初詣行くよ」 浜ちゃん尼崎で突然の途中下車!手に思い出めぐり。『俺の家どこや!?』 | 尼崎市（JR尼崎駅周辺、阪急オアシス尼崎潮江店エスカレーター<浜田実家跡>、阪神尼崎駅周辺） |
| 262 | 2月2日  | 「西宮に初詣が…浜ちゃん勝手にふるさと尼崎へ 思い出の地をめぐる」 浜ちゃんの『尼崎』思い出めぐり!『松本と行った映画館どこや!?』阪神尼崎で思い出の映画館探す!                                                               | 尼崎市（阪神尼崎駅周辺） |
| 263 | 2月9日  | 「グルメタウン谷町6丁目でかまぼこ板!」 浜ちゃん大絶賛の新感覚ティラミスピザって!?話題のグルメタウン「谷六」で絶品グルメかまぼこ板!                                                                                        | 谷町（Pizzeria Morita<ティラミスピザ>、Uchiya Bake Shop<ベイクドチーズのタルト>、デリカいずみ、MAC<たまごサンド>、ことみ、チルコドーロ<シチリアのピスタチオ>）                                                                     |
| 264 | 2月16日 | 「おしゃれカフェ激戦区 中崎町めぐり!」 中崎町でハガキ祭り!のはずが…急遽ロケ地をかけた、大なわとび!?え、サンディエゴって!?                                                                                                 | 毎日放送本社、中崎町（89Cafe 2号店） |
| 265 | 2月23日 | 「下関でスタッフが行きたい所を淳に案内してもらおう!（前編）」 淳の地元、山口県下関をめぐる!本場のふぐに浜ちゃん大興奮!平家と源氏決戦の地「壇ノ浦」で淳にハプニング!!                                                      | 山口県下関市（日和山公園、春帆楼本店、壇ノ浦古戦場跡） |
| 266 | 3月1日  | 「下関でスタッフが行きたい所を淳に案内してもらおう!（後編）」 淳の地元下関を案内してもらおう!巌流島で武蔵と小次郎になりきり写真撮影!淳の仰天過去を地元のツレが大暴露!                                                     | 山口県下関市（唐戸市場周辺、カモンワーフ大丸下関、彦島、巌流島、鶏と炭AKARI） |
| 267 | 3月8日  | 「残り32品! 信濃そば全メニュー完全制覇なるか!?」 浜ちゃんが愛する信濃そば全メニュー109品制覇しよう。淳初参戦!残り32品ついに完結!?強力助っ人登場。                                                                         | 毎日放送本社、難波（信濃そば） |
| 268 | 3月15日 | 「もう見られない!? 吉本超お宝写真 浜ちゃんビックリSP」 吉本のお宝を見に行こう。懐かしの写真や劇場ポスターに浜ちゃん感激!菊水丸が持つダウンタウンの超レア物って!?                                                          | なんばグランド花月、吉本興業株式会社大阪本部 |
| 269 | 3月22日 | 「ホンマに美味いコロッケ探し! & 浜ちゃんのバカ舌検証ききコロッケも!」 「これは凄い!」浜ちゃん大絶賛の高得点コロッケ登場!中村屋の味を当てられる!?ききコロッケに挑戦。一青窈登場                                            | JR大阪城公園駅〜桃谷駅周辺（コロッケたなか）、鶴橋(王様のコロッケ)、黒門市場（黒門坂本）、日本橋（寿） |
| 270 | 3月29日 | 「新企画! ごぶごぶ名所めぐり かまぼこ板90分スペシャル」（終） もう一度行きたい!ごぶごぶ名所へ!マジックの店、メイド喫茶、鴨川…9年間の思い出巡り。ラストに重大発表が…                                                       | 毎日放送本社、北新地（北新地サンド、バーノンズバー）、天神橋（中村屋）、堀江（muse）、日本橋（CCOちゃ）、心斎橋（ハマー）、梅田（ハービスENT(梅田阪神第2ビルディング)ヘリポート）                                                  |
| 271 | 8月19日 | 「帰ってきた!ごぶごぶ2016夏【浜ちゃん&淳が企画無視!ぷいぷい生放送に乱入!】」 浜田と淳コンビが半年ぶりに復活!夏の大阪人気スポットを巡るはずが、なぜか生放送ちちんぷいぷいのスタジオに乱入!?その一部始終をご覧ください。    | 毎日放送本社、中崎町、梅田（グランフロント大阪） |

## 2017年（平成29年）
|     | 放送日   | 内容 | 相方                                                                             | 主なロケ場所 |
| --- | -------- | --- | -------------------------------------------------------------------------------- | --- |
| 272 | 1月1日   | 「ごぶごぶ正月SP〜有名人から年賀状もらったよ おすすめスイーツかまぼこ板〜」 浜ちゃん&淳コンビが元日の夜に復活!スイーツ大好き有名人★西川きよしアンジャッシュ渡部NMB山本彩海原ともこなど総勢13人がお勧めするスイーツ店へ! |                                                                                  | なんばグランド花月、天王寺、難波、毎日放送本社                                                                                     |
| 273 | 4月11日  | 「大阪新名所をかまぼこ板でレッツゴー!!」 ひさびさに浜ちゃんと淳が大阪の新名所をかまぼこ板でいきあたりばったり…超大物!? 大阪に詳しいゲストも登場ゲストも登場で大混乱。 | 田村淳(ロンドンブーツ1号2号)                                                     | 天王寺周辺（てんしば、天王寺動物園、新世界グリル梵）、大阪城                                                                       |
| 274 | 4月18日  | 「大阪新名所をかまぼこ板でレッツゴー!!≪後編≫」 浜ちゃんと淳が大阪新名所をかまぼこ板で行き当たりばったりロケ第2弾!!未来のスーパーカー買っちゃうかもよ…!? | 田村淳(ロンドンブーツ1号2号)                                                     | 大阪城、南船場（テスラ心斎橋） |
| 275 | 4月25日  | 「今回の相方ミヤネさんと大阪・福島へ」 福島あたりであの人の思い出の味めぐりのつもりが…。浜ちゃんいきなり大暴走!? 無理難題に現場混乱!? どうなるの…!? | 宮根誠司                                                                         | ザ・シンフォニーホール周辺、福島                                                                                                   |
| 276 | 5月2日   | 「浜田雅功・宮根誠司コンビがABCに突撃!?さらに読売テレビも…」 思い出の地 大阪・福島をめぐるはずが…。そしてロケ終了のはずが…。 | 宮根誠司                                                                         | 朝日放送本社、読売テレビ本社 |
| 277 | 5月9日   | 「大阪出身で浜田との年の差20才以上のイケメン俳優!」 「そんなとこ人多いんちゃう?」と不安げな浜田をよそに「行きたい!」と言った場所は、大阪人にとっては超ベタなあの観光地!「お前マジで言ってんの!?」と驚きを隠せない浜田と一緒に向かうも、あまりの大混雑でパニックの予感。さらに、思い出作りにと用意した自撮り棒で2ショット撮影するなど完全プライベートモードに! | 小池徹平                                                                         | アメリカ村、通天閣周辺 |
| 278 | 5月16日  | 「青春時代を過ごせなかった大阪でベタな観光がしたい」 アポなしランチに挑戦。いきあたりばったりで好き放題…今回も何が起こるかほんまにわからん…なにするねん!? | 小池徹平                                                                         | 通天閣、裏なんば(アーリオ・オーリオ)                                                                                               |
| 279 | 5月23日  | 「大好きな和菓子が食べたい! 京都に詳しい芸人かまぼこ板」 初夏の京都ではんなりと…と思ったら!?いきあたりばったりで好き放題…今回も何が起こるかほんまにわからん…なにするねん!? | 西川貴教                                                                         | 知恩院山門、大谷本廟、祇園(甘泉堂)                                                                                                 |
| 280 | 5月30日  | 「大好きな和菓子が食べたい! 京都に詳しい芸人かまぼこ板 後編」 おすすめ店のたどり着いた先は和菓子店ではなくパン屋さんだった。状況が分からないまま店内へ入った2人を待っていたのは、ごぶごぶ史に残る衝撃の結果だった!? | 西川貴教                                                                         | 烏丸(亀屋則克)、東山(京のうまいもの屋 櫻)、祇園(志津屋 祇園店)                                                                     |
| 281 | 6月6日   | 「一流芸能人に紹介できる大阪のスポットを知りたい!」 意外!?じつは大阪出身あの芸人と浜ちゃんが…知ってたらカッコええ店巡り!?お好み焼き屋さんなのにハンバーグが美味!? | 塚地武雅(ドランクドラゴン)                                                       | 北新地(宮生、北新地サンド)、心斎橋(悟空のきもち)                                                                                   |
| 282 | 6月13日  | 「一流俳優に紹介しても恥じない穴場を知りたい!」 ドランクドラゴン・塚地と浜ちゃんがカッコええ大人の隠れ家巡りへ!!天空の絶景バー!?絶叫も!?ウッチャンナンチャンとの懐かしい秘話も公開!? | 塚地武雅(ドランクドラゴン)                                                       | 心斎橋(悟空のきもち)、日本橋(メイドカフェ「CCOちゃ」)                                                                              |
| 283 | 6月20日  | 「休日に大阪でやりたかったことを浜ちゃんと一緒にしたい」 あの脱力女性デュオが登場…!!浜ちゃんと電車にのって向かった先は…いま大人気USJ!?最新アトラクションに絶叫って。 | PUFFY(大貫亜美)、(吉村由美)                                                      | 西九条駅(JR西日本)、ユニバーサルシティ駅(JR西日本)、ユニバーサルスタジオジャパン                                                   |
| 284 | 6月27日  | 「PUFFYが休日にやりたかったこと 浜ちゃんとUSJではしゃぎたい」 PUFFYとUSJへ!!いま大人気のミニオンに浜ちゃんも大はしゃぎ!!で3人写真撮りまくりって!?ハリーポッターも体験。 | PUFFY(大貫亜美)、(吉村由美)                                                      | ユニバーサルスタジオジャパン |
| 285 | 7月5日   | 「カワイイものを探してインスタにあげる写真を撮りたい!」 新婚ホヤホヤ!!あの独特キャラのカリスマモデルが。浜ちゃんもかわいくなってと大阪中を連れ回し!?なんでボーリング場や。 | りゅうちぇる                                                                     | 梅田(WEGO LA HEP FIVE店、桜橋ボウル)                                                                                               |
| 286 | 7月11日  | 「こだわりのカワイイものをインスタにあげたい」 カワイイが大好きなりゅうちぇるとインスタ写真撮ろう。 大人気カフェで激怒!? 浜ちゃん大暴走!? 大人のお店へアポなし突撃! | りゅうちぇる                                                                     | 天満橋(JTRRD cafe)、谷町六丁目(ANY's BURGER)、日本橋(買取りまっくす 日本橋店、インスタントラーメン専門店 やかん亭さくら大阪総本店) |
| 287 | 7月18日  | 「大阪のニューヨークへ行こう」 国民的アイドルグループ卒業生と大阪のニューヨーク巡り!? だまされてるで浜ちゃんの強烈文句にスタッフタジタジ…!? | 篠田麻里子                                                                       | 大国町(ゼウスニューヨーク5番街)、寺田町(源ヶ橋温泉)、堺筋本町                                                                      |
| 288 | 7月25日  | 「浜ちゃん暴走!急きょロケ中断でMBSへ」 篠田麻里子大阪のニューヨークへ。 しかし…浜ちゃん暴走ロケ中断でMBS本社へガチンコ襲撃!? | 篠田麻里子                                                                       | 堺筋本町、梅田(MIOR 三番街店)、毎日放送本社                                                                                        |
| 289 | 8月1日   | 「松竹へ移籍して欲しいのでおもてなしをしたい!」 相方は…キングオブコント常連。 え!?俺が行くの…!? 芸歴35年浜ちゃんが松竹本社初訪問。 社員大慌ての緊急事態発生。 | TKO(木本武宏)、(木下隆行)                                                        | 毎日放送本社、道頓堀(松竹芸能本社)                                                                                                 |
| 290 | 8月15日  | 「相方は実力派コンビ・TKO“浜ちゃんおもてなし企画”の後編」 前回に引き続き、相方はキングオブコント常連の実力派コンビ・TKO。「26年前、毎週MBSに来て2人で浜田さんの出待ちをしてたんですよ!」と言うほど憧れの浜田雅功にTKOがリクエストしたのは『浜田さんに松竹芸能へ移籍してほしいので、TKOなりのおもてなしをしたい!』 TKOの熱い思いから始まった“浜ちゃんおもてなし企画”の後編をお届けします! | TKO(木本武宏)、(木下隆行)                                                        | 道頓堀(松竹芸能本社、お好み焼き おかる、カラオケ館 なんば戎橋本店)                                                                 |
| 291 | 8月22日  | 「相方は浜田のことを「アニキ」と慕うあの俳優!」 MBS「ごぶごぶ」 浜ちゃんと26年来の友人が二人きりドライブ&ニフレルで大はしゃぎ! | 的場浩司                                                                         | 毎日放送本社、EXPOCITY(NIFREL) |
| 292 | 8月29日  | 「大阪で子どもと遊べる場所の下見をしたい!」 的場浩司とエキスポシティ初訪問。 極寒体験で大絶叫!? ロケ中断!? 大パニック。 豪雨&アポなしで二人が訪れた場所とは…!? | 的場浩司                                                                         | EXPOCITY(NIFREL、Orbi、ららぽーとEXPOCITY)、吹田(松竹堂 吹田山田本店)                                                              |
| 293 | 9月5日   | 「北海道行きたいとこかまぼこ板SP」 夏の北海道ロケSPかまぼこ板で行きたい場所巡り…相方は史上最多5人!? 超人気味噌ラーメン。 ラスト5分のマル秘映像は必見。 | 玉巻映美(MBSアナウンサー)、 ダイアン(西澤裕介、津田篤宏)、尼神インター(誠子、渚) | 札幌(札幌市時計台前、狼スープ、二条市場)                                                                                           |
| 294 | 9月12日  | 「北海道行きたいとこかまぼこ板SP2」 夏の北海道ロケSPかまぼこ板で行きたい場所巡り2 浜ちゃんが相方を置き去りに!? 海鮮の名店で仰天の絶品丼。 真っ暗闇の涼しい所で津田誠子が泣き叫ぶ!? | 玉巻映美(MBSアナウンサー)、 ダイアン(西澤裕介、津田篤宏)、尼神インター(誠子、渚) | 札幌(海鮮はちきょう、雪印パーラー、ノルベサ、おみやげの店 しらかば)                                                                |
| 295 | 9月19日  | 「北海道行きたいとこかまぼこ板SP3」 北海道編完結! 札幌で浜ちゃんが行きたいマル秘スポット。 超ド級の恐怖に尼神ダイアン玉巻ビビる!? ラストはあの名曲を熱唱。 | 玉巻映美(MBSアナウンサー)、 ダイアン(西澤裕介、津田篤宏)、尼神インター(誠子、渚) | 札幌(炭火焼 八仙 大通り店、さっぽろテレビ塔)                                                                                       |
| 296 | 9月26日  | 「数々のゴールデン番組で活躍する大阪出身の大人気お笑いコンビ!」 今回の相方は、数々のゴールデン番組で活躍する大阪出身の大人気お笑いコンビ! 浜田雅功が「こうやって番組でちゃんと絡むのは初めてやな!」と言うほど貴重で新鮮すぎる3人の絡みは超必見! 念願の共演が叶った相方のリクエストは『浜田さんとハイタッチが出来るくらい仲の良い後輩になりたい』 ボケまくる大人気コンビにツッコミまくる浜ちゃん! 3人の大変珍しい『ごぶごぶ』をお楽しみに!                                                                                                | よゐこ(濱口優、有野晋哉)                                                         | 毎日放送本社、梅田(ラウンドワン梅田店、梅田バッティングドーム)                                                                     |
| 297 | 10月3日  | 「浜田さんとハイタッチが出来るくらい仲の良い後輩になりたい」 前回に引き続き相方は、芸歴25年、数々の全国ネットのゴールデン番組で活躍する大人気お笑いコンビ・よゐこ。 念願だった浜田雅功との共演がかなったよゐこが熱望したリクエストは『浜田さんとハイタッチが出来るくらい仲の良い後輩になりたい!』。 | よゐこ(濱口優、有野晋哉)                                                         | 中崎町(趣味の店 ホリイケ)、桜ノ宮(桜ノ宮ゴルフクラブ)                                                                              |
| 298 | 10月10日 | | 中山優馬                                                                         | |
| 299 | 10月17日 | | 中山優馬                                                                         | |
| 300 | 10月24日 | 「世の男を虜にするお色気た〜っぷりの30代美女!」 今回の相方は、世の男を虜にするお色気たーっぷりの30代美女! バラエティやドラマなど、多ジャンルで大活躍中の相方には、実は悩みがあり、なんと、その悩みを『ごぶごぶ』で初告白!! 「最近、本当の私じゃないキャラがブレてきて…。浜田さんと一緒に新しいキャラを見つけたいんです!」 そこで今回は、相方に普段見せないリアクションをしてもらうための色々な場所やアイテムを用意。 相方の悩みを聞いた浜田雅功も「よし! 俺が真剣にキャラを変えたる!!」と、やる気満々!!                                  | 橋本マナミ                                                                       | |
| 301 | 10月31日 | 「普段見せないリアクションをして愛人キャラを変えたい!」 前回に引き続き、相方は“国民の愛人”として世の男を虜にする美女・橋本マナミ。 「新しいキャラを見つけたい」というリクエストを受け、イメージをガラッと変えるためにロケ衣装をスポーツウエアにチェンジ! さらに「キャラを変えるにはリアクションが大事!」という事で、バラエティ番組の罰ゲームでよく使われるビリビリマシーンも装着することに! 「いつものキャラでリアクションをしたらボタンを押すから!」と、やる気満々の浜田雅功のスパルタ指導で、今回も橋本マナミの新キャラを開発していく! | 橋本マナミ                                                                       | |
| 302 | 11月7日  | 「相方は連続ドラマで共演していたあの女優!」 今夜の相方は、浜田が「えっ! お前なんでおんの?」と驚くあの女優。 ドラマで共演していた浜田と相方は実に25年ぶりの再会! さらに「もし自分の息子がお笑いの世界を目指したら?」という会話では、滅多に聞く事ができない浜田の父親としての意見が…。 中学時代からバンドに熱中する息子に対して浜田がとった行動とは!? | 石田ひかり                                                                       | |
| 303 | 11月14日 | 「相方は連続ドラマで共演していた石田ひかり」 前回に引き続き、相方はドラマ『ADブギ』から浜田とは“25年ぶり”の再会を遂げた女優・石田ひかり。 25年ぶりの再会なのに完全に振り回される浜田。 今回も“自由気ままなひかり”が暴走王・浜田を完全掌握!? 石田ワールド全開のロケはとんでもない結末に!? | 石田ひかり                                                                       | |
| 304 | 11月21日 | | Kis-My-Ft2(千賀健永、宮田俊哉)                                                   | |
| 305 | 11月28日 | | Kis-My-Ft2(千賀健永、宮田俊哉)                                                   | |
| 306 | 12月5日  | 「相方は「大阪には全く来ない!」「ロケ番組にも出ない!」という“大阪初心者”」 今夜の『ごぶごぶ』の相方は「大阪には全く来ない!」「ロケ番組にも出ない!」という、 大阪にゆかりがあると言えば、芸能界の中で交流がある人達が大阪出身の人や大阪で活動していた人が多いというぐらいの“大阪初心者”。 そんな“大阪初心者”の相方のために用意した企画は「大阪ベタ観光ツアー」。 相方と交流がある人達に聞いた、今更行きづらいけど一度は行っておいた方がいいベタ過ぎるスポットを、その人達流の楽しみ方で巡ります。                                         | 土田晃之                                                                         | |
| 307 | 12月12日 | 「相方は、大阪のことを全く知らない“つっちー”こと土田晃之。“大阪のおすすめベタスポット”を紹介!」 前回に続き、浜田雅功の相方は、大阪のことを全く知らない“つっちー”こと土田晃之。 ロケでもプライベートでも大阪にほとんど来ないという土田に、大阪をよく知る土田の仲良し有名人達が“今更行きづらいが、一度は行って欲しいおすすめベタスポット”を紹介する! | 土田晃之                                                                         | |
| 308 | 12月19日 | 「クリスマス特別編 名場面を一挙公開!」 今年放送した中の名場面を公開。ナビゲーターは当番組のファンと語る、中山優馬が担当! |                                                                                  | |

## 2018年（平成30年）
|     | 放送日   | 内容 | 相方                             | 主なロケ場所 |
| --- | -------- | --- | -------------------------------- | ------------ |
| 309 | 1月1日   | 「ごぶごぶ正月SP 〜浜ちゃん元日から大暴れ〜」 毎年恒例の『ごぶごぶ正月スペシャル』 2018年はいつものように相方が待つMBS前でオープニング…のはずが、なぜか浜田が立っているのは、京橋にある読売テレビ前! 「明けましておめでとうございます! いつもは相方が誰か知らないんですが、今回は知っております!」と浜田。 正月SPということで、あの超大物MCが相方! | 宮根誠司                         |              |
| 310 | 1月9日   | 「2018年のレギュラー放送最初の相方は、 あの超個性的なマルチタレント!」 相方は自分でオムライスや親子丼を作るほど、たまご料理が大好き! そんな相方のリクエストは「“今大阪でブーム”が来ている“たまごサンド”を食べたい」。 ブームと言われているだけあって、今回スタッフが用意したたまごサンドは 「たまごを6つ使った、たまごサンド!?」「スイーツ店のたまごサンド!?」 などなど気になるもの盛りだくさんで、たまごサンド好きな浜田も興味津々! 2018年はかまぼこ板に代わる『新兵器』が登場!! 「なにこれー!! すごい!!」と相方は絶賛、「これで行くの!?」と浜田もびっくり! 新年を飾る『新兵器』とは一体何だ!?                                                          | 加藤諒                           |              |
| 311 | 1月16日  | 「相方は超個性派俳優・加藤諒。今、大阪でブームになっている“たまごサンド”を巡る!」 先週に引き続き、今夜の相方は、10歳からバラエティ番組やドラマに出演している超個性派俳優・加藤諒。 加藤の『今大阪でブームになっている“たまごサンド”を食べたい!』というリクエストに応え、スタッフが用意した新兵器“タマゴガチャ”を使って、各お店の個性あふれるたまごサンドを巡る! しかし、思いもよらない浜田の行動に加藤もスタッフも唖然! 一体何が起こったのか!? | 加藤諒                           |              |
| 312 | 1月23日  | 「今回の相方は、ボクシングの世界チャンピオンにまでのぼり詰めたあの兄弟!」 相方のリクエストは『幼少の頃からずっとボクシング漬けの毎日で、中学校を卒業してからも高校・大学へは行かずプロの道へ入ったので、大学生が送っているキャンパスライフを体験してみたい!』というもの。 そこで一行は入学志願者数が日本一の大学・近畿大学へ! 近畿大学の学生代表“学友会長”の案内のもと、浜田と相方がキャンパス内を巡る! | 亀田興毅、亀田大毅               |              |
| 313 | 1月30日  | 「相方は元ボクシング世界チャンピオン、亀田興毅・大毅兄弟!」 先週に引き続き、相方は元ボクシング世界チャンピオンの亀田興毅・大毅兄弟。 『大学へ行ってキャンパスライフを味わってみたい!』というリクエストに応え、近畿大学で、浜田雅功と亀田兄弟がキャンパスライフを体験する! 「近大って寮ないの? あるんやったら今見に行こうや!」浜田のこの一言でロケは急展開! 浜田と亀田兄弟のキャンパスライフ体験後編! 最後までお見逃しなく! | 亀田興毅、亀田大毅               |              |
| 314 | 2月6日   | 「若い女の子に大人気! 金髪がトレードマークのアノ女性歌手!」 相方のリクエストは「中学生で上京してしまったので、私、箕面出身のイメージがないんです…。だから、今日は『ごぶごぶ』のロケを使って、大好きな地元・箕面の魅力を紹介したい!!」 相方の地元巡りで「振り回されまくる浜ちゃん」に注目の1時間。 | Dream Ami                        |              |
| 315 | 2月13日  | 「相方は、先週に引き続きDream Ami。箕面のおすすめスポット巡りをするはずが…」 今回の相方は、先週に引き続き、昨年7月にダンス&ボーカルグループE-girlsを卒業した、金髪がトレードマークのDream Ami。 箕面を代表する“アノ”超大物芸人のご自宅にまさかのノーアポ突撃!! だが「お風呂でも入って帰ってください!」まさかの“逆おもてなし”に浜田タジタジ!? 今回は急遽ロケ地変更で、先週とは打って変わって浜田がAmiとスタッフを振り回しまくる1時間! | Dream Ami                        |              |
| 316 | 2月20日  | 「今夜は往年の名コンビ復活! 昔から浜田の事をよく知る、あの先輩芸人が相方として登場!」 往年の名コンビ復活! 今回の相方のやりたい事は、浜ちゃんと行きたい4つのリクエスト 『浜ちゃん大好き!“アレ”を味わいたい!』 『上から下までジロジロみたい!』 『キ〇タマがキューっとなりたい!』 『俺が一番好きな“アレ”に触れたい!』に応えるため、大阪の街を巡る! 先輩後輩の関係を超えた浜ちゃんと相方が、久しぶりとは思えない息ピッタリのコンビネーションで大阪の街で大はしゃぎ! | 笑福亭笑瓶                       |              |
| 317 | 2月27日  | 「相方は、往年の名コンビ笑福亭笑瓶。二人が大阪の街を巡ります!」 浜田と一緒に数々のロケをこなしてきた芸人・笑福亭笑瓶を相方に迎え、往年の名コンビが大阪の街を巡ります。 『浜ちゃんと一緒に“食べる!見る!触れる!”五感で感じるロケで、“生きてる”と実感したい!』という笑瓶のリクエストのもと、ロケがスタート! 日本で一番高いビル・あべのハルカス、さらに日本最大級の“クラシックカーミュージアム”を訪れる。 浜田のまさかの行動に、長年一緒にロケをしてきた笑瓶も驚きを隠せない! 名コンビのおじさん2人が、年齢と立場を忘れて子どものように大はしゃぎ! | 笑福亭笑瓶                       |              |
| 318 | 3月6日   | 「相方は『ごぶごぶ』史上“最も濃い2人”が登場! 大好きな浜田雅功と理想のデートがしたい!!」 今回の相方は『ごぶごぶ』史上“最も濃い2人”が登場する。 相方たちは共通して“浜田雅功”のことを“男”として、ガチで大好き! 『大好きな浜田雅功と理想のデートがしたい!!』とリクエスト。 浜田の54年の人生で初めてのペアルックに「まーくんちょーかわいい〜」と相方2人も大興奮! 相方2人の“愛”は浜田に届くのか!? | はるな愛、ナジャ・グランディーバ |              |
| 319 | 3月13日  | 「相方は浜田雅功のことが大好きなはるな愛とナジャ・グランディーバの2人!」 今回の相方は先週に引き続き“浜田雅功”のことを“男”としてガチで大好きという、はるな愛とナジャ・グランディーバの2人! 2人が「ハマーにひとつだけお願いがあるねん!!」と言ってやってきたのは、大阪市内にある結婚式場。 予想もしていなかった2人からのお願いに…「そんなんチャンネル変えられるわ!!」と浜田も驚愕! ついに、はるな愛とナジャの愛が浜田に届く時が…!? ラストは涙なしでは見られない、感動のフィナーレが待ち受けていた!? | はるな愛、ナジャ・グランディーバ |              |
| 320 | 3月20日  | 「相方は浜田と共演した年末の番組で“裸芸”を披露したイケメン俳優!約2年ぶりのコロッケ企画!」 今回の相方は、浜田と共演した年末の番組で度肝を抜く“裸芸”を披露して話題沸騰中のあのイケメン俳優。 「ロケの前にひとっ風呂浴びていきましょう!」と全裸で浜田を誘う! 相方のリクエストは、約2年ぶりのコロッケ企画の復活。 浜田は「ええとこ目ぇつけたな〜」と大興奮。 だが、スタッフが用意した“あるモノ”に浜田が激怒!? コロッケ企画でテンション熱々、アゲアゲな浜田と相方に注目の1時間! | 原田龍二                         |              |
| 321 | 3月27日  | 「先週に引き続き相方は原田龍二。約2年ぶりのコロッケ企画の後半をお送りする。」 相方は、前回、銭湯で湯船に浸かりながら浜田を待ち構え、オープニングで風呂桶を使ってアキラ100％の裸芸を披露するという前代未聞の登場をした原田龍二。 浜田とやりたいことは、約2年ぶりとなる名物企画「大阪のウマいコロッケ巡り」。 より美味いコロッケと出会うため、視聴者から届いたハガキを頼りに天神橋商店街を歩き続けた。 果たして、浜田にとって10点満点の“中村屋”を越えることが出来るのか? | 原田龍二                         |              |
| 322 | 4月3日   | 「相方は子役出身で大河ドラマや医療ドラマなど数々の人気ドラマや映画に出演している大人気俳優」 今回の相方は、子役出身で大河ドラマや医療ドラマから昼ドラまで数々の人気ドラマや映画に出演している大人気俳優。 相方を見つけるなり「コードブルーやないか!」とドラマ好きな浜田のテンションは急上昇! そんな相方のリクエストは『最近落語にハマっているので、浜田さんと上方落語の名所を巡りたい!』というもの。 2人がたどり着いた落語の名所とは!? | 浅利陽介                         |              |
| 323 | 4月10日  | 「相方は大人気俳優・浅利陽介。浜田さんと上方落語の名所を巡りたい!」 前回に続き、相方は医療ドラマや昼ドラ、さらに大河ドラマまで引っ張りだこの大人気俳優・浅利陽介。 浅利の「最近落語にハマっているので、浜田さんと上方落語の名所を巡りたい!」というリクエストを受けて、今回も落語の名所や迷所?をめぐる。 とある神社で浅利が浜田と「“あること”がしたい!」と熱望。 そんな要望を受け、境内に舞台とサンパチマイクが用意される! 浅利が最後に浜田とやりたい事とは? | 浅利陽介                         |              |
| 324 | 4月17日  | 「相方は『ROOKIES』で熱血教師を演じた阪神ファンの大物俳優!“大阪で阪神タイガースを感じたい!”」 大阪の町に溶け込む阪神タイガースのキャップを被った相方に浜田も思わず苦笑い。 実は相方、東京出身だが子どもの頃から熱狂的な阪神ファン!! 一方、関西出身だが一度もタイガースを応援したことがない浜田…。 そんな浜田に相方は「ロケをきっかけに阪神ファンになってください!」と懇願するが…!? | 佐藤隆太                         |              |
| 325 | 4月24日  | 「相方は熱狂的な阪神ファンの俳優・佐藤隆太。“阪神タイガースの聖地巡り”でヒーローインタビューも経験!?」 相方は前回に引き続き東京出身だが熱狂的な阪神ファンの俳優・佐藤隆太。 佐藤のリクエストは「阪神タイガースの聖地巡り」ということで、前回訪れた“和幸寿司”で、新庄剛志が愛したというメニューを待つ2人。 店主曰く「新庄くんにしか出さない」ということで、期待に胸が膨らむが…。 いざ目の前に運ばれてきたのはなんと“牛乳と〇〇!”「えーーー!? スゲー意外なんですけど」と佐藤愕然! 浜田も「え? あいつ何で?」と困惑する。 新庄剛志がこよなく愛した驚きの“裏メニュー”とは!?                                                                                   | 佐藤隆太                         |              |
| 326 | 5月1日   | 「相方は横須賀生まれ横須賀育ちで高校野球でも活躍したあの俳優!“自分のルーツがある場所を巡りたい”」 颯爽とした立ち姿で待っていた相方は、横須賀生まれ横須賀育ちで、高校野球でも活躍したあの俳優! 「ここでキャッチボールしたかったんです!」と連れてきたのは京セラドーム大阪。 さらに、自宅から持ってきたという“松坂大輔のグローブ”と“古田敦也のキャッチャーミット”には浜田も大興奮! 「せっかくだから三振取りましょう!」という相方の提案で、浜田はピッチャー、相方はミットを構え座る。 御年54歳の浜田雅功の貴重な“本気の投球”とは一体!? | 上地雄輔                         |              |
| 327 | 5月8日   | 「相方は上地雄輔“船舶免許を取って初めて乗せるのが浜田さんなんです…”」 「じいちゃん達を感じられる場所へ行きたい」と、上地家のルーツ巡りへと向かう。 上地が「帰りの新幹線用に持って帰りたい!!」と言うほど大絶賛する、大正名物の絶品グルメが登場! さらに上地の運転でクルージングへ。 「実は船舶免許を取って初めて乗せる人が浜田さんなんです…」とまさかの告白。 果たして、無事クルージングに成功したのか!? | 上地雄輔                         |              |
| 328 | 5月15日  | 「相方はレオタードネタでおなじみ! 老若男女に愛される大人気の独身熟女芸人」 「初めて浜田さんと2人きりのロケなので、興奮して今日3回お腹壊してるんです!」と言う相方がやりたいことは『一生に一度かもしれない浜田さんとのロケで、素敵な思い出を作りたい』というもの。 さらに『独りで迎えるであろう老後に振り返るため、思い出を写真に残したい』とカメラマンがロケに同行し、自然な2ショット写真を撮影してもらうことに! 初の女芸人を相方に迎え、普段とは違う、浜田の“やさしいツッコミ”にも注目!? | いとうあさこ                     |              |
| 329 | 5月22日  | 「相方はいとうあさこ。老後の楽しみに浜田とのキスシーン写真を撮る!?」 前回に引き続き相方は、浜田とのロケに興奮し過ぎてロケ前に3回お腹を壊したという女性芸人いとうあさこ。 二人がたどりついたのはシニアに人気の昭和遺産といわれるラブホテル。 中に入ると真っ赤な欄干に囲まれた座敷、奥には何と舟の形をしたベッドが! 浜田に「この発想は面白い!」と言わしめたその理由とは!? | いとうあさこ                     |              |
| 330 | 5月29日  | 「相方は昨年ある出来事で世間を騒がせたが、年末に自虐芸を披露し再ブレイクしたイケメン俳優!」 相方は浜田と20年前から交流がある旧知の仲。 相方のリクエストは「最近いろいろあって家で1人で呑むことが増えたので、1人で自分好みのたこ焼きを作れるようになりたい」というもの。 ふわふわたこ焼きのレシピを入手した2人は見事その味を再現できるのか!? | 袴田吉彦                         |              |
| 331 | 6月5日   | 「相方は前回に引き続き、現在反省中のお騒がせ俳優・袴田吉彦。楽しいたこ焼きパーティーが一転!?」 相方は、現在反省中のお騒がせ俳優・袴田吉彦。 「1人飲みが増えたので、自分好みのたこ焼きを作れるようになりたい」というリクエストを受けて、やってきたのはメイドカフェ。 メイドさん達に見守られながら2人のたこ焼きパーティーがスタート! たこ焼きを作るのが初めての袴田、料理の段取りが悪く、混ぜるだけで四苦八苦…。 「お前がたこ焼き焼きたいって言ったんちゃうんか!」と浜田の不満が爆発! 苦労の末、完成した『ごぶごぶ特製たこ焼き』のお味は!? | 袴田吉彦                         |              |
| 332 | 6月12日  | 「相方は金八先生や朝ドラなど数々の人気ドラマに出演する女優。大阪のおばちゃんに変貌!?」 今回の相方は、金八先生や朝ドラなど数々の人気ドラマに出演する女優。 相方のリクエストは「大阪で一番〇〇な場所を巡りたい!!」というもの。 「大阪イチ断崖絶壁」や「大阪イチ気にせぇへん」など、様々な大阪イチ〇〇なスポットがノミネート!! 一体どんな場所なのか!? | 黒川智花                         |              |
| 333 | 6月19日  | 「相方は前回に引き続き『ごぶごぶ』大ファンの女優・黒川智花」 前回に引き続き相方は、金八先生や朝ドラなど数々の人気ドラマに出演する女優・黒川智花。 『ごぶごぶ』名物・かまぼこ板企画で大阪で一番〇〇な場所を巡る。 「やりすぎ感満載やで!」と浜田も黒川も大興奮な “大阪イチたっかい”ものとは!? | 黒川智花                         |              |
| 334 | 6月26日  | 「相方は宝塚出身で昨年10月に子どもが誕生したばかりの新米ママ女優」 今回の相方は、出演作品はどれもヒット連発! 最近では悪女ぶりが大人気!子どもが誕生したばかりの新米ママ女優が登場する。 浜田を連れてきたかった場所は、手塚治虫記念館。 相方が「この絵描く方が難しい!」と言うほど驚きの浜田画伯の天才的なイラストは超必見! | 相武紗季                         |              |
| 335 | 7月3日   | 「相方は前回に引き続き新米ママ女優・相武紗季。「私のことがまるっと分かる宝塚を案内したい!」後編」 相方は前回に引き続き、新米ママ女優・相武紗季。 相武が「どうしても寄りたい所がある!」と浜田を連れてきたのは、宝塚に帰ると毎回訪れるという和菓子屋さん。 珍しく、浜田の食べる手が止まらなくなるほど大絶賛の〇〇〇とは一体何!? さらに、テレビで初めて見せる相武のママぶりにも目が離せない!! | 相武紗季                         |              |
| 336 | 7月10日  | 「今回の相方は 国民的ダンス&ボーカルグループのメンバー」 今回の相方は 国民的ダンス&ボーカルグループのメンバー。 リクエストは「夏休みに子どもを遊園地に連れて行きたいので、浜田さんに下見につきあって欲しい」 遊園地へ出発!と思いきや、スタッフが用意した“枚方にある子どもが喜ぶマル秘スポット”を巡ることに。 | 松本利夫(EXILE)                  |              |
| 337 | 7月17日  | 「相方は国民的ダンス&ボーカルグループEXILEのメンバーで俳優としても活躍中の松本利夫」 相方はEXILEのメンバーで、俳優としても活躍中の松本利夫。 「夏休みに子どもを遊園地に連れて行きたいので、浜田さんに下見につきあって欲しい」ということでひらかたパークへやってきた2人。 子どもに大人気の〇〇との握手体験では、あまりの愛くるしさに浜田も今までに見たことのない優しい笑顔に! おじさん2人をメロメロにしたひらパーのアイドルとは!? 夏休み直前、童心に帰り楽しむひらパー巡り!超必見の1時間。 | 松本利夫(EXILE)                  |              |
| 338 | 7月24日  | 「相方は去年、朝ドラに主演した今注目の若手女優!」 今回の相方は、去年は朝ドラに主演した、今注目の国民的若手女優が登場。 相方の顔を見た瞬間「『ごぶごぶ』始まって以来、前代未聞なんですけど…!」と浜田が驚愕した出来事とは!? 「朝ドラ撮影中に10か月住んでいた大阪・谷町で、当時の私の生活を浜田さんに体験して欲しい!」と超意外な場所に浜田を連れて行く。 | 葵わかな                         |              |
| 339 | 7月31日  | 「朝ドラ『わろてんか』で主演した今大注目の若手女優・葵わかな。浜田雅功と自転車で大阪・谷町をめぐる!」 相方は、昨年、朝ドラ『わろてんか』で主演した今大注目の国民的若手女優・葵わかな。 葵が朝ドラ撮影時に自転車で走り回っていた思い出の場所を、自転車で巡ることに。 『ごぶごぶ』でしか見られない、葵と浜田の立ちこぎ姿は必見! さらに、葵が「今まで食べた中で一番美味しい!」と豪語する、NHKイチ美食家のスタッフによく連れて来てもらった焼肉店へ行くはずが…。 浜田の“とある一言”でNHKへ向かうことに!? | 葵わかな                         |              |
| 340 | 8月7日   | 「相方は硬派で男気あふれる熱い演技が光る実力派俳優!“浜田さんとやりたい15のことリスト”」 今回の相方は、不良高校球児やボクサーなど幅広い役を演じ、硬派で男気あふれる熱い演技が光る実力派俳優! バラエティ番組出演がかなりレアな相方は「浜田さん好きなんで!」と思わぬ告白! 直筆で書かれた“浜田さんとやりたい15のことリスト”を取り出し、あっけにとられる浜田に「時間も無いんで行きましょう!」と強引に進める相方。 放送事故寸前（!?）の“2分間”も一見の価値アリ! | 市原隼人                         |              |
| 341 | 8月14日  | 「相方は前回に続き硬派で熱い演技が光る実力派俳優の市原隼人「浜田さんとやりたい15の事リスト」後編」 相方は前回に続き、硬派で熱い演技が光る実力派俳優の市原隼人。 市原のリクエスト「シジミ料理を食べたい」を叶えるため十三の繁華街へ向かう。 辿り着いたシジミ料理のお店は行列ができるほど大人気! 出てきたメニューを堪能した2人は「美味しい!」「めっちゃウマいで!」と大絶賛!! 浜田も思わず完食した絶品シジミ料理とは一体!? | 市原隼人                         |              |
| 342 | 8月21日  | 「浜田のことが心配だと言う大人気コンビが、相方として東京・浅草から参戦!」 緊急企画!浜田のことが心配だと言う大人気コンビが、相方として東京・浅草から参戦。 相方が心配していることとは、浜田の“暴力”。 相方が“ヤホー”で調べたところ、浜田がカメラの前で人を叩いている回数は、なんと年間2000発! このままでは、浜田が暴力老人になるんじゃないかと不安がる2人が今回やりたいことは、『浜田さんと僕らが、共に優しくなれるロケをしたい!』 ところが“相方が怒る”という前途多難な始まりで、爆笑必死の優しくなるロケがスタート! | ナイツ(塙宣之、土屋伸之)         |              |
| 343 | 8月28日  | 「相方のナイツと凶暴な浜田のための“『ごぶごぶ』流優しくなれるツアー”後編」 相方のナイツと凶暴な浜田のための「『ごぶごぶ』流優しくなれるツアー」後編。 『ごぶごぶ』お馴染みのマジシャン・ランディー熱が「優しくなれるマジック」を披露。 「思っていた以上に凄い!」と浜田もナイツも絶賛のマジックとは!? さらにスタッフが用意した「優しくなれる秘密兵器」。 この秘密兵器から出る風を揉むとおっぱいの感触を感じられ、癒されて優しくなれるらしい。 「もう1台欲しいな!」と浜田も大興奮の優しくなれる秘密兵器の効き目はいかに!? | ナイツ(塙宣之、土屋伸之)         |              |
| 344 | 9月4日   | 「相方は超大物喜劇女優の藤山直美!自由気ままにボケ続け、浜田をイジリ続ける“大先輩の相方”との『ごぶごぶ』とは!?」 相方の顔を見た浜田は「出たー!!」と大仰天。 相方はなんと『ごぶごぶ』が記念すべき復帰作! 超大物喜劇女優の藤山直美! 完全復帰の藤山は冒頭から「結果発表―!!」と浜田のモノマネをするなど大暴れ。 やりたい放題の猛獣・藤山に、大先輩にもかかわらず浜田のツッコミが炸裂!! 今回が初共演という二人の『ごぶごぶ』は必見。 | 藤山直美                         |              |
| 345 | 9月11日  | 「藤山直美と生放送中の『ちちんぷいぷい』に乱入!気になるアノ人にも念願のご対面!」 浜田雅功と相方の超大物喜劇女優・藤山直美が、MBSお昼の生放送番組『ちちんぷいぷい』の本番に乱入!! 乱入するまでに一体何があったのか!“最強の2人”のやりたい放題の様子をお楽しみに。 | 藤山直美                         |              |
| 346 | 9月18日  | 「相方は次世代の若手歌舞伎スター!未知なる歌舞伎の世界に浜田大興奮!」 今回は、「『ごぶごぶ』に歌舞伎役者が出てええのか!?」と浜田も仰天! 今一番勢いに乗る、次世代の歌舞伎スター候補が相方として登場する。 「歌舞伎をバカにされちゃ困るな!」と相方が反応した浜田の演技とは!? 馴染みのない歌舞伎の文化に、浜田は興味津々&大興奮! | 尾上右近                         |              |
| 347 | 9月25日  | 「若手歌舞伎俳優・尾上右近とはがきトークが盛り上がり過ぎて…生放送中のラジオに乱入!?」 相方として『ごぶごぶ』初の歌舞伎俳優・尾上右近と大阪の絶品カレー店巡り!のはずが…生放送中のラジオ番組に乱入! 驚きの展開に「こんなことってありますか!?」と尾上も仰天! | 尾上右近                         |              |
| 348 | 10月2日  | 「浜田と仲良くなって20年前のトラウマを克服したい相方と、アート巡りで太陽の塔へ!」 今回の相方は、かつて一大ブームを巻き起こした、もうすぐ40歳になる元祖ハイテンションタレント! 20年前、ダウンタウンと仕事をした際にプレゼントとして渡した人形を投げられて以来、浜田のことが怖いという相方。 そのトラウマを払拭すべく『ごぶごぶ』のロケに挑む! オープニングで久しぶりに浜田と再会した相方が取り出したものは、あの思い出の手作り人形。 しかし、悪夢が再び…。浜田が人形を放り投げ、相変わらずのやりたい放題! | 篠原ともえ                       |              |
| 349 | 10月9日  | 「相方・篠原ともえと「アート巡り」後編!ハマダーの暴走にシノラーたじたじ…」 相方・篠原ともえの「大好きなアートを通じて、浜田さんと仲良くなってトラウマを克服したい!」というリクエストにこたえて“美術音痴”の浜田と一緒に大阪のアート巡りに出かける。 「岡本太郎現代美術賞」を受賞したという高級車センチュリーに電飾を装備したド派手な「焼き芋カー」と、ピックアップトラックを改造し大砲を積んだ「ポン菓子カー」に浜田が食い付く! さらに、一度知ったら探したくなる、環状線の車窓からしか見ることができない意外なアート作品とは? | 篠原ともえ                       |              |
| 350 | 10月16日 | 「ごぶごぶ秋の板祭り」 今年放送された中から選りすぐりの名シーンを一挙に紹介!「ごぶごぶ」の大ファンとして知られる中山優馬がナビゲーターとして進行する。地元の兵庫・宝塚巡りで披露された相武紗季の制服姿や、復帰したての藤山直美と浜ちゃんによる「ちちんぷいぷい」生放送への乱入など、数々の名シーンの中からどの場面が再びオンエアされるのか!? |                                  |              |
| 351 | 10月23日 | 「相方は浜田雅功と家族同然!? 30年の付き合いになる“妹分”が登場!」 約30年の付き合いがある“ダウンタウンの妹分”が登場! 浜田と相方が共演していたあの伝説のコント番組『ダウンタウンのごっつええ感じ』。 「コントでおっぱいを揉まれて嫌じゃなかったんですか?」という質問に、若かりし浜ちゃんの暴挙が明らかに! 「廊下から『キャー!』と叫び声が聞こえると、浜田さんがやって来たことがわかるの」このエピソードの裏にあった相方の意外な感謝とは!? 『ごぶごぶ』でしか聞けないエピソードが満載! | YOU                              |              |
| 352 | 10月30日 | 「妹分・YOUだから知る浜田の素顔が続々!“あの車”にテンションMAX!?」 相方は、浜田と約30年の付き合いがある“ダウンタウンの妹分”YOU! 「浜田さんのご趣味は、ゴルフとエロ!」と断言するYOUが「ちょっとエロい場所に行って、喜ぶ浜田さんの横顔が見たい!」とリクエスト。 中華料理店に堂々と飾られているアレや、店内は撮影NGのアレを見て回り、2人のテンションはMAXに! 最後には、浜田も大ファンで男性ならみんな大好き（!?）な窓がマジックミラーになっているあの車が登場! 今回の『ごぶごぶ』は、ちょっぴり大人の世界へ足を踏み入れる…。 | YOU                              |              |
| 353 | 11月6日  | 「相方は奈良の観光特別大使! 思い出の地元を浜田とぶらり」 今回の相方は、数々の作品で名脇役を演じ、バラエティもできるメガネがトレードマークのあの俳優! “浜田夫妻と相方夫妻との意外な関係” さらには“昔ダウンタウンをモデルにしたアニメで浜田さんの声をやった事がある”という驚きのエピソードが飛び出す。 | 八嶋智人                         |              |
| 354 | 11月13日 | 「奈良市の観光特別大使・八嶋智人と思い出の地巡り…が、奈良市役所で衝撃の事実が発覚!?」 今回の相方はドラマに舞台、映画からバラエティ番組まで引っ張りだこ、奈良市の観光特別大使・八嶋智人。 そんな八嶋に浜田から1つの疑問が…。「観光特別大使だってことを証明する名刺みたいなもんないの?」。 八嶋が名刺を持っていないことが分かると、名刺を貰うために「市長に会いに行こうか!」と浜田が仰天発言! まさか本気とは思わず、はじめは乗り気だった八嶋も、各所に電話をかけパニック状態のスタッフたちを見て「マジなの!?」と驚愕する。 八嶋智人、奈良観光特別大使はく奪の危機!? 一体何が起こったのか!?                                                                 | 八嶋智人                         |              |
| 355 | 11月20日 | 「相方は結成20周年の超人気デュオ! 結成の地・堺へ凱旋」 今回の相方は、今年で結成20周年! 紅白歌合戦にも過去8度出場した国民的人気デュオが登場。 ロケの舞台は、相方の結成の地である大阪・堺市。デビューするまでの思い出がたっぷり詰まった場所へ浜田を案内する。 浜田も思わず「こんな兄ちゃん売れるとは思わんわ!」と言う、デビュー前の激レア写真も披露。 さらに、相方が下積み時代にストリートライブに出ていたときの思い出の車で、3人だけのドライブ。 当時エリート営業マンだった相方が働いていた頃の話や、高校生の頃はダウンタウンに憧れてNSCに入るつもりだった!? という仰天告白、浜田との音楽番組での忘れられない出会いなど、1秒も見逃せない話が続々飛び出す! | コブクロ(小渕健太郎、黒田俊介)   |              |
| 356 | 11月27日 | 「浜田とコブクロが堺東でゲリラライブ!あの名曲を大熱唱!!」 相方は、今年で結成20周年!国民的人気デュオ・コブクロの小渕健太郎と黒田俊介。 コブクロが出会いライブを重ねた堺東で浜田とゲリラライブを決行! 浜田の名曲「WOW WAR TONIGHT」と、コブクロが初めて作った曲「桜」を3人で熱唱する。貴重なコラボが見逃せない、永久保存版の1時間! | コブクロ(小渕健太郎、黒田俊介)   |              |
| 357 | 12月4日  | 「元ボクシング世界チャンピオンが殴り込み!? 食にこだわる相方と隠れすぎた名店探し」 今回の相方は、日本を代表する元ボクシング世界チャンピオン。5年半の間チャンピオンベルトを守り続けた元王者が『ごぶごぶ』に殴り込みをかける! とにかく食べることが大好きだという相方と浜田が、大阪の色々な食を満喫する。2人が目指すのは、看板もないという“隠れすぎた中華料理店”。街の人に声をかけ、民家のインターホンを押し、時にはシャッターも開けてみて（!?）ひたすら店を探しまくる。「このまま行くと、俺らただの不審者みたいになって番組終わるで!」と叫ぶ浜田。果たして、隠れすぎた名店を見つけることはできるのか?                                                       | 山中慎介                         |              |
| 358 | 12月11日 | 「元ボクシング世界王者・山中慎介と「隠れすぎた名店探し」後編。かつてのライバルを突撃訪問!」 日本を代表する元ボクシング世界チャンピオン、“神の左”といわれた山中慎介が参戦! 山中と浜田が行うのは「隠れすぎた名店探し」。20分以上かけてようやく見つけた、看板も出ていない中華料理店の全貌が明らかに! 店主曰く「インスタ映え」の鳥料理の強烈なビジュアルに「見た目が怖い…」と引き気味の2人。だが実際に食べてみると「これ美味いな!!」と大興奮! 浜田が思わず「大将のやる気が全く感じられへん!」と叫んだ、超個性的な中華とは一体? | 山中慎介                         |              |
| 359 | 12月18日 | 「相方は元横綱!“品”にこだわる相方と大阪で超一流のモノ巡り!」 今回の相方は、角界のサラブレッド! 日本の頂点を制した元横綱が登場! 「僕は裕福だと自負してるんです!」と豪語し、浜田に横腹をドつかれる相方がやりたいことは『大阪で“品”のある場所、モノを浜田さんと見に行きたい!』。「大阪に品のあるもんなんてないやろ!」という浜田も仰天&大はしゃぎしてしまう超一流ホテルに超一流時計、さらに品のある男になれる（!?）意外な場所まで、“品”をテーマに大阪を巡る。 | 花田虎上                         |              |

## 2019年（平成31年/令和元年）
|     | 放送日   | 内容 | 相方                                   | 主なロケ場所 |
| --- | -------- | --- | -------------------------------------- | ------------ |
| 360 | 1月1日   | 「ごぶごぶ2019正月 90分スペシャル」 『ごぶごぶ2019正月 90分スペシャル』今回の相方は、浜田も恐縮するお父さんと、浜田のことをよく知る愛嬌たっぷりの若手男性シンガーの、超大物歌手親子!今回の見どころは、なんといっても浜田と超大物歌手の共演! 仲良くロケをしているかと思えば、浜田は大御所にツッコミまくりで一切遠慮なし!? 挙句の果てに、パシリに行かせる展開も。『ごぶごぶ』でしか見られない相方の姿は必見!絶品B級グルメも続々登場で、お正月の深夜にピッタリ! | 前川清、紘毅                           |              |
| 361 | 1月8日   | 「浜田雅功が正月スペシャルで食べられなかった“有名人おすすめB級グルメ”を一挙大公開!」 『ごぶごぶ正月スペシャル』特別編!浜田雅功が正月スペシャルで食べられなかった「有名人おすすめB級グルメ」を一挙大公開!千鳥の2人が若手の頃毎月食べたという“ペペ飯”とは!?川田裕美がオススメする、野球選手に愛される豪快な鉄板料理も登場!他にも『ごぶごぶ』だからこそ教えてくれた、大阪の絶品Ｂ級グルメを13食まとめてご紹介! | 前川清、紘毅                           |              |
| 362 | 1月16日  | 「花田虎上と“品”のあるモノ巡り!超大阪らしい品に驚愕&絶叫!?」 相撲の世界から引退した後は“品”にこだわって生きているという角界のサラブレッド・花田。 「大阪で品のある場所やモノを浜田さんと見に行きたい!」という花田の強い希望で、浜田と花田も驚愕するスタッフ一押しの超意外な「品のあるもの」が続々登場する。「こんなオチある!?」と花田が絶句し、浜田が爆笑したまさかのラストとは!? | 花田虎上                               |              |
| 363 | 1月22日  | 「滋賀育ちの美人姉妹と京都で『ごぶごぶ』名物“本当に美味しいコロッケ探し”!!」 今回の相方は、モデルとして活躍し若い女性たちの憧れの的でもある美人姉妹! 「浜田さんとの共通点を見つけまして…コロッケが大好きなんです」と語る相方と行う企画は『ごぶごぶ』名物「本当に美味しいコロッケ探し第14弾in京都」。美人姉妹と京都で初めてのコロッケ探し、果たして中村屋を超えるコロッケにであえるのか!?さらに、姉にはなぜ彼氏が出来ないのか、男性に厳しいという姉の意外な一面を妹が暴露。美人姉妹のプライベートが赤裸々に!? | 高橋メアリージュン、高橋ユウ           |              |
| 364 | 1月29日  | 「高橋メアリージュン&ユウ姉妹と“本当に美味しいコロッケ探し第14弾in京都”後編!」 相方は美人モデル姉妹の高橋メアリージュンと高橋ユウ!「中村屋」を超える“甘みが強い”コロッケを求めて京都を歩く。さらに、ユウ自らがコロッケを作る。昔、番組で酢豚を作ったが浜田に食べてもらえず、そのリベンジで手作りコロッケを食べさせたいのだとか。家でも試作し、「夫に『人生で食べた中で一番おいしい』と言われた」と自信満々だが、果たしてユウ特製コロッケのお味は? | 高橋メアリージュン、高橋ユウ           |              |
| 365 | 2月5日   | 「相方は“浪速のロッキー”誰よりも早く大阪・関西万博開催地へ!?」 今回の相方は、実は浜田とご近所さんでもある（!?）あの“浪速のロッキー”が登場! どこよりも誰よりも早く万博開催地を巡るツアーに2人を案内する。 オープン前の「さきしまコスモタワーホテル」では、2人がペンキを持ってホテルの壁に自分達の名前を書いちゃった!?「これでこの部屋予約でいっぱいになるんちゃう?」と浜田が豪語する“ごぶごぶ部屋”（!?）の全貌とは? さらに、万博開催地へ続く地下トンネルに浜田と相方が潜入! 地下15ｍに掘られた万博開催地へと続く真っ暗闇の道に、ライト付きヘルメットと軍手の完全防備で挑む! | 赤井英和                               |              |
| 366 | 2月12日  | 「赤井英和と大阪・関西万博の開催地、夢洲へ!誰よりも早く万博工事をお手伝い!?」 「祝!2025年大阪・関西万博開催決定! どこよりも早く万博開催地を見よう!」と題して、「もう万博は動き出してる!」と言うスタッフが、大阪・関西万博開催地周辺を巡るツアーに浜田と赤井を案内する。開催地に踏み入れた浜田の第一声は「なんにもあらへん!」。見渡す限りの広大な土地に驚く浜田と赤井にスタッフが用意したのは、2階がオープンになっている大型バス。「万博開催地は広いからこれで巡るで!」と万博開催地バスツアーがスタート! | 赤井英和                               |              |
| 367 | 2月19日  | 「同級生俳優が熱血指導!浜田の心を鍛えて深みのある大人になろう!」 今回の相方は浜田と同級生!『天才・たけしの元気が出るテレビ!!』出身で、今やドラマに映画に引っ張りだこのあの俳優! 相方は「あなたの背中を若手がみんな見て育って来たわけでしょ!? だからこれからもその背中を見せないといけないのよ!」と、今後の浜田に必要なことを熱弁!“浜ちゃんの心を鍛えて、深みのあるイイ大人にしよう!”というテーマでロケが展開される。同級生ならではの“ごぶごぶ感”。相方も遠慮なしに浜田をいじりまくる!? | 勝村政信                               |              |
| 368 | 2月26日  | 「同級生・勝村政信と“深みのある大人”になるスポット巡り!ついに浜田が芸術に目覚める!?」 今回の相方は、浜田と同級生! ドラマに映画に引っ張りだこの大人気俳優・勝村政信。勝村が思う「浜田に足りないものを学べるスポット」を巡っていく。 「浜ちゃんには芸術的センスが足りない!芸術の素晴らしさをわかってほしいのよ!」と向かったのは、世界的芸術家・森村泰昌さんの個人美術館。ここで2人は“絵画芸術”を再現。世界的作品の一部になりきった浜田と勝村の様子は必見! さらに、映画「仁義なき戦い」の俳優で一番怖かった人物や、名俳優の知られざるエピソードなど、浜田と勝村だからこそ知る話が続々と飛び出す。                                                                                                | 勝村政信                               |              |
| 369 | 3月5日   | 「“踊る”でおなじみの相方と梅田で串カツを食べるはずが…浜田暴走で急きょ浜松へ!?」 今回の相方は『踊る大捜査線』で大人気になり、ドラマや映画、舞台でも活躍を続ける名俳優! 浜田は相方から質問攻めに! 「ドラマのオファーが来たら受けます?」「舞台はやる気あるの?」「なぜ大阪で番組をやってるの?」。さらに、あの大ヒットドラマ『踊る大捜査線』では柳葉敏郎さんの威圧感がすごかった!? 今だからこそ話せるマル秘エピソードも! | 筧利夫                                 |              |
| 370 | 3月12日  | 「浜田のムチャぶりで筧利夫の地元・静岡へ大移動!念願の浜松餃子は食べられるのか!?」 「浜松餃子を本場の浜松で食べたい」というムチャぶりでロケは中断し、急きょ浜松行きが決定! 慌てふためくスタッフと、高笑いの浜田と筧…。浜松餃子の名店ではなんと筧が、お店の本社と電話でガチ交渉!? 「ありえないな!こんなロケは初めてだよ!」と筧に言わしめたロケの全貌とは? そして2人は無事、念願の浜松餃子にたどり着けるのか!? | 筧利夫                                 |              |
| 371 | 3月19日  | 「相方は浜田を30年以上知る大物俳優!大好物のマヨネーズグルメに大興奮!!」 今回の相方は、浜田とは30年以上の付き合いがあり、浜田の東京進出当時も知る大物俳優! 「夜な夜な冷蔵庫を開けてマヨネーズを吸っていた」というほど、マヨネーズ狂の相方。そんな相方が絶賛するマヨネーズグルメに、浜田は「めちゃくちゃやん!」とあ然! 仰天マヨネーズグルメとは!? 親子ぐるみで仲が良い相方だからこそ喋れる、ここでしか聞けない浜田の家族とのエピソードも満載。「あのときはもう菜摘と付き合ってたの?」と、相方は30年間ずっと聞きたかった質問を浜田にぶつける! さらに、幼稚園が同じで仲が良いというお互いの息子同士の話も飛び出す!?                                                                               | 渡辺徹                                 |              |
| 372 | 3月26日  | 「渡辺徹&浜田がやりたい放題!徹流豪快メシを持って後輩の楽屋を突撃!!」 相方の渡辺徹が「これマジなお願いなんだけどさ……」と切り出したリクエストは『浜田と、王道のきちんとした記念写真が撮りたい!』。50代のオジサン2人が照れながら写真撮影をすることに!? さらに渡辺オリジナルの秘伝料理を振る舞いたいという。しかし「嘘やん嘘やん嘘やん!」と浜田が思わず料理中の渡辺の手を止めるほど、そのレシピは独特。そして「これ誰かに食べさせようや!!」とMBSの楽屋に突入!? 歯止めの聞かない大先輩の突然のムチャ振りに本気でパニックに! 一体どうなる!? | 渡辺徹                                 |              |
| 373 | 4月2日   | 「浜田が彼氏代行!?年齢差35歳、注目の超絶美少女と今どきのデートスポットへ!」 今回の相方は、子役として大人気を博し、ドラマ『3年A組-今から皆さんは、人質です-』で演技力の高さが話題となった、20歳の美少女! 相方が今回やりたいことは『浜田さんとデートがしたい!』。浜田が彼氏代行!? 2人で若者に人気の大阪のデートスポットを巡る。 女子だらけのお店で、浜田と相方が仲良くプリ撮影。「浜田さん可愛くなってますよ!」と大盛り上がりで、最後は2人で腕を組みノリノリで撮影! 浜田もイマドキの若者文化に仰天!? | 福原遥                                 |              |
| 374 | 4月9日   | 「福原遥が浜田と大阪デート!学生服に着替えて超人気スポットへ繰り出す!?」 今回の相方は“まいんちゃん”として大人気を博し、ドラマ『3年A組-今から皆さんは、人質です-』でその演技力の高さが話題となった人気上昇中の女優、福原遥! 「浜田さんと心理テストがしたい!」という福原。最近、心理テストにハマっているそうで2人でやってみることに。するとまさかの結果に大盛り上がり。浜田と福原の本性が暴かれる!? さらに、ペアルックの制服デート!? 詰襟の学ラン姿になった浜田は「いくつや思てんねん!」と超恥ずかしそうな様子。制服姿で向かう、福原が熱望する大阪の超人気スポットとは一体どこ? | 福原遥                                 |              |
| 375 | 4月16日  | 「相方はNSC1期生のあの同期!謎の「爆食会」で浜田を連れまわす!!」 今回の相方は、浜田との2ショットロケは超レア! NSC1期生の“あの同期”が登場。 相方がイチオシする超一流店の“ほんまに美味いもん”を食べ尽くす。雲丹たっぷりの“雲丹ぎり”や、一流ワインバーの“絶品カツサンド”、ミシュラン料理人の“トリュフの小籠包”などが登場し、浜田も「もう1個食べてええ?」と言うほど夢中に!? | ハイヒール(モモコ)                     |              |
| 376 | 4月23日  | 「同期のハイヒール・モモコと北新地で「爆食会」!『4時ですよ〜だ』の懐かしい男も登場!」 今回も浜田とモモコ、まさに“ごぶごぶ”な関係の2人のトークと、北新地の一流グルメが楽しめる1時間。 浜田が「ここかぁ!」と声をあげたのは、妻の小川菜摘がよく訪れていて長年行きたかったというお店。しかしモモコが厳選した1品が出ると、浜田は「やっと来れたのに、この料理!?」とあ然。一方「こんなんよう作れんなぁ」と浜田が大絶賛した“みんなの大好きなものを集めた”創作串揚げも登場する。そして『4時ですよ〜だ』時代の懐かしの人が登場! 当時の超貴重な写真は必見! | ハイヒール(モモコ)                     |              |
| 377 | 5月7日   | 「相方は運動音痴のあの女性アナ!浜田と念願の2ショットロケを大阪中に大アピール!!」 相方は、元・関西の人気女性アナウンサー! 運動音痴のあの人が大阪に凱旋する。今回相方がやりたいことは、なんと「浜田さんと2人でロケが出来るようになったと周りに言い回りたい!」。フリーになって4年経ち「『ごぶごぶ』に出られるなんて!」と喜ぶ相方が、「祝! ごぶごぶ出演! 浜田さんと2人でロケ出来るようになりました」と書かれたタスキを肩にかけ、各地で「浜田さんと2人でロケが出来るようになりました!」と言い回るロケをお届けする。 | 川田裕美                               |              |
| 378 | 5月14日  | 「川田裕美の古巣・読売テレビで浜田のムチャぶり発動!?あの大物司会者も乱入で大パニックに…」 今回の相方は元・読売テレビの人気アナウンサー 川田裕美! フリーになって丸4年の川田が大阪に凱旋する。 「浜田さんにどうしても会わせたい人がいるんです」と言って向かった場所は、川田の古巣・読売テレビ。しかし読売テレビに着くと、スタッフも想定外のハプニング連発で現場は大パニックに!? 「何しに来てんねん!」「こんな男といてもロクなことないで!」と、生放送終わりの大物司会者が乱入! アクシデントに次ぐアクシデントで、読売テレビはてんやわんやの大騒ぎ。一体どうなる? | 川田裕美                               |              |
| 379 | 5月21日  | 「祝・還暦!大人気女優の相方がいまだ実現していない願望を浜田に叶えてもらう!」 今回の相方は、今年で還暦! 東京のテレビにも引っ張りだこの、独身を貫く大阪出身の大人気女優。 今回、相方がやりたいことは『還暦のお祝いとして、これまでにやってみたかったことを浜ちゃんに叶えてもらいたい!』。 浜田と相方が夫婦に!?『ゼクシィ』を入れた専用バックを2人で持つという、相方憧れの“ゼクシィ持ち”をして街を歩き、通行人の方々からも「おめでとうございます!」と祝福される事態に!? | 久本雅美                               |              |
| 380 | 5月28日  | 「マチャミが還暦のお祝いに叶えてほしい事とは?まさかのお願いに浜田もタジタジ!?」 今回の相方は、今年で還暦! 独身を貫く大阪出身の“マチャミ”こと久本雅美。浜田にまだ還暦のお祝いをしてもらってないという久本が、いまだ実現していない願望を浜田に叶えてもらう。浜田が久本の禁断の領域に踏み込む!? 「ブラが当たってんねん!」と叫ぶ浜田。一体何が起こったのか? 今回は10分枠大! ボリュームたっぷりでお送りする。 | 久本雅美                               |              |
| 381 | 6月4日   | 「相方は尼崎出身の超人気歌手!3年ぶりの地元ロケで急きょ尼崎城に攻め込む!?」 今回の相方は、浜田が一目見るなり「チンピラやん!」と言った、大人気グループに所属する、いかつい風貌とその美声のギャップが魅力の兵庫県尼崎市出身の男性歌手! 『ごぶごぶ』では3年ぶりとなる尼崎でのロケ! しかし、冒頭から浜田がロケの段取りを無視して大暴走! 相方もまさかの乗り気で、スタッフは本気で大慌て!? 久しぶりの故郷でやりたい放題。一体どうなる!? | GENERATIONS from EXILE TRIBE(数原龍友) |              |
| 382 | 6月11日  | 「“僕の実家バレますよ!?”数原龍友と浜田雅功がガチ地元・尼崎をサイクリング!」 今回の相方は、GENERATIONS from EXILE TRIBEの美声歌手で、浜田と同じ兵庫・尼崎出身の数原龍友。数原が「僕の実家バレますよ!?」と言うほどのガチ地元、尼崎・立花を2人でサイクリング。さらに、数原が「ここで好きな子と2人で座ってました!」と、子ども時代の淡い恋の思い出を語る。 | GENERATIONS from EXILE TRIBE(数原龍友) |              |
| 383 | 6月25日  | 「相方は今年で56歳、浜田と同級生の歌舞伎役者!かまぼこ板で生まれ育ったミナミを巡る!」 今回の相方は、浜田と同級生! 歌舞伎役者とは思えない短パン姿で登場した、歌舞伎界のスターが登場。番組恒例の“かまぼこ板”で「虹の町」や「ミナミのタイタニック」など、さまざまなミナミのスポットを巡る。 さらに「ブログのアクセス数を増やしたい」という相方のために、アメーバブログ（アメブロ）本社からもらったアドバイスを実行する。2人が爆笑した、イカツいおじさんたちの子ども姿は必見! | 市川右團次                             |              |
| 384 | 7月2日   | 「テレビ初公開! ディーゼル本社を市川右團次とアポなし訪問。浜田が会長にムチャぶり!?」 ドラマ『陸王』でも知られる歌舞伎役者・市川右團次が登場。 テレビ初公開! 右團次自らが許可取りしたディーゼルジャパン本社を訪問。バーがあり、会長がDJをして踊るという社内の様子に「絶対仕事してないやん!」と、浜田と右團次も驚がく! さらに、浜田が「ウチの番組も何か作ってくれないですか?」と会長にまさかのおねだり!? | 市川右團次                             |              |
| 385 | 7月9日   | 「令和元年、新しい自分を見つけたい相方が浜田と新境地を開拓!?」 今回の相方は、昨年“新キャラ”で再ブレイク! 楽器演奏やバラエティもこなす、今話題の俳優が登場。 新キャラで大ブレイクしたものの「少しずつもう飽きたという声が聞こえる…」と不安がる相方が、今回浜田とやりたいことは『令和元年を機に、新たな自分を引き出すため、これまでやれなかった初体験に付き合って欲しい!』。「今日は久しぶりにタンクトップの発注がなかったんです!」と喜ぶ相方が、普段テレビでは見せていない新しい姿を浜田と探す! | 武田真治                               |              |
| 386 | 7月23日  | 「“初体験”を楽しむはずが…浜田の暴走で武田真治が大パニック!堀江の街を激走する!?」 今回の相方は、“筋肉サックス”こと俳優の武田真治。浜田を連れてこれまで出来なかった“初体験”に挑戦する。 二人が向かったのはオリーブスパ。しかし、タオル一枚でマッサージを受ける武田を放置して、浜田がまさかの失踪!?「ダウンタウンの浜田さん見ませんでしたか?」と、なりふり構わず店に入って聞き込みをする一幕も。大パニックのスタッフと共に、浜田を大捜索。 | 武田真治                               |              |
| 387 | 7月30日  | 「相方の地元・名古屋でロケ!のはずが…緊急事態発生!浜田ちゃんが来ない!」 今回は大阪を飛び出し、名古屋でロケ! 相方は、名古屋から名実ともに“日本のトップアイドル”へと上り詰めたあのグループの、あの2人が登場する。「浜田さんを名古屋の“神場所7”に案内したい!」と意気込んでいたが……約束の時間になっても集合場所に浜田が来ない! 浜田はいったいどこで何を…!? | SKE48(松井珠理奈、須田亜香里)          |              |
| 388 | 8月6日   | 「SKE48松井珠理奈&須田亜香里と名古屋で“神場所7”巡り!浜田を引き連れテレビ局で大暴れ!?」 今回の相方は、名古屋が本拠地の大人気アイドルグループSKE48のエース・松井珠理奈と須田亜香里。 3人は松井珠理奈がラジオでレギュラー番組を持っているという名古屋の放送局、CBCへ。松井は、「レギュラーでお世話になっているにもかかわらず、CBCのラジオフロアでは、SKE48のポスターがAKB48のポスターより下に貼ってある。」と不満を抱えていたのだ。「それは行かなあかんな!!」と浜田が、“ある作戦”を企て、CBCへの急襲が始まる! 大阪から離れたアウェーの地、名古屋でも浜田の暴走は止まらない! | SKE48(松井珠理奈、須田亜香里)          |              |
| 389 | 8月13日  | 「元サッカー日本代表キャプテンがこれまで我慢していたことを解禁!ストイックなイメージをぶち壊す!?」 今回の相方は、“ミスターストイック”の異名を持つ元サッカー日本代表キャプテン。20年間、お酒はもちろん揚げ物も一切口にしないストイックな生活を続けてきた相方。「このロケをきっかけに僕のストイックなイメージをぶっ壊していきたい!」と高らかに宣言! 今年惜しまれつつも現役を引退した41歳が、浜田を連れて、サッカーのパフォーマンスを上げるために我慢してきた事を解禁! 浜田に“初解禁”を見届けてほしいとリクエストする。 さらにキングカズが未だに引退しない理由も……。浜田とのある約束だった!? ディープなサッカー話も続々登場!                                                                      | 中澤佑二                               |              |
| 390 | 8月20日  | 「ミスターストイック中澤佑二が人生初のリアクション芸に挑戦!浜田のドSモードが全開!!」 相方は、元サッカー日本代表キャプテン中澤佑二。今年惜しまれつつも引退した41歳が、念願の浜田とのロケでこれまでのイメージを完全崩壊させる! なんと「リアクション芸」に人生初挑戦! スタジオには、“激辛パンケーキ”、“箱の中身はなんでしょう”、“ビリビリ小豆つかみ”、“激臭靴下”など、芸人泣かせのリアクション芸を用意。スタジオに中澤の絶叫が響き渡り、悶え、そしてよじれる……。サッカー日本代表まで上り詰めた男の『ごぶごぶ』でしか見られない姿は必見! | 中澤佑二                               |              |
| 391 | 8月27日  | 「大女優が地元・神戸でオシャレな美食ツアー!浜田を連れまわし質問攻め!!」 日傘をさしてエレガントに浜田を待っていた今回の相方は、兵庫・神戸出身の大女優! 相方は浜田に、「昔どこでデートしてたんですか?」「プライベートで旅行なんか行きます?」「趣味は何ですか?」「プライベートでお召しになるものは奥様がお買いになるんですか?」と質問攻め! 浜田のプライベートを、大女優が丸裸にしていく!? さらに13歳でアイドル歌手として芸能界入りした相方の、デビュー当時の秘話も満載! 名優・石原裕次郎の素顔や、ドラマ『太陽にほえろ!』の裏話も語られる。数々のスターと共演してきた大女優だからこそ知る、超貴重エピソードは見逃せない!                                                                         | 浅野ゆう子                             |              |
| 392 | 9月3日   | 「浅野ゆう子が浜田を引き連れ、念願の神戸グルメを食べまくり!そしてまさかの結末が!?」 相方は兵庫・神戸出身、「トレンディードラマの女王」こと浅野ゆう子! 浅野が向かったのは“究極のモチモチ食感”を味わうことができると評判の食パン専門店。すでに満腹気味だった浜田だが「これは美味い!」とガチ絶賛! “食”に並々ならぬこだわりを持つ大女優が、後半戦も食べて、食べて、食べまくる! | 浅野ゆう子                             |              |
| 393 | 9月10日  | 「ヨーヨーが似合う80年代アイドル四天王と、大阪人気番組プロデューサーおすすめテレビ局周辺のご飯巡り!」 今回の相方は、主演ドラマのセリフが社会現象にもなった、80年代の“アイドル四天王”の1人。相方がアイドルとして頂点を極めた10代の頃のエピソードも連発!「毎日、テレビ局の駐車場に車を停めて寝て、車の中にシャンプーを積んでいた」など、常軌を逸した当時の多忙ぶりに浜田も興味津々! また、相方がブレイクするきっかけとなったあのドラマの“ヨーヨー”にまつわる極秘エピソードとは!? | 南野陽子                               |              |
| 394 | 9月17日  | 「プロデューサーおすすめご飯巡りのはずが…初潜入のテレビ局で浜田と南野陽子がやりたい放題!」 相方は“スケバン刑事”として一世を風靡した80年代のアイドル四天王の一人・南野陽子! さっそくおすすめの店に行こうとするが……ここで南野が突然の告白!「大阪のテレビ局で、一番仕事をしてないのがMBSさんなんです……」。「それは、あかんやん! 岡田のとこ行って売り込もう!」と浜田と南野がMBS内部へ急襲、馴染みのスタッフに南野のガチ売り込みを試みる! | 南野陽子                               |              |
| 395 | 10月8日  | 「相方は“キックボクシングの神童”!!2週間後の試合に向けて浜田とガチンコ対決!?」 今回の相方は、なんとロケ当日の2週間後に試合を控えているという格闘技界の神童! “キックボクシング史上最高の天才”とも称される21歳が登場する。相方は「浜田さんとエアホッケー対決をしたい!」とリクエスト。浜田は「おれの動体視力なめんなよ!」と豪語するが、プロデビューしてから全戦無敗の相方は格闘家の本領を発揮! 果たしてゲームでも魅せるそのテクニックとは!? また神童と言わしめるその運動能力にも注目!! | 那須川天心                             |              |
| 396 | 10月15日 | 「那須川天心が足つぼマッサージ初体験! 念願のたこ焼き作りにあの助っ人参戦でマジ蹴り炸裂!?」 前回に続いて相方は、“格闘技界の神童” “キックボクシング史上最高の天才”と称される21歳の那須川天心! 試合に向けリラックスしたりモチベーションを上げられる場所に行きたいということで、足つぼマッサージを初体験! あの絶対王者が普段見せない弱気な一面を垣間見せる。人生初の足つぼマッサージを受けた“キックボクシングの天才”那須川のリアクションは必見! | 那須川天心                             |              |
| 397 | 10月22日 | 「相方は子どもに大人気のあのコンビ!浜田に背中を押してもらって超高額商品を爆買い!?」 今回の相方の後ろ姿を見た瞬間、個性的な見た目に「あ〜もうわかってもうた」と誰だか気付いた浜田は「撤収ー!」「お疲れっした!」と叫ぶ。その声に、「絶対振り向くなと言われてたんですけど…」と思わず振り返ってしまった相方は、キングオブコントで“〇〇〇現象”と呼ばれるほど、ある意味で伝説を作った、今子どもに大人気のお笑いコンビ。 そんな相方のやりたいことは『本気で欲しいが、高くて買うかを悩んでいるものを浜田さんの一押しで買いたい!』というもの。 番組初!高額商品を買いまくる前代未聞のロケ。超売れっ子芸人も尻込みするほどの買い物は必見! 果たしてロケが終わる頃、買い物の総額はいくらになっているのか!? | ロッチ(中岡創一、コカドケンタロウ)     |              |
| 398 | 10月29日 | ロッチが高級品を本気買い!!番組初の高額過ぎる買い物の連続に浜ちゃんも感激!」 全国ネットのバラエティー番組に引っ張りだこ!子どもに大人気のお笑いコンビ、ロッチが相方として登場する。今回のロケでは、「浜田さんに背中を押してもらって、本当に全部買いたい!」とお願い。前回、中岡が言葉通り36万円のオーダーメイドスーツを購入すれば、コカドは定価10万円相当のゴルフクラブお買い上げ。コンビ揃って豪快な買いっぷりを披露していたのだが、“ガチ買い物”はまだまだ終わらない! 浜田は「こんだけ買ってくれたらおもろいわ!」「なかなかですよ、君ら!」と大興奮。更なる超高額商品買いまくりの後半戦が幕を開ける!                                                                                             | ロッチ(中岡創一、コカドケンタロウ)     |              |
| 399 | 11月19日 | 「競馬と“キレイなお姉ちゃん”が大好き! 大物俳優が北新地同伴ロケで羽目外しまくり!?」 今回の相方は、白髪交じりのロックンローラー! 「天皇賞は国民の義務」と語るほど競馬好きで、自ら馬主も務める大物俳優が登場する。競馬に加えて、“キレイなお姉ちゃん”が大好きだという相方は「北新地でお姉ちゃんとロケがしたい!」と熱望。そこで今回は、競馬をしつつ大阪・北新地巡りという、相方の欲望を全て満たすロケを実現させる! 浜田も「これ東京で流れないんで……」と、大胆発言連発!? こんなロケは見たことない!? | 陣内孝則                               |              |
| 400 | 11月26日 | 「浜ちゃん大爆笑!陣内孝則と競馬をしながら北新地の高級ホステスさんおすすめスポット巡り!!」 相方は白髪のロックンローラーこと陣内孝則!“競馬をしつつお姉ちゃんと北新地巡り”という、陣内の欲望を詰め込んだロケを実現させる。 ホステスさんを魅了する超ハイレベルなマジックバーを訪ね、凄腕マジック連発に2人は開いた口がふさがらない! しかし、ここで競馬のレースの時間が……。2人はマジックそっちのけで中継映像を食い入るように見つめ……果たして、自腹で購入した陣内渾身の馬券は大金に化けるのか!? | 陣内孝則                               |              |
| 401 | 12月3日  | 「超大物俳優の相方がまさかの登場!“かまぼこ板”で、あの新名所にドハマり!?」 今回の相方は、番宣抜きでのバラエティ出演は初!? という、数々のドラマで名演技を見せてきた超大物俳優! 浜田もオープニングで「よう出てきたなあ! こんなん出てくる訳ないもん!」と仰天! さらに今回は“あのモノマネ”を本人がまさかの解禁!「来いよ、ほら来いよ」は言っていない!? その真相が本人の口から語られる。 | 渡部篤郎                               |              |
| 402 | 12月10日 | 「あの渡部篤郎が初めての新世界に興味津々!幻&迷スポットに大興奮!」 今回の相方は、番宣抜きのバラエティー出演は初! ドラマや映画に引っ張りだこの本格演技派俳優、渡部篤郎。「グリコも通天閣も見たことがない」という渡部は、生まれて初めての新世界に興味津々&大興奮!! さらに新世界の迷スポット!?『エロガチャガチャ』にも挑戦。引き当てた女性モノのセクシー下着を片手に、渡部篤郎が放った一言とは!? | 渡部篤郎                               |              |
| 403 | 12月17日 | 「特別編!「ごぶごぶ傑作選!浜ちゃんムチャぶりSP」 ナレーションを務めるのは、今年『ごぶごぶ』に登場した南野陽子!超豪華ラインナップ!果たしてどの回が選ばれるのか!? |                                        |              |

## 2020年（令和2年）
|     | 放送日   | 内容 | 相方                                                | 主なロケ場所 |
| --- | -------- | --- | --------------------------------------------------- | ------------ |
| 404 | 1月1日   | 「有名人から年賀状貰ったよ!オススメB級グルメかまぼこ板」 2020年の1発目は、毎年恒例!『ごぶごぶ正月SP〜有名人から年賀状貰ったよ! オススメB級グルメかまぼこ板〜』。今回の相方は、なんと全国民が知っているあの大物女優! 浜田とともに、有名人がおすすめする大阪のB級グルメを巡っていく。浜田とスタッフ、そして年賀状を送ってくれた有名人からの様々なムチャぶりを、NGなしでやってのける相方の姿は、超貴重&『ごぶごぶ』ならでは! 正月だからこその豪華ゲストが登場する「ごぶごぶ正月SP」。是非ご覧ください。 | 藤原紀香                                            |              |
| 405 | 1月7日   | 「ごぶごぶ正月SP延長戦」 延長戦もNG一切なしで、果敢にロケに挑む大物女優の姿から目が離せない。 2人は自転車でおすすめの店まで行くことに。「自転車乗れるの?」と浜田は思わず質問するが、心配をよそに紀香はママチャリに颯爽とまたがる。 そして、ロケは最後の最後で大荒れの展開に!? かまぼこ板で引き当てたのは、「令和の最新グルメ」。向かった先はキッチンスタジオ! この場所では「嫌な思い出しかない」という浜田の予感が的中!? キッチンで待ち構えていたのは、やはり“あの男”だった! さらに、浜田&紀香がまさかの行動でロケは衝撃のラストへ。一体どうなる!? | 藤原紀香                                            |              |
| 406 | 1月14日  | 「特別編 相方たちのごぶごぶの後」 今回は『相方たちのごぶごぶの後』と題した特別編をお届けする。2017年4月にレギュラー復活して以来、登場した相方は延べ79名! 「ロケのその後が知りたい!」「あれは今どうなっているの?」と気になっている人も多いはず……。そこで番組では、視聴者から“その後”が気になるロケをハガキで緊急募集! 特にリクエストの多かった回の“その後”を、徹底追跡する。 |                                                     |              |
| 407 | 1月21日  | 「人気爆発中!なにわの毒舌元アイドルが“お金の匂いがすること”に挑戦!」 今回の相方は、歯に衣着せぬ毒舌キャラでバラエティー番組に引っ張りだこ!実は人妻だったことを明かし話題にもなった、なにわの元アイドルが登場。 昨年、飛ぶ鳥を落とす勢いでブレークを果たした相方。しかし、いつまでテレビに出続けることができるのかと不安を抱えているという。そこで今回は、そんな不安を解消するために“お金の匂いがすること”を徹底的に先取り!今のうちにやっておけば間違いない!?芸能界生き残りをかけて、浜田とともに流行の最先端を追いかける。 | ファーストサマーウイカ                              |              |
| 408 | 1月28日  | 「ファーストサマーウイカが、お金になる商売巡り!浜田相手にスナックのママに!」 今回の相方は、キレッキレの毒舌でバラエティー番組に引っ張りだこ!ファーストサマーウイカが登場。 「テレビに出られなくなった時のために…」と、ウイカがお金になりそうなことに手を出しまくる!そしてなんと実はエッチなビデオが大好きで、マニアックな作品も数多く見てきたというウイカ。どうにかこの趣味をお金に結び付けることはできないかと模索する。果たして、関西のエロ文化からビジネスのヒントを得ることができるのか!? | ファーストサマーウイカ                              |              |
| 409 | 2月4日   | 「角界期待のニュースターが登場!現役力士ならではのストレスを発散!?」 今回の相方は、角界・相撲ファン注目のニュースター!相方が大好きだという“食と運動”を掛け合わせたストレス発散ロケを実現! 名物企画「隠れすぎた名店探し」では、角界のニュースターに『ごぶごぶ』の洗礼が!看板もなければ、入り口もわからない過去最大級の難問が登場。歩いて歩いて歩きまくる2人は、絶品料理にありつくことができるのか……!? 現役力士だからこそ語れる角界トークも見どころ満載!数々のやんちゃ伝説で知られる現・九重親方は、本当にコワかった!?さらに、関取特有の“ちょっと偉そうな歩き方”には秘密があった!? | 御嶽海久司                                          |              |
| 410 | 2月11日  | 「御嶽海が大暴れ!若手芸人軍団と悶絶対決で浜田のムチャぶり発動!」 相方は角界・相撲ファン期待のニュースター、御嶽海久司。浜田&175キロの現役力士による迫力満点2ショットロケ、後半戦の幕が開ける! 力士のソウルフード・ちゃんこ鍋の専門店へ。そこで待ち構えていたのは、たむらけんじ率いる9人の若手芸人軍団!「笑いでストレスを発散したい!」という御嶽海のため、若手芸人軍団は渾身のネタを披露。小泉進次郎・滝川クリステル夫妻のモノマネで話題の吉本新喜劇・信濃岳夫&金原早苗に、イキり漫才のツートライブなど、活きのいい芸人たちが見せる旬ネタは御嶽海と大先輩・浜田にハマるのか……!? | 御嶽海久司                                          |              |
| 411 | 2月18日  | 「大衆演劇界の“流し目王子”が登場!小学校の思い出を取り返すため浜田と白熱のドッジボール対決!!」 今回の相方は、進化し続ける“流し目王子”!大衆演劇界のスーパースターが登場。 稽古と舞台のために、授業はいつも3時間目までで帰っていたという。そこで“4時間目以降の学校生活”を浜田と体験! 相方がどうしてもやってみたかったこととは……小学生の遊びの定番、ドッヂボール!浜田チームvs相方チームで対決し、負けたチームのリーダーは、これまた小学生の罰ゲームの定番“デコピン”を受けることに……。一切容赦のない浜田に、「こわっ!」と絶叫し逃げまくる相方。果たして、白熱のドッジボール対決の行方は!? | 早乙女太一                                          |              |
| 412 | 2月25日  | 「早乙女太一が人生初の課外授業へ!浜田の大暴走で急きょ思い出の劇場に突撃!?」 相方は、大衆演劇界のスーパースター!“流し目王子”こと、早乙女太一。 「子どもの頃、新世界の劇場で舞台に立ったことがある」と早乙女が切り出すと、浜田は「どこにあるの?探して!」とスタッフにムチャぶり。制止を振り切り、「かまへんて!お前が行ったら大丈夫やろ!」と早乙女をロケ交渉に走らせる!時間は昼の公演中、果たして交渉の結果は……。2020年初の“突撃訪問”は実現するのか!? | 早乙女太一                                          |              |
| 413 | 3月3日   | 「ダンス&ボーカルグループの美声リーダーが浜田を全力でおもてなし!」 今回の相方は、一昨年リリースした“ダサかっこいい”あの曲で再ブレーク!浜田を「兄やん」と慕う、ダンス&ボーカルグループの美声リーダーが登場する。 プライベートでも浜田と親交が深い相方には、ある大失態を犯した過去が!浜田に誘われたゴルフを、前夜の飲み過ぎがたたってすっぽかしてしまったのだという。そこで今回は、「そのときのお詫びのロケをしたい!」と相方。浜田をよく知る後輩たちに、浜田の“好き”を徹底リサーチしてきたようで……。相方は「全部喜んでくれると思います!」と自信たっぷり。汚名返上のための“至れり尽くせりの接待ロケ”が幕を開ける! | DA PUMP(ISSA)                                       |              |
| 414 | 3月10日  | 「まだまだ続くISSAの全力おもてなし!大好きなもののオンパレードに浜田大感激!!」 今回の相方は、一昨年リリースした『U.S.A.』で再ブレーク!DA PUMPの超美声リーダー・ISSAが前回に続いて登場。 ISSAが浜田が大好きなシミュレーションゴルフでおもてなし!まず手始めに差し出したのは、浜田が愛してやまない“あるアイテム”。今では販売されておらず、なかなか手に入らないという激レアアイテムなのだが、なんとISSAはメーカーに残されていたという“最後の10個”の入手に成功!浜田は「お前どんだけええ奴やねん……!」と大感激、ISSAをアツく抱きしめる。浜田が喉から手が出るほど欲しかったアイテムの正体とは!? | DA PUMP(ISSA)                                       |              |
| 415 | 3月17日  | 「超セレブ一族の人気俳優が登場!“関西弁留学”で本場・大阪のツッコミを学ぶ!」 今回の相方は、父親は世界的指揮者、従兄は国民的ミュージシャンというリアル華麗なる一族! 数々のドラマや映画に出演し、コメンテーターとしても大人気の個性派俳優が相方として登場する。 相方は中学時代からダウンタウンの大ファン。関西弁に対して強く憧れを持っており、浜田のようにツッコミを極めたいという。そこで今回は、「なんでやねん!」とツッコミが上手くできるようになるための“関西弁留学”を実現させる! | 小澤征悦                                            |              |
| 416 | 3月24日  | 「ツッコミを習得したい小澤征悦が関西弁留学!襲い掛かる笑いの刺客に負けじと応戦!?」 ドラマやコメンテーターとしても大人気の個性派俳優・小澤征悦が登場。ツッコミが上手くできるようになるための“関西弁留学”を実現する!スタッフから「街の中にツッコミポイントはあるから!」と言われた小澤が必死で探し回っていると、「お兄さん!」と2人の横に1台のタクシーが……。なんと、乗っていたのは浜田とも関係が深いあの女優!とんでもないナイスタイミングに「コレ仕込みやったらすごいで!」と驚愕する浜田と小澤だが、果たしてこれはツッコミポイントなのか!?その女優とは一体誰なのか……!? | 小澤征悦                                            |              |
| 417 | 3月31日  | 「浜田と同期の芸人が登場!北新地極上グルメを食べ尽くす爆食会開催!!」 初めてのNSC同期芸人。ごぶごぶ史上最大の食べ歩きロケ!北新地の美味いものだけを食べ尽くす!浜ちゃんの知られざるプライベートも大暴露!?&懐かしの写真も! | ハイヒール(モモコ)                                  |              |
| 418 | 4月7日   | 「ハイヒールモモコと北新地で究極の食べ歩き“爆食会”を開催!」 浜ちゃんもうなるミシュラン店の絶品お寿司とは!?モモコが急きょ呼び寄せた!?「4時ですよ〜だ」時代をよく知るダウンタウンの元ボディーガード!?が登場! | ハイヒール(モモコ)                                  |              |
| 419 | 4月21日  | 「浜ちゃんが地元にやってきた!相方の里帰りSP 名シーン傑作選」 Amiの地元箕面へ!きよし師匠宅へアポなし訪問。八嶋智人に疑惑発覚!?浜ちゃんのムチャぶりで奈良市役所へ。コブクロと堺へ!お世話になった方の元へ… |                                                     |              |
| 420 | 4月28日  | 「浜ちゃんがうなった回数で絶品グルメをランキング!果たして1位は!?」 浜ちゃんがうなった絶品グルメ12品をランキングで発表!市原隼人と食べた行列店のシジミラーメン!的場浩司と絶品スイーツ!藤山直美は浜ちゃんのプライベート暴露!? |                                                     |              |
| 421 | 5月5日   | 「伝説の初回放送振り返りSP 北新地で出会ったあの男とのヒストリー」 13年前の初回放送を振り返る。ロケスタートはまさかのあの場所だった!?初めての街ブラ北新地で浜ちゃんが脱線しまくり!?マジシャンのあの男とのヒストリー。 |                                                     |              |
| 422 | 5月12日  | 「地方テレビ局突撃SP 初突撃は名古屋CBC 広島では生放送に乱入」 ごぶごぶ名物企画テレビ局突撃ロケ「ごぶごぶを放送して!」過去の名場面を一挙公開!初めての突撃CBC&北海道では超お偉いさんにご挨拶。広島では生放送乱入も! |                                                     |              |
| 423 | 5月19日  | 「浜ちゃん大好物!信濃そばロケ一挙公開SP 全メニュー制覇企画の歴史」 浜ちゃん&東のり初めての信濃ロケはただただ歩くだけ!?109品を食べ尽くす全メニュー制覇企画!淳不在で大物助っ人登場!?信濃そば閉店から3年…あの男が完全再現! |                                                     |              |
| 424 | 5月26日  | 「浜ちゃん&東のり大学訪問SP 初めての女子大潜入で大パニック!?」 女子大の学食で超人気メニューを食べよう!学校宣伝のため東のり主演でCM作り。初めての学園祭ロケを大公開!着ぐるみに着替えてミサイルマンにドッキリ! |                                                     |              |
| 425 | 6月2日   | 「3か月ぶりにロケ再始動!浜ちゃんの仲良し後輩&弟子が登場」 ソーシャルディスタンスを保ち普段はやらないゲームで遊ぼう!浜ちゃんの弟子!?宇宙人が登場。出前館でおごってもらおう!楽しいロケのはずが…浜ちゃん激怒!? |                                                     |              |
| 426 | 6月9日   | 「浜田vs.後輩芸人の真剣おもちゃ対決 白熱しすぎて浜田がついに崩壊!?」 スタジオを貸し切って“ごぶごぶ流ソーシャルディスタンス”を取りながら楽しくゲームを行う1時間! 相方はライセンス・井本、どりあんず、天竺鼠・瀬下、チーモンチョーチュウ・菊地という浜田をよ〜く知るお友だち!おもちゃ対決では、「自粛して浜田さんがおかしなった!?」と一同が困惑!!そこには浜田のやばすぎる姿が……!? |                                                     |              |
| 427 | 6月16日  | 「浜ちゃんが唸る!名物コロッケ企画高得点ランキングベスト3を発表」 中村屋に匹敵!?浜ちゃん絶賛コロッケ。寺門ジモンが通う精肉店コロッケ。一青窈の自由さに浜ちゃん東のり呆れ顔!?浜ちゃんの同期登場!ラストは衝撃の結末に!? |                                                     |              |
| 428 | 6月23日  | 「浜ちゃんが肉離れ!?あの鴨川事件の歴史を一挙大公開!ケガ検証企画も」 鴨川散歩中に東のりのTシャツを投げ…浜ちゃん肉離れ!?あの伝説の回を大公開!再度訪れるとあの場所にまさかのモノが!? さらに…ケガに至った理由を検証! |                                                     |              |
| 429 | 6月30日  | 「“ごぶごぶ給付金”をかけて相方たちが大激戦! 浜田の意外な才能に後輩軍団が撃沈!?」 今回は浜田をよーく知る後輩芸人を相方に迎えて、“ごぶごぶ給付金還元企画”! 新型コロナウイルスの影響で、収入も激減した後輩芸人たちに、番組からの給付金「クオカード」をかけてクイズやゲームにチャレンジしてもらう。超ロングニアピン対決では、自信たっぷりだった浜田が納得のいかない結果になり、ゴルフクラブを振り回す事態に……と思いきや、おとなしく座って哺乳瓶を必死に吸い出すなど、普段見ることがない硬軟織り交ざった浜田の姿がたっぷり詰まった1時間! |                                                     |              |
| 430 | 7月14日  | 「“ごぶごぶ給付金”をかけてゲームに挑戦!コロッケ目当てに浜田がエンジン全開!!」 今回は、前回に引き続き「ごぶごぶ給付金」還元企画!ソーシャルディスタンスを保ちながらごぶごぶ流ゲームでガチンコ勝負する。 後半戦最初のゲームは、2メートル先のゴミ箱にティッシュを投げ、5人連続で入れば成功という「5人連続でポイ」から。意気揚々と先陣を切った浜田だったが、いざゴミ箱の前に立つと「めちゃくちゃ緊張する……」と、珍しく弱気に。そして真摯に挑戦するあまり、まさかの提案をする。 中村屋のコロッケをかけ、終始エンジン全開な浜田の貴重な姿が垣間見える1時間! |                                                     |              |
| 431 | 7月21日  | 「ドラマ大好き・浜田が本領発揮!? 『ごぶごぶ』流東京ドラマロケ地クイズバスツアー!」 今回の相方も、ライセンス・井本、どりあんず、天竺鼠・瀬下ら浜田をよ〜く知るお友だち。 今回は、スタッフの熱望企画!東京でロケをするなら東京で撮影されたドラマのロケ地を見たい!ということで『東京ドラマロケ地クイズバスツアー』を開催!ライセンス・井本進行のもと、有名ドラマの撮影場所を巡り、何のドラマかを答えていくこの企画。実は普段から「今期（ドラマ）何見てる?」とドラマの話に花が咲く姿を暴露されるほど、大体のドラマは一通り見ているという浜田。生粋のドラマ好きはどれだけ正解することができるのか? |                                                     |              |
| 432 | 7月28日  | 「“東京ドラマロケ地クイズバスツアー”後半戦! あのロケの聖地訪問で浜田大興奮!!」 東京の有名ドラマ撮影場所を巡りドラマ名を答えていく『東京ドラマロケ地クイズバスツアー』後半戦! 井本が「皆見てると思うから、当ててほしい。俺もちょっと興奮する。」と豪語する場所へ。ロケで使われている“とある部屋”へ1人ずつ順番に見に行くことに。するとその部屋に入った瞬間、浜田は思わず爆笑。「すぐわかった!」と満足気に戻ってくる姿に、後輩芸人たちは不思議な様子。だがその後、後輩芸人たちも部屋に入るなり爆笑し、「めちゃくちゃ知ってます」「うわ、ここなんや!」と大興奮。全ロケ地の中で浜田たちが一番盛り上がった場所は何のロケ地だったのか!? |                                                     |              |
| 433 | 8月4日   | 「5カ月ぶりに大阪ロケ復活!! “平成の大横綱”と夏スイーツ巡り!」 久しぶりの大阪ロケでも浜田は、「5ヶ月ぶりに大阪でロケやというのに男か!?」と悪態をつく始末。しかし、今回の相方は平成の大横綱と称された超大物!一時代を築いた男が相方だと分かった途端「おひさしぶりです!後ろから見たらデカいわ!」と浜田も笑顔を見せる。 なんだかんだ言いながらも久しぶりの大阪で羽を伸ばして、のびのびしている浜田を見られるのはこの番組だけ。そして甘党浜田も思わず笑顔になる、この夏にぴったりの大阪ならではのスイーツも必見! | 貴乃花親方                                          |              |
| 434 | 8月11日  | 「平成の大横綱・貴乃花親方と“かまぼこ板”で、夏スイーツ巡り後半戦!」 今回の相方は、平成の大横綱と称された超大物・貴乃花親方。「甘いもの好き」という貴乃花親方のために用意した企画は、番組恒例の“かまぼこ板”!“暑い夏にぴったりな夏スイーツ”をランダムに巡る。 引いたかまぼこ板は「夏の思い出」。実はこれ、“幼少期に親方からサインを貰ったことがある”というスタッフが「親方との思い出の地である東大阪で貴乃花親方と一緒にスイーツを食べたい!」というものだったが、その移動距離を聞いた浜田は「行かへんよ!」と拒否!しかし親方は自分もゆかりのある土地へ行くチャンスに、「行きたいなぁ」と前のめり。果たして浜田の首を縦に振らせて、思い出の地でスイーツを食べることは出来るのか!? | 貴乃花親方                                          |              |
| 435 | 8月18日  | 「知名度に悩む関西出身の人気パフォーマーが登場! 焼肉かまぼこ板 〜領収書で知名度調査ツアー〜」 今回の相方は、関西出身で、若者に絶大な人気を誇るグループのパフォーマー!グループ名と名前をなかなか認知してもらえないことが悩みだそうで、さすがに地元の関西では知名度があると確認して安心したいとのこと。 今回スタッフは「大阪でイチバン! 焼肉かまぼこ板 〜領収書で知名度調査ツアー〜」という企画を用意する。そのルールは“大阪イチ〇〇”な焼肉店を巡りながら、領収書の宛名欄に相方のグループ名とフルネームが正しく書かれていれば、番組が焼肉をおごる。しかし、万が一名前を間違えられた場合、その領収書は処理できないのでゲストが自腹を切る、というもの。相方は「さすが大阪の番組、タダじゃいかないってことですね」と、突如やってきた自腹のピンチに戸惑いを隠せない。 | 三代目 J SOUL BROTHERS from EXILE TRIBE(山下健二郎) |              |
| 436 | 8月25日  | 「自腹をかけて山下健二郎と焼肉店巡り……が、浜田の暴走でロケ中断!?」 今回の相方は、関西出身で若者に絶大な人気を誇る三代目 J SOUL BROTHERS from EXILE TRIBEのパフォーマー・山下健二郎!前回に引き続き行う企画は、「大阪でイチバン! 焼肉かまぼこ板 〜領収書で知名度調査ツアー〜」。 引いたかまぼこ板は「ふるえる焼肉」。二人を連れてやってきたのは、上品な店構えの焼肉店。席に着いた2人の目の前に運ばれてきたのは、綺麗なサシが入った1人前400グラムもある大迫力のシャトーブリアンの塊。自腹がかかっている山下は「高そうやな……」と顔をゆがませる。そして運命の領収書タイムへ。領収書の宛名にはまさかの名前が!一体そこには何と書いてあったのか!? | 三代目 J SOUL BROTHERS from EXILE TRIBE(山下健二郎) |              |
| 437 | 9月1日   | 「相方は大阪出身の超売れっ子女優! 浜田を地元・茨木市で連れまわす!!」 今回は、シリアスな役からコミカルな役まで幅広く演じる大阪出身の超売れっ子女優が相方として登場する! “中学生まで住んでいた茨木市を一緒に巡りながら私の事をもっと知ってもらいたい!”という企画!“同級生に会いに行きたい”と言う相方に、関係のない浜田は「やりたい放題……」とぼやく。待ち合わせ場所で待っていた同級生2人は、まさかの〇〇!驚く浜田をよそに、「今日来られなかった友達に今から電話をしたい!」とまで言い出す自由過ぎる相方。電話が繋がり、浜田自身が「浜田です!」と電話に出るも、友人は電話の相手が誰なのかピンと来ない様子。困った浜田は今CMで見かけない日はない“あの”歌とダンスを電話越しに披露する! | 水川あさみ                                          |              |
| 438 | 9月15日  | 「水川あさみが母校に凱旋!思い出の地で浜田が振り回されまくる!?」 今回の相方は、コメディからシリアスな役まで多彩に演じる、大阪出身の超売れっ子女優・水川あさみ。 浜田が連れて来られたのはなんと、水川の母校である中学校!正門に到着した水川は「うわー!懐かしい!」と中学校の表札前でピースをして大はしゃぎ!用意された学校の制服にも、「めっちゃオシャレになってるじゃないですか!」と大興奮する。すると教頭先生から、2人にお願いがあるとのことで職員室前へ向かう。そのお願い事を聞いた浜田は「教頭先生も案外無理なことを言ってるよね」とボヤきながらも、2人のサービス精神が爆発!?いったい何を頼まれたのか? | 水川あさみ                                          |              |
| 439 | 9月22日  | 「人気アイドルが東京に参上!浜田と東京で“なにわを感じるスポット”巡り」 相方は、可愛さと笑いでファンの心を掴んで離さない、なにわを代表する女性アイドルグループから3人が登場する。 相方たちが浜田とやりたいことは、“東京でも売れる”という夢を掲げながらも、なにわを代表するアイドルとして“大阪への愛”を忘れないため、「東京で“なにわ感を感じられる”スポットを知りたい!」。そこで、東京にある“なにわスポット”を巡る企画『やっぱ好っきゃねん!東京のなにわスポットかまぼこ板ツアー!』を実施する。相方たちは「夢みた〜い!」と浜田とのロケに心躍らせるが、浜田は「そんなとこあるかなぁ〜?」と浮かない様子。 向かった先は、とある小さな公園。そこには、どこか大阪で見覚えのあるようなオブジェが。東京・銀座にある大阪を感じられるスポットとは一体何なのか!? | NMB48(南羽諒、渋谷凪咲、小嶋花梨)                   |              |
| 440 | 9月29日  | 「NMB48の3人と東京にある“なにわスポット”へ!かまぼこ板で巡る予想外すぎる場所に困惑!?」 相方としてなにわを代表するアイドルグループNMB48から渋谷凪咲、小嶋花梨、南羽諒の3人が登場!番組恒例の“かまぼこ板”を使って、東京で売れても“大阪愛”を忘れないために、東京でも大阪を感じられる“なにわスポット”を巡る! 引いたのは『浜ちゃん』。浜田は「これがようわからんねん……」と、自分の名前が書かれたかまぼこ板に不安を抱きながら次へ向かう。目的地である銀座のテイクアウトグルメ店に到着すると、浜田は突然立ち止まり「ここか……」と、この店にどこか親しみを感じている様子。NMB48の3人も、店に飾られている“浜田が北新地のとある店でごぶごぶのロケをしている写真”を見つけ、その意味を理解。「儲かってますか?」と誇らしげに尋ねる浜田に対し、店主は「ほんま浜田さんのおかげです!」とお礼を言う。ごぶごぶファンならピンと来るであろう、“浜田”や“この番組”と関係が深いこの店の正体とは? | NMB48(南羽諒、渋谷凪咲、小嶋花梨)                   |              |
| 441 | 10月6日  | 「相方は『4時ですよ〜だ』発のミュージシャン!お宝映像と浜田の秘話を大放出!!」 今回の相方は、ダウンタウン伝説のバラエティ番組『4時ですよ〜だ』でデビューし、今では海外でも活躍する大阪出身のミュージシャン。実は今回の相方は、32年前に『4時ですよ〜だ』で共演していた間柄。そこで、さらに2人の関係性を知ってもらおうと、スタッフはMBSに眠る『4時ですよ〜だ』のお宝映像を特別に発掘!VTRを見て当時を懐かしんでいると、相方が浜田との忘れられない思い出を振り返り始める。「僕たちの中では“ケツの穴の洗礼”と呼んでたんですけど……。」と話し出す相方に浜田も思わず苦笑い!本人的には愛を感じていたという“洗礼”とは? | 米倉利紀                                            |              |
| 442 | 10月20日 | 「“4時ですよ〜だ”の戦友・米倉利紀とみたらし団子巡り後半戦! 浜田がついにギブアップ……!?」 今回の相方は、ダウンタウンが出演していた伝説のバラエティ番組『4時ですよ〜だ』のマスコットボーイである“2丁目ナイス小僧”としてデビューし、今や海外でも活躍しているミュージシャン・米倉利紀。 後半戦、最初に向かったのは『ももクロみたらし団子』があるという、大阪・難波の白玉団子専門店。何故みたらし団子が「ももクロ」なのか想像もつかないまま商品を待つ2人。出来上がる間、店内を見渡していた浜田は一風変わった驚きのメニューを発見し、まだ目的のみたらし団子を食べていないにもかかわらず興味本位で追加注文する。先にももクロみたらし団子が到着すると、独特な見た目に浜田は「こういうことかぁ……」と、“ももクロ”の意味をすぐに理解。そして、開始から絶え間なく続くみたらし団子を見て浜田に異変が……!                                                                              | 米倉利紀                                            |              |
| 443 | 10月27日 | 「相方はバラエティーでも活躍する人気モデル!かまぼこ板で“ごぶごぶ流海外旅行”へ!?」 今回の相方は、国民的バラエティー番組で世界中を駆け回り、体当たりロケをしながら女優業もこなす人気モデルが登場。相方のために用意した企画は『大阪なのにまるで海外!世界一周かまぼこ板ツアー!』。スタッフが調べた、大阪にいながら限りなく海外旅行に近い気分を味わえるスポットを巡るという、今の時期にドンピシャな企画に相方は大はしゃぎ。しかしその姿を横目に、浜田は「馬鹿にされてんで、絶対だまされてるって」とごぶごぶスタッフの用意した企画に半信半疑。果たして2人が連れてこられた、まさかのスポットとは!? | 堀田茜                                              |              |
| 444 | 11月3日  | 「堀田茜とかまぼこ板で海外旅行!? 大阪で体験できる世界の名所に浜田も納得&失笑!」 今回の相方は、国民的バラエティー番組で世界中を駆け回り、体当たりロケをしながら女優業もこなす人気モデル・堀田茜。 スタッフが調べた“大阪にいながら限りなく海外旅行に近い気分を味わえるスポット”を『ごぶごぶ』恒例のかまぼこ板企画で巡る! 引いたのは『オーストラリア風』。オフィスが多く建ち並ぶ北浜で、車を降りた2人が連れてこられたのはカレー屋さん。スタッフから渡された“オーストラリアの世界遺産”の写真を見て「いやいや、発想がすごい!」と笑いを隠せない。 | 堀田茜                                              |              |
| 445 | 11月10日 | 「知名度に悩みを抱えるジャニーズが登場!前代未聞のムチャぶりにスタッフ大パニック!」 今回の相方は、東京でなかなか名前を覚えてもらえないことが悩みだという、ジャニーズの2人。 「大阪ではさすがに名前が広まっていると思う」と自信を見せる2人だが、浜ちゃんは「いや、ムリムリムリ!」と一刀両断。2人の地元を知った浜ちゃんは、「この辺やったら無理やと思う!神戸と宝塚行こっ!」と突然のロケ地変更を提案!唐突な話に半分冗談で受け止めていたスタッフは、そのまま大阪でのロケを進めようとするが･･･。「よっしゃ、じゃあ神戸・宝塚でやろう!」と完全に大阪に気持ちがない浜ちゃん。「絶対大阪ではしない!!」「神戸と宝塚で調査してあげないと!それが逆に愛情やん!」と浜ちゃんなりの優しさ(?)で大阪ロケ中止を断言され、スタッフは大パニック! | ジャニーズWEST（神山智洋、中間淳太）                |              |
| 446 | 11月17日 | 「ご褒美グルメで神戸が絶叫の渦に!?浜ちゃん再び大暴れ!やる気十分な神山が放置プレイ!?」 相方は、デビューしてから6年が経つも、東京での知名度に悩むジャニーズWESTの神戸市出身・中間淳太と宝塚市出身・神山智洋が登場。 答えた人がジャニーズファンだったことに納得いかないスタッフは、場所を変えて知名度調査を続行することを提案。向かったのは神戸市立王子動物園。中間がロケで何度もお世話になっており「ここは僕の地元なんで!」と自信満々だったが･･･。神山の知名度調査ではここでも浜ちゃんのむちゃぶりが発動!神山の地元、宝塚で調査に飽きた浜ちゃんが「ルマンのたまごサンドが食べたい」と言い出し、中間とたまごサンドを買いに行くが･･･。 | ジャニーズWEST（神山智洋、中間淳太）                |              |
| 447 | 12月1日  | 「相方はあの人気個性派俳優!『ごぶごぶ』初の猫企画に相方が大興奮!!」 今回の相方は、独特のキャラになりきって朝ドラ『あまちゃん』で大ブレイクし、今や映画・ドラマに引っ張りダコの個性派俳優!相方の姿を見た浜田は、予想外の人物に「お前よう来たな!」と驚いた様子。 そんな相方に用意したのは『ごぶごぶ』初の猫企画!スタッフが探し出した、大阪にある「猫を感じる・猫になれるスポット」を巡る。 たどり着いたのは、おしゃれな佇まいの「ハンモックカフェ」。お店に入るや否や、ハンモックに乗る“とある人物”を見つけ、浜田は思わず突っ込む。“本物の猫好きだ!”と豪語するまさかの人物とは!? さらに、大阪の街から集めた相方への質問をぶつける。俳優の古田新太にお世話になっているという相方が、ある理由で泣かされたエピソードや、藤原達也の(秘)喧嘩エピソードに、思わず浜田も「役者の世界って変わってるなー!!」と驚きを隠せない!                                                     | 勝地涼                                              |              |
| 448 | 12月8日  | 「猫好きの勝地涼もあぜん!ごぶごぶ流大阪“猫スポット”巡り」 今回の相方は独特のキャラになりきって朝ドラ『あまちゃん』で大ブレイク。今や映画・ドラマに引っ張りダコの個性派俳優・勝地涼! 無類の猫好きである勝地のために、スタッフが用意したのが『ごぶごぶ』初の猫企画。ハンモックカフェでユースケおすすめの「子猫がミルクを飲む動画」を見ることに。ユースケが「もっと子猫の気持ちになって欲しい」と取り出したのはミルクの入った哺乳瓶。やる気十分の勝地は“猫鼻”を顔につけ、哺乳瓶にしゃぶりつきすっかり子猫気分に!浜田もしぶしぶ哺乳瓶を口にするも、まったく子猫の気持ちにはなっていないよう。そんな様子にしびれを切らした勝地はついに……!? | 勝地涼                                              |              |
| 449 | 12月15日 | 「夜の帝王が大阪に降臨!! 目立ち過ぎる相方と『なにわの帝王かまぼこ板』!」 今回の相方は、タレント業から社長業もこなすカリスマ!圧倒的オーラを放つ夜の帝王がごぶごぶに降臨!! 大阪の穴場から定番スポットを知りたいということで、大阪にある「〇〇の帝王」と言っても過言ではない場所を番組恒例“かまぼこ板”で巡る。最初に引いたのは「粉もんの帝王」。「いいじゃないですか!大阪っぽい!」と心をはずませる相方と向かった先は、東三国のお好み焼き屋さん。スタッフから「自分で焼いて!」とごぶごぶ流儀の指示を受けると、相方は「え、自分で焼く!?できるかな?初めてやるな……。」と動揺。あまりにぎこちない手つきに浜田から「今、大阪人大爆笑やで!」と突っ込まれる。どこか可愛らしい相方の姿は、必見!! | ROLAND                                              |              |
| 450 | 12月22日 | 「夜の帝王・ROLANDが巡る“なにわの帝王”スポット! 浜田と2人で大はしゃぎ!!」 今回の相方は前回に引き続き、タレント業から社長業までもこなすカリスマ“ホスト界の帝王”ROLAND!「なにわの帝王」といえるスポットを番組恒例“かまぼこ板”で巡る! 「喫茶の帝王」を引き当て、到着したのは大国町にある昔ながらの喫茶店。まず注文の為にスタッフがメニューを見せると、「レイコーって何ですか?」と、聞きなれない言葉に困惑するROLAND。そして2人がいるこの喫茶店、実はナニワを代表するVシネマの撮影現場だった。劇中の写真を見せられると2人は大はしゃぎし、意外な帝王スポットにROLANDは大満足! | ROLAND                                              |              |

## 2021年（令和3年）
|     | 放送日   | 内容 | 相方                                                   | 主なロケ場所 |
| --- | -------- | --- | ------------------------------------------------------ | ------------ |
| 451 | 1月2日   | ｢ごぶごぶ正月SP｣2021年1発目は、新春恒例の｢ごぶごぶ正月SP｣。相方はWAKUWAKUさせられてきた、永遠のアイドルであり女優でもある超大物が登場‼ | 中山美穂                                               |              |
| 452 | 1月13日  | ｢ごぶごぶ正月SP延長戦｣ | 中山美穂                                               |              |
| 453 | 1月19日  | ｢あの多才なピン芸人が浜田と初の2ショットロケ! 日用品を強制的にプレゼント!?｣                                                            | バカリズム                                             |              |
| 454 | 1月26日  | ｢バカリズムが浜田のために必需品を自腹購入!2人の意外な関係とは!?｣                                                                       | バカリズム                                             |              |
| 455 | 2月2日   | ｢緊急新企画!相方の思い出の地をダイアン＆哲夫が生リポート!｣                                                                             | 松岡充、青山テルマ                                     |              |
| 456 | 2月9日   | ｢松岡充と青山テルマの思い出の地巡りで浜田がムチャぶり連発!｣                                                                            | 松岡充、青山テルマ                                     |              |
| 457 | 2月16日  | ｢大人気の相方を迎えリモートで大阪にEverybody Go!｣                                                                                      | Kis-My-Ft2(藤ヶ谷太輔、横尾渉)                         |              |
| 458 | 2月23日  | ｢Kis-My-Ft2の藤ヶ谷太輔と横尾渉が登場! 大阪の聖地に大興奮!｣                                                                            | Kis-My-Ft2(藤ヶ谷太輔、横尾渉)                         |              |
| 459 | 3月2日   | ｢話題作に引っ張りだこの俳優2人が登場!リモートで大阪を探索!｣                                                                            | 小手伸也、鈴木伸之                                     |              |
| 460 | 3月9日   | ｢俳優の小手伸也＆鈴木伸之が異色コラボ!浜田の同期トミーズ緊急出演!?｣                                                                    | 小手伸也、鈴木伸之                                     |              |
| 461 | 3月17日  | ｢超ビッグな結婚ソングの女王登場!第7世代ミキも初参戦!｣                                                                                  | 木村カエラ                                             |              |
| 462 | 3月23日  | 「木村カエラと大阪の気になるスポットへ!ロケ中断の危機がミキを襲う!?」                                                                  | 木村カエラ                                             |              |
| 463 | 3月31日  | ｢個性派俳優とハイテンション芸人の異色コンビ!恩人の先輩に愛の告白?｣                                                                     | 高橋克実、ウド鈴木                                     |              |
| 464 | 4月6日   | ｢高橋克実＆ウド鈴木の異色コンビ!大阪イチの熟女にウド大興奮｣                                                                            | 高橋克実、ウド鈴木                                     |              |
| 465 | 4月13日  | ｢空手も書道もこなす国民的ボーカルが相方!亀田史郎イチオシグルメも｣                                                                      | TAKAHIRO(EXILE)                                        |              |
| 466 | 4月21日  | ｢EXILE・TAKAHIROが相方!憧れの亀田史郎と3150コラボ｣                                                                                     | TAKAHIRO(EXILE)                                        |              |
| 467 | 4月27日  | ｢相方は元テレ東美女アナと話題沸騰のジャニーズ! 聖地巡りで大興奮!｣                                                                      | 河合郁人(A.B.C-Z)、鷲見玲奈                            |              |
| 468 | 5月4日   | ｢鷲見玲奈とA.B.C-Zの河合が大阪でやりたいコト巡り! 浜田と怒号に中継先大パニック｣                                                        | 河合郁人(A.B.C-Z)、鷲見玲奈                            |              |
| 469 | 5月11日  | ｢役者も作家もマルチにこなすピン芸人が相方!?大阪で遊べる友達探し!｣                                                                      | 劇団ひとり                                             |              |
| 470 | 5月18日  | 「劇団ひとりが相方!大阪で遊べる本気の友達探し!」                                                                                       | 劇団ひとり                                             |              |
| 471 | 5月25日  | 「朝ドラヒロイン実力派女優と大阪デート!銀シャリ人力車を引いて爆走!?」                                                                  | 瀧本美織                                               |              |
| 472 | 6月1日   | 「女優・瀧本美織と浜ちゃんが大阪デート!ロケ変更で銀シャリ緊急事態!?」                                                                  | 瀧本美織                                               |              |
| 473 | 6月8日   | ｢元日本代表イケメンDFと引退後の初体験!2万キロカロリーの規格外丼!?｣                                                                     | 内田篤人                                               |              |
| 474 | 6月15日  | 「内田篤人と浜ちゃんが現役時代できなかった初体験!若手芸人にドッキリ!?」                                                                | 内田篤人                                               |              |
| 475 | 6月22日  | 「"べっぴんさん"な人気若手女優が相方!ヒミツを浜ちゃんに教えたい!」                                                                     | 芳根京子                                               |              |
| 476 | 6月29日  | 「人気女優・芳根京子ヒミツ大公開!新喜劇女優が暴走!?アキナ取材NG焼肉」                                                                  | 芳根京子                                               |              |
| 477 | 7月6日   | ｢国民的ビジュアル系エアーバンドが相方!大阪で念願のこと尽くし｣                                                                          | ゴールデンボンバー(鬼龍院翔、喜矢武豊)                 |              |
| 478 | 7月14日  | ｢ゴールデンボンバーと浜ちゃんが西成グルメとバイト探し!?｣                                                                               | ゴールデンボンバー(鬼龍院翔、喜矢武豊)                 |              |
| 479 | 7月21日  | 「人気沸騰!超辛口ご意見番が相方 ミキが浜田も思い出の串揚げ店へ」                                                                       | 長嶋一茂                                               |              |
| 480 | 8月10日  | ｢長嶋一茂が相方!天竺鼠・瀬下が大炎上の放送事故!?丸秘北新地高級クラブ｣                                                                  | 長嶋一茂                                               |              |
| 481 | 8月17日  | ｢相方は平成生まれのジャニーズコンビ! 衝撃アートとドMスポットに大興奮!!｣                                                                | Hey!Say!JUMP(知念侑李、八乙女光)                       |              |
| 482 | 8月25日  | ｢相方はHey! Say! JUMPの知念侑李＆八乙女光! 知念の上手すぎるモノマネに芸人驚愕!｣                                                        | Hey!Say!JUMP(知念侑李、八乙女光)                       |              |
| 483 | 9月1日   | ｢超大物一家ミュージシャンが相方!初登場フット岩尾が浜田の餌食に!?｣                                                                      | DAIGO                                                  |              |
| 484 | 9月7日   | 「DAIGOが相方!憧れの大物ミュージックが登場!?ミキが浜田熱望の場所へ」                                                                   | DAIGO                                                  |              |
| 485 | 9月14日  | ｢俳優もこなす大物俳優が相方!お酒を飲みながら大阪の友達にご挨拶!｣                                                                       | 山崎まさよし                                           |              |
| 486 | 9月21日  | 「山崎まさよしが相方!お酒を飲みながら大阪の謎メニュー巡り!」                                                                           | 山崎まさよし                                           |              |
| 487 | 9月28日  | 「国民的アイドル出身!エース女優＆新バラエティー女王が相方!ナダルVS周平魂大食い対決」                                                   | 前田敦子、峯岸みなみ                                   |              |
| 488 | 10月5日  | ｢前田敦子＆峯岸みなみ☆浜ちゃん＆あっちゃん顔交換‼奇跡の一枚誕生｣                                                                       | 前田敦子、峯岸みなみ                                   |              |
| 489 | 10月12日 | ｢大人気清楚系アイドルグループから"国民の嫁＆小柄なお色気担当"が相方!｣                                                                  | 乃木坂46(秋元真夏、与田祐希)                           |              |
| 490 | 10月26日 | 「乃木坂46秋元真夏＆与田祐希が相方!浜ちゃん初のVRバンジー」                                                                            | 乃木坂46(秋元真夏、与田祐希)                           |              |
| 491 | 11月2日  | ｢ジャニーズの"新俳句王子"と"新コント王子"が登場! リモートキャンプで大興奮!｣                                                            | Kis-My-Ft2(北山宏光、二階堂高嗣)                       |              |
| 492 | 11月9日  | ｢北山宏光と二階堂高嗣が登場!キスしたいぐらい大好きなアレのリポートに大爆笑!｣                                                           | Kis-My-Ft2(北山宏光、二階堂高嗣)                       |              |
| 493 | 11月16日 | ｢ツッパリな永遠の16歳が登場!大阪ライブで起きた大喧嘩の真相｣                                                                            | 綾小路翔                                               |              |
| 494 | 11月23日 | ｢綾小路翔が相方!浜ちゃんと2ショットの宣材写真?｣                                                                                        | 綾小路翔                                               |              |
| 495 | 11月30日 | ｢関西ロケ復活SP!!亜嵐＆メンディーと仲良しかまぼこ飯｣                                                                                   | GENERATIONS from EXILE TRIBE(白濱亜嵐、関口メンディー) |              |
| 496 | 12月7日  | ｢亜嵐＆メンディーと仲良しかまぼこ板★高校授業にサプライズ突撃｣                                                                          | GENERATIONS from EXILE TRIBE(白濱亜嵐、関口メンディー) |              |
| 497 | 12月14日 | ｢ごぶごぶももクロ佐々木彩夏＆玉井詩織が相方!大阪でオトナデート｣                                                                        | ももいろクローバーZ(佐々木彩夏、玉井詩織)              |              |
| 498 | 12月21日 | ｢ももクロ佐々木彩夏＆玉井詩織が相方!大阪でオトナデート後半戦｣                                                                          | ももいろクローバーZ(佐々木彩夏、玉井詩織)              |              |

## 2022年（令和4年）
|     | 放送日   | 内容                                                                         | 相方                                                   | 主なロケ場所 |
| --- | -------- | ---------------------------------------------------------------------------- | ------------------------------------------------------ | ------------ |
| 499 | 1月2日   | ｢相方はEXILE ATSUSHI!有名人オススメグルメかまぼこ板SP｣                       | EXILE ATSUSHI                                          |              |
| 500 | 1月12日  | ｢ATSUSHIと数原と巡る有名人おすすめグルメ＆おすすめ芸人｣                      | EXILE ATSUSHI                                          |              |
| 501 | 1月18日  | ｢俳優・大谷亮平と吹田へ里帰りロケ★大谷ファミリーがテレビ初登場｣              | 大谷亮平                                               |              |
| 502 | 1月25日  | ｢俳優・大谷亮平と吹田へ里帰り後編★亮平の命の恩人と感動の再会!?｣              | 大谷亮平                                               |              |
| 503 | 2月2日   | ｢相方は、なにわ男子の西畑大吾＆大橋和也!ごぶごぶシールでなにわをジャック!!｣  | なにわ男子(西畑大吾、大橋和也)                         |              |
| 504 | 2月22日  | ｢なにわ男子・西畑＆大橋が感謝の挨拶回り!遂にあのカフェに浜田降臨!!｣          | なにわ男子(西畑大吾、大橋和也)                         |              |
| 505 | 3月1日   | 「きゃりーぱみゅぱみゅが相方!29歳の誕生日プレゼント＆グルメツアー」          | きゃりーぱみゅぱみゅ                                   |              |
| 506 | 3月8日   | ｢きゃりーぱみゅぱみゅに最高の誕生日プレゼント! 伝説の味復活に浜田も大感激!｣  | きゃりーぱみゅぱみゅ                                   |              |
| 507 | 3月15日  | 「ラジオ生放送乱入!!湘南乃風・HAN-KUNが相方でハンパねぇ～もの巡り」          | HAN-KUN (湘南乃風)                                     |              |
| 508 | 3月22日  | 「初デュエット!!浜ちゃん×HAN-KUNでWOW WAR TONIGHT」                          | HAN-KUN (湘南乃風)                                     |              |
| 509 | 3月29日  | 「岡田結実が相方!エロい女に近づく自分磨き修行!」                             | 岡田結実                                               |              |
| 510 | 4月5日   | 「岡田結実が相方!エロい女に近づく自分磨き!」                                 | 岡田結実                                               |              |
| 511 | 4月20日  | 「ムロツヨシが大阪初ロケ!!浜ちゃんと大阪でやりたいコト巡り」                 | ムロツヨシ                                             |              |
| 512 | 4月26日  | 「ムロツヨシが浜ちゃんと一夜限り“漫才コンビ“結成」                           | ムロツヨシ                                             |              |
| 513 | 5月3日   | 「相方に黒木瞳が登場!芸歴が後輩の浜ちゃんを連れ回す!」                       | 黒木瞳                                                 |              |
| 514 | 5月10日  | 「相方に黒木瞳が登場!後輩の浜ちゃんに対して大暴走!」                         | 黒木瞳                                                 |              |
| 515 | 5月17日  | 「溝端淳平が相方!和歌山出身の溝端が関西人魂を取り戻すロケ」                  | 溝端淳平                                               |              |
| 516 | 5月24日  | 「溝端淳平が相方!ミキ・ダイアンの楽屋にサプライズ凸」                        | 溝端淳平                                               |              |
| 517 | 5月31日  | 「10分拡大SP!山之内すずと“シン・オオサカ巡り“SNSシン・スター続々」           | 山之内すず                                             |              |
| 518 | 6月7日   | 「番組初!ミスドミュージアムに潜入のはずが…憧れの番組にアポなし交渉」         | 山之内すず                                             |              |
| 519 | 6月14日  | 「世紀の一戦を5日後に控えた武尊がまさかの登場!」                             | 武尊                                                   |              |
| 520 | 6月21日  | 「武尊が浜ちゃんにオゴって欲しいもの巡り 後編」                              | 武尊                                                   |              |
| 521 | 6月28日  | 「相方は女優・観月ありさ!若者のようにはしゃげるスポット巡り」                | 観月ありさ                                             |              |
| 522 | 7月13日  | 「相方は女優・観月ありさ!若者のようにはしゃげるスポット巡り」                | 観月ありさ                                             |              |
| 523 | 7月26日  | 「相方は試合から９日後のロケに登場・武尊！東京でご褒美メシ爆食い」           | 武尊                                                   |              |
| 524 | 8月2日   | 「番組初浴衣ロケ!!櫻坂46田村保乃＆山﨑天と夏休み満喫ツアー」                 | 櫻坂46(田村保乃、山﨑天)                               |              |
| 525 | 8月9日   | 「櫻坂46 田村保乃＆山﨑天と夏の大阪ひんやりツアー」                          | 櫻坂46(田村保乃、山﨑天)                               |              |
| 526 | 8月16日  | 「檀れいと宝塚巡り!!懐かしの味＆宝塚イチパワースポット」                     | 檀れい                                                 |              |
| 527 | 8月23日  | 「檀れいと宝塚巡り完結編‼聖地・宝塚大劇場で大はしゃぎ＆檀がロケ変更」        | 檀れい                                                 |              |
| 528 | 8月30日  | 「坂上忍と久しぶりの再会で“忍vs浜ちゃん男の真剣勝負”」                       | 坂上忍                                                 |              |
| 529 | 9月6日   | 「坂上忍とガチ自腹で競艇!!番組史上に残る“奇跡”が起こる!?」                   | 坂上忍                                                 |              |
| 530 | 9月13日  | 「鈴木杏樹と神戸で地元巡り“ホンマもんの神戸出身”になるロケ」                 | 鈴木杏樹                                               |              |
| 531 | 9月20日  | 「鈴木杏樹と神戸最新水族館「アトア」潜入‼浜ちゃん優し過ぎる裏側告白」        | 鈴木杏樹                                               |              |
| 532 | 10月1日  | 「岩田剛典“ガンちゃん”と商店街を食べ歩き!!“信濃そば”完全復活」               | 岩田剛典(EXILE/三代目J Soul Brothers from EXILE TRIBE) |              |
| 533 | 10月15日 | 「俳優・野村周平と神戸湊川へ里帰りロケ……のはずがノンアポ母校突撃」           | 野村周平                                               |              |
| 534 | 10月22日 | 「元メジャー・上原浩治の地元“寝屋川”でメジャー級巡り」                       | 上原浩治                                               |              |
| 535 | 10月29日 | 「元メジャー・上原浩治と同級生の元ラグビー日本代表・大畑大介がガチンコ対決」 | 上原浩治                                               |              |
| 536 | 11月5日  |                                                                              | SixTONES(田中樹・髙地優吾)                             |              |
| 537 | 11月12日 |                                                                              | Kis-My-Ft2(藤ヶ谷太輔・横尾渉)                         |              |
| 538 | 11月19日 |                                                                              | Kis-My-Ft2(藤ヶ谷太輔・横尾渉)                         |              |
| 539 | 12月10日 | 「SOPHIA松岡充が“ワンランク上の人生の楽しみ方”を伝授」                       | 松岡充                                                 |              |
| 540 | 12月17日 | 「SOPHIA松岡充とFM大阪潜入!!テレビでガチのラジオ番組収録!?」                 | 松岡充                                                 |              |
| 541 | 12月24日 |                                                                              |                                                        |              |

## 2023年（令和5年）
|     | 放送日   | 内容 | 相方                             | 主なロケ場所 |
| --- | -------- | --- | -------------------------------- | ------------ |
| 540 | 1月2日   | 【里帰りSP～芸能人のレア地元凱旋大公開～】お正月にピッタリなレアな“芸能人の里帰り”を大公開★水川あさみの卒アル公開&野村周平ガチ家族登場&大谷亮平思い出グルメ&なにわ男子と聖地巡礼&檀れい宝塚大劇場 |                                  |              |
| 541 | 1月14日  | | 増田貴久（NEWS）                 |              |
| 542 | 1月21日  | | 増田貴久（NEWS）                 |              |
| 543 | 2月4日   | 「俳優・中尾明慶と“なにわ焼きそば修行旅”」 | 中尾明慶                         |              |
| 544 | 2月18日  | 「俳優・中尾明慶と“なにわ焼きそば修行旅”」 | 中尾明慶                         |              |
| 545 | 2月25日  | 「木村カエラが万博で人生初のMV監督に挑戦」 | 木村カエラ                       |              |
| 546 | 3月4日   | 「女優・西野七瀬の地元“大阪市平野区”で思い出の地巡り」 | 西野七瀬                         |              |
| 547 | 3月18日  | 「女優・西野七瀬の地元“大阪市平野区”女子人気最新スポット＆恩人サプライズ再会」 | 西野七瀬                         |              |
| 548 | 3月25日  | 「阪神タイガース・糸井嘉男プレゼンツ“阪神＆甲子園アピールツアー”」 | 糸井嘉男                         |              |
| 549 | 4月8日   | 「阪神タイガース・糸井嘉男プレゼンツ“阪神＆甲子園アピールツアー”」 | 糸井嘉男                         |              |
| 550 | 4月22日  | 「俳優・青木崇高が地元“八尾”で魅力PR」 | 青木崇高                         |              |
| 551 | 5月6日   | 「俳優・青木崇高が地元“八尾”の最新町工場を案内」 | 青木崇高                         |              |
| 552 | 5月13日  | 「出川哲朗vs浜田雅功 男のリアルガチ５番勝負」 | 出川哲朗                         |              |
| 553 | 5月27日  | 「出川哲朗vs浜田雅功 男のリアルガチ５番勝負」 | 出川哲朗                         |              |
| 554 | 6月3日   | 「女優・吉岡里帆プロデュース大阪修学旅行」 | 吉岡里帆                         |              |
| 555 | 6月24日  | 「女優・吉岡里帆プロデュース大阪修学旅行 後編」 | 吉岡里帆                         |              |
| 556 | 7月1日   | 「DAIGOが大阪で人生初タコパ＆恐竜を乗りまわす!?」 | DAIGO                            |              |
| 557 | 7月8日   | 「DAIGOが“人生イチの屈辱”リベンジ!!ド派手衣装で三角公園パニック」 | DAIGO                            |              |
| 558 | 7月22日  | 「大阪焼肉かまぼこ板巡り!!肉マニアEXILE・SHOKICHI大興奮」 | EXILE SHOKICHI                   |              |
| 559 | 7月29日  | 「大阪焼肉かまぼこ板巡り!!肉マニアEXILE・SHOKICHIが最高のおもてなし」 | EXILE SHOKICHI                   |              |
| 560 | 8月5日   | 「俳優・内藤剛志のルーツを大阪で巡る!!母校凱旋＆BIGな同級生再会」 | 内藤剛志                         |              |
| 561 | 8月12日  | 「歌手・龍玄とし（Toshl）人生初街ブラ＆浜ちゃん初デュエット」 | 龍玄とし                         |              |
| 562 | 9月2日   | 「EXILE・TAKAHIRO流 大阪の“道”の歩き方!!ロケ鉄板コース」 | EXILE TAKAHIRO                   |              |
| 563 | 9月9日   | 「EXILE・TAKAHIROとディープ大阪グルメ巡り」 | EXILE TAKAHIRO                   |              |
| 564 | 9月23日  | 「元阪神タイガース・鳥谷敬 人生初街ブラで大好物の白メシ食いまくり」 | 鳥谷敬                           |              |
| 565 | 10月7日  | 「元阪神タイガース・鳥谷敬 大好物の白メシ巡りで食べて走って大暴れ」 | 鳥谷敬                           |              |
| 566 | 10月14日 | 「歌手・青山テルマ 小学校時代を過ごした北摂で思い出の地巡り90分SP」 | 青山テルマ                       |              |
| 567 | 10月28日 | | NEWS（小山慶一郎、加藤シゲアキ） |              |
| 568 | 11月4日  | 「大河俳優・大森南朋 大阪駅前ビルで“ハシャがず大人なロケ”がしたい」 | 大森南朋                         |              |
| 569 | 11月11日 | 「大河俳優・大森南朋“ハシャがず大人なロケ”のはずが……終始大ハシゃぎ」 | 大森南朋                         |              |
| 570 | 11月18日 | 「祝日本一!!阪神タイガースAREスポットをMr.タイガース掛布と巡る」 | 掛布雅之                         |              |
| 571 | 12月9日  | | 掛布雅之                         |              |
| 572 | 12月23日 | 「奇跡の52歳 女優・牧瀬里穂と大阪初観光 クリスマス90分SP」 | 牧瀬里穂                         |              |

## 2024年（令和6年）
|     | 放送日   | 内容                                                                        | 相方                  | 主なロケ場所 |
| --- | -------- | --------------------------------------------------------------------------- | --------------------- | ------------ |
| 573 | 1月2日   | 「桂文枝と有名人おすすめグルメかまぼこ板のはずが……生放送突撃」              | 6代目桂文枝           |              |
| 574 | 1月6日   | 「歌手・山崎まさよしとお酒のアテ巡り」                                      | 山崎まさよし          |              |
| 575 | 1月13日  | 「歌手・山崎まさよしとお酒のアテ巡り」                                      | 山崎まさよし          |              |
| 576 | 1月20日  | 「大阪出身!!恋愛の歌姫・aikoと思い出の聖地巡礼」                            | aiko                  |              |
| 577 | 1月27日  | 「大阪出身!!恋愛の歌姫・aikoと思い出の聖地巡礼」                            | aiko                  |              |
| 578 | 2月3日   | 「俳優・北村一輝と初共演で仲良くなる“はじめましてロケ”」                    | 北村一輝              |              |
| 579 | 2月17日  | 「氣志團・綾小路翔がスター浜ちゃんとやりたい事巡り」                        | 綾小路翔(氣志團)      |              |
| 580 | 2月24日  | 「女優・松岡茉優がガチで考えた“大阪でのバラエティーロケ”」                  | 松岡茉優              |              |
| 581 | 3月2日   | 「女優・松岡茉優と大阪ロケ!!デパートで友チョコ探しが……緊急事態に」          | 松岡茉優              |              |
| SP  | 3月9日   | 「MBS大感謝祭 関西No.1決定戦」                                              |                       |              |
| 582 | 3月16日  | 「SUPER EIGHT・安田章大が“地元尼崎”で浜ちゃんにワガママ連発!?」             | 安田章大(SUPER EIGHT) |              |
| 583 | 3月23日  | 「相方の初体験SP!!桂文枝・aiko・吉岡里帆・大森南朋 続々登場」               |                       |              |
| 584 |          |                                                                             |                       |              |
| 585 | 4月6日   | 「元サッカー日本代表・内田篤人と１分で予約即完売!!話題とんかつ店へ」        | 内田篤人              |              |
| 586 | 4月13日  | 「元サッカー日本代表・内田篤人300万円超え高級バイクをガチ買い物!?」         | 内田篤人              |              |
| 587 | 4月20日  | 「実は兵庫県・川西市出身！女優・松下奈緒！大阪での行きつけ探し」            | 松下奈緒              |              |
| 588 | 4月27日  | 「女優・松下奈緒！大阪での行きつけ探しのはずが……浜ちゃん大暴走!?」          | 松下奈緒              |              |
| 589 | 5月11日  | 「俳優・山口智子大阪で初対面ロケ!!B級グルメ巡りで会員制ラーメン店へ」       | 山口智子              |              |
| 590 | 5月25日  | 「俳優・山口智子が大阪B級グルメ巡り!!名作ロンバケ裏側を告白」               | 山口智子              |              |
| 591 | 6月29日  | 「ごぶごぶフェス2時間SP」                                                   |                       |              |
| 592 | 7月6日   | 「梅沢富美男が登場!!大阪で73歳にして初体験をやり尽くす」                    | 梅沢富美男            |              |
| 593 | 7月27日  |                                                                             | 梅沢富美男            |              |
| 594 | 8月17日  |                                                                             | 城田優                |              |
| 595 | 8月24日  |                                                                             | 城田優                |              |
| 596 | 8月31日  |                                                                             | 三浦翔平              |              |
| 597 | 9月7日   |                                                                             | 三浦翔平              |              |
| 598 | 9月14日  | 「TOKIO城島社長を大阪で接待ツアー!!浜ちゃんが丸亀製麺を人生初体験」         | 城島茂(TOKIO)         |              |
| 599 | 9月21日  | 「TOKIO城島が20年ぶり恩人再会!!急遽ロケ変更でノンアポ突撃」                 | 城島茂(TOKIO)         |              |
| 600 | 9月28日  | 「平愛梨と神戸定番&最新スポット巡り★今年リニューアル!ポートタワー」         | 平愛梨                |              |
| 601 | 10月5日  | 「今年開業!!神戸須磨シーワールド平愛梨と初体験★オルカド迫力パフォーマンス」 | 平愛梨                |              |
| 602 | 10月19日 | 「柳葉敏郎と気になる“なにわ大捜査線”★浜ちゃん驚きの踊る大捜査秘話」         | 柳葉敏郎              |              |
| 603 | 11月2日  |                                                                             | 柳葉敏郎              |              |
| 604 | 12月7日  | 「東方神起と大阪初上陸“最新極上ホテル”大阪最高額!?高級スイーツ体験」        | 東方神起              |              |
| 605 | 12月14日 | 「東方神起が激痛足ツボ初体験&極上飯1年待ち寿司・ビブグルマン粉もん」        | 東方神起              |              |
| 606 | 12月21日 | 「横山裕の地元・此花で思い出の地巡り★恩人と28年ぶりサプライズ再会」         | 横山裕(SUPER EIGHT)   |              |
| 607 | 12月28日 | 「急遽行き先変更でロケ破綻!!横山裕の地元・此花おすすめ巡り」                | 横山裕(SUPER EIGHT)   |              |

## 2025年（令和7年）
|     | 放送日  | 内容 | 相方                                             | 代役MC                       | 主なロケ場所 |
| --- | ------- | --- | ------------------------------------------------ | ---------------------------- | ------------ |
| 608 | 1月2日  | 「山田孝之と大阪B級グルメかまぼこ板SP」                                                                            | 山田孝之                                         | -                            |              |
| 609 | 1月11日 | 「日本一!!横浜DeNAベイスターズ・三浦大輔監督の第二の地元“玉造”巡り」                                               | 三浦大輔                                         | -                            |              |
| 610 | 1月18日 | 「KITTE大阪で横浜DeNAベイスターズ・三浦大輔監督の日本一祝勝会」                                                    | 三浦大輔                                         | -                            |              |
| 611 | 1月25日 | 「浜ちゃんマル秘プライベート&ごぶごぶフェスマル秘情報テレビ初出し!?SP」                                            |                                                  | -                            |              |
| 612 | 2月1日  | 「浜ちゃん大絶賛!!パン登場&浜ちゃんのオナラ探しプライベート大公開SP」                                              |                                                  | -                            |              |
| 613 | 2月15日 | 「京都あったかグルメ巡り～京都出身・倖田來未と6年ぶり京都ロケ～」                                                  | 倖田來未                                         | -                            |              |
| 614 | 2月22日 | 「京都の“日本最古華道”&“最先お寺”を京都出身・倖田來未が巡る」                                                      | 倖田來未                                         | -                            |              |
| 615 | 3月1日  | 「TOBE北山宏光と大阪・十三のディープスポット巡り!移動手段はバラエティロケ初!?阪急電車の特別シート」                | 北山宏光                                         | -                            |              |
| 616 | 3月8日  | 「TOBE合流後初共演!北山宏光が浜ちゃんとずぶずぶな関係にド派手な番宣で大阪をジャック!ラストには生放送に乱入しPR!?」 | 北山宏光                                         | -                            |              |
| 617 | 3月15日 | 「MBS大感謝祭2025 番組史上初!人気4番組とコラボロケ」                                                               | 駿河太郎 矢野燿大 なすなかにし 玉巻映美 清水麻耶 | -                            |              |
| 618 | 3月22日 | 「浜ちゃんお休みで代役MCはフット後藤!!大阪絶品うどんウエンツと巡る」                                               | ウエンツ瑛士                                     | 後藤輝基(フットボールアワー) |              |
| 619 | 4月5日  | 「大阪絶品うどん巡り代役MC後藤×ウエンツ★芸能界の師匠と再会」                                                       | ウエンツ瑛士                                     | 後藤輝基(フットボールアワー) |              |
| 620 | 4月19日 | 「大阪・関西万博ツアー!!代役MC今田耕司×藤原紀香が会場徹底解説」                                                    | 藤原紀香                                         | 今田耕司                     |              |
| 621 | 4月26日 | 「大阪・関西万博で代役MC今ちゃん×藤原紀香が25年後の自分と対面」                                                    | 藤原紀香                                         | 今田耕司                     |              |
| 622 | 5月10日 | 「11年ぶりに東野幸治が代役MCで復活!!久本雅美とうめきたグラングリーン」                                             | 久本雅美                                         | 東野幸治                     |              |
| 623 | 5月17日 | 「東野幸治 人生初始球式ドッキリ!!久本雅美ガチ実家サプライズ突撃」                                                  | 久本雅美                                         | 東野幸治                     |              |
| 624 | 5月24日 | 「浜ちゃん復活SP!!GACKTと大阪下町グルメ激戦区・天満ハシゴ」                                                        | GACKT                                            | -                            |              |
| 625 | 6月7日  | 「浜ちゃん×GACKT大阪下町グルメ巡り～新世界・西成編～」                                                             | GACKT                                            | -                            |              |
| 626 | 6月28日 | 「ごぶごぶフェス2025 2時間SP」                                                                                     |                                                  | -                            |              |
| 627 | 7月5日  | 「新企画!!初上陸の町シリーズ～西宮北口編～フリー永島優美アナ初ロケ」                                               | 永島優美                                         | -                            |              |
| 628 | 7月12日 | 「新企画!!浜ちゃん、学校へ行く～関西学院大学編～永島優美と学校体験」                                               | 永島優美                                         | -                            |              |
| 629 | 7月26日 | 「巨匠・堺正章が初大阪ロケSP!!100年超えグルメ&徹底解剖トーク」                                                     | 堺正章                                           | -                            |              |
| 630 | 8月2日  | 「巨匠・堺正章と大阪レトロスポットツアーSP★創業142年夏スイーツ」                                                   | 堺正章                                           | -                            |              |
| 631 | 8月9日  | 「優勝目前!?阪神タイガース大応援SP OBの関本賢太郎&能見篤史と甲子園周辺の聖地巡り」                                 | 関本賢太郎 能見篤史                              | -                            |              |
| 632 | 8月16日 | 「優勝目前!?阪神タイガース大応援SP OBの関本賢太郎&能見篤史と“選手と会える!?虎の聖地巡り”」                         | 関本賢太郎 能見篤史                              |                              |              |